# Biserica de lemn din Bârlești

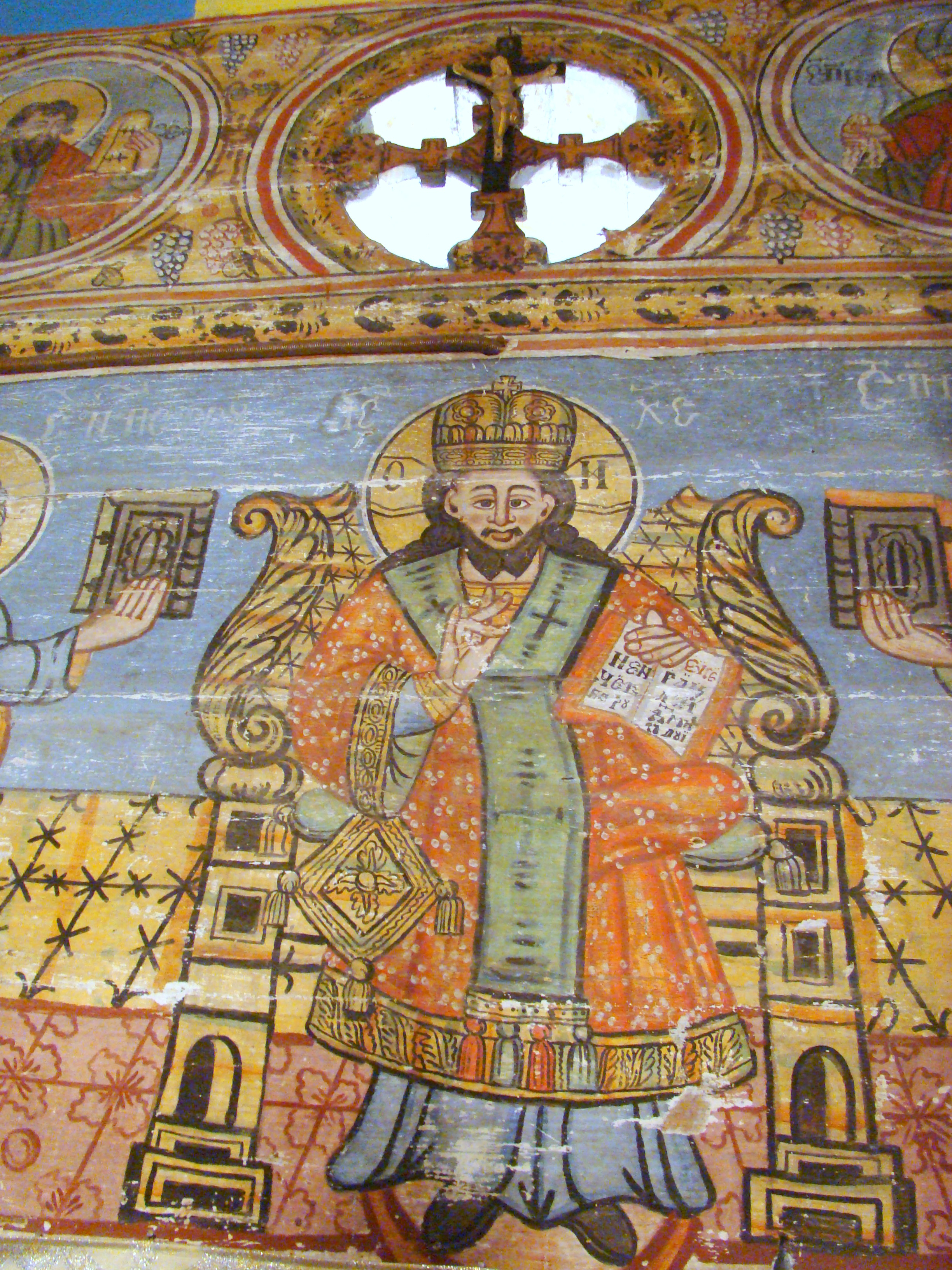
Iisus judecător

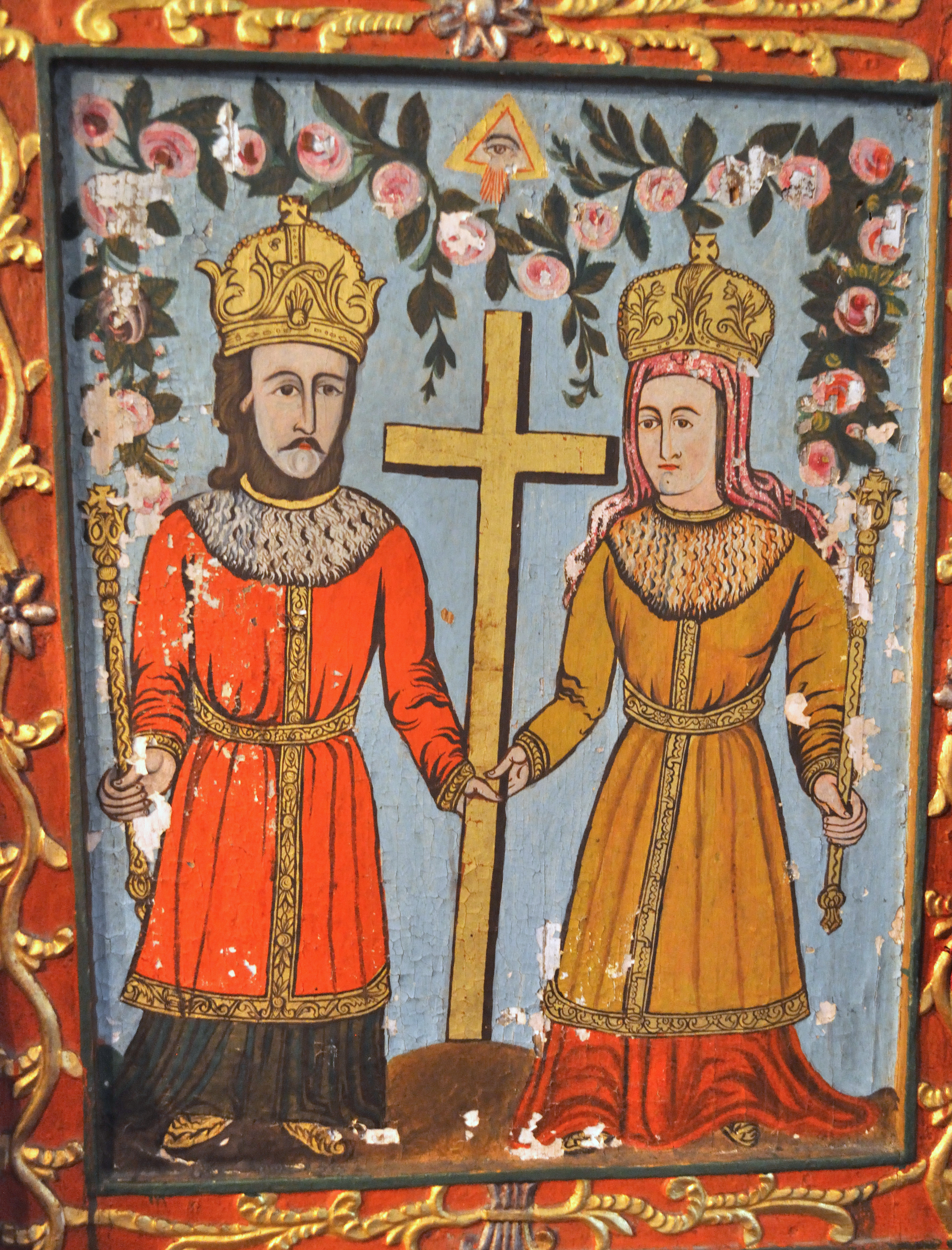
Icoana de hram „Sfinții Împărați Constantin și Elena”

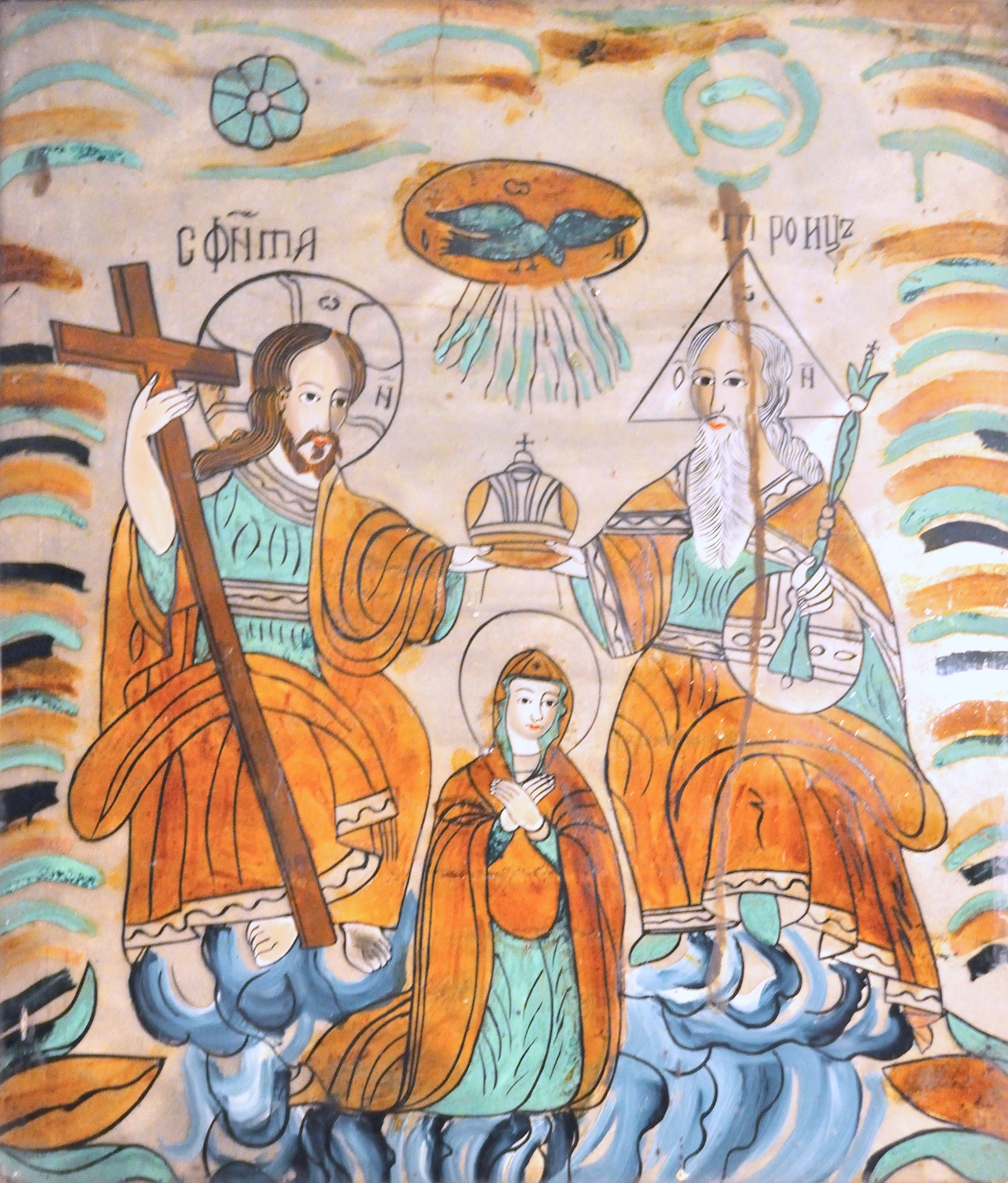
Sfânta Troiță

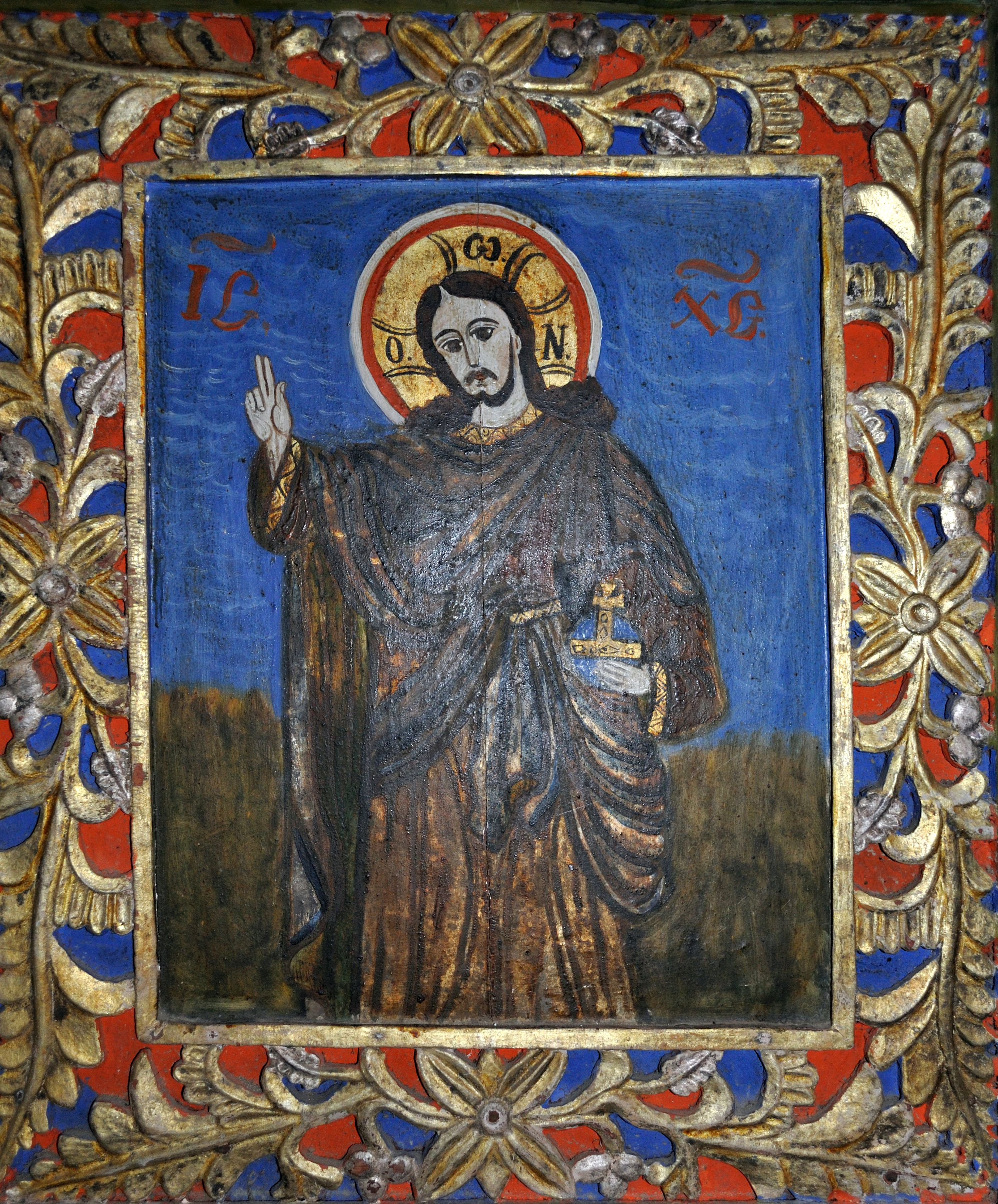
Iisus binecuvântând

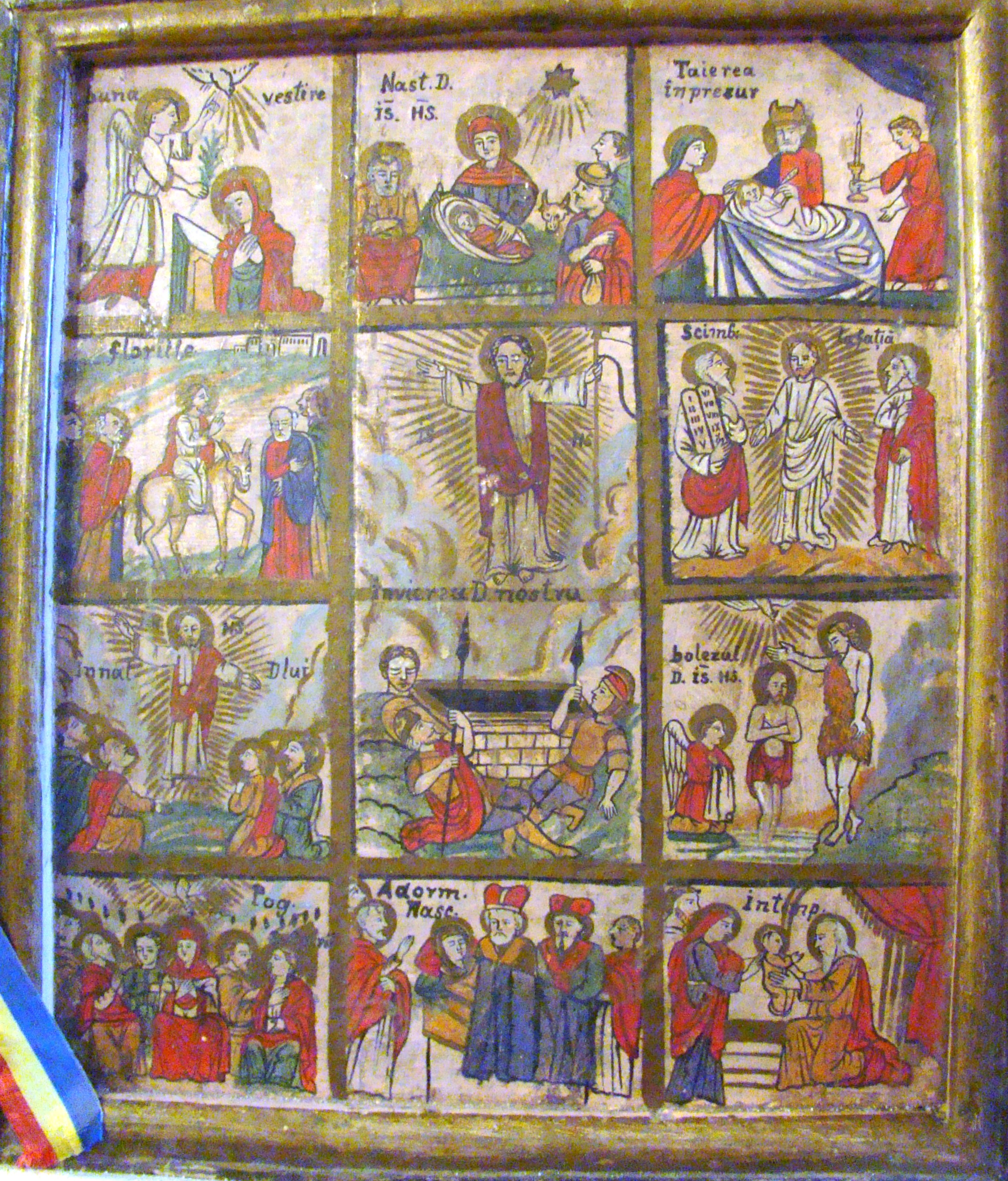
Icoana prăznicar

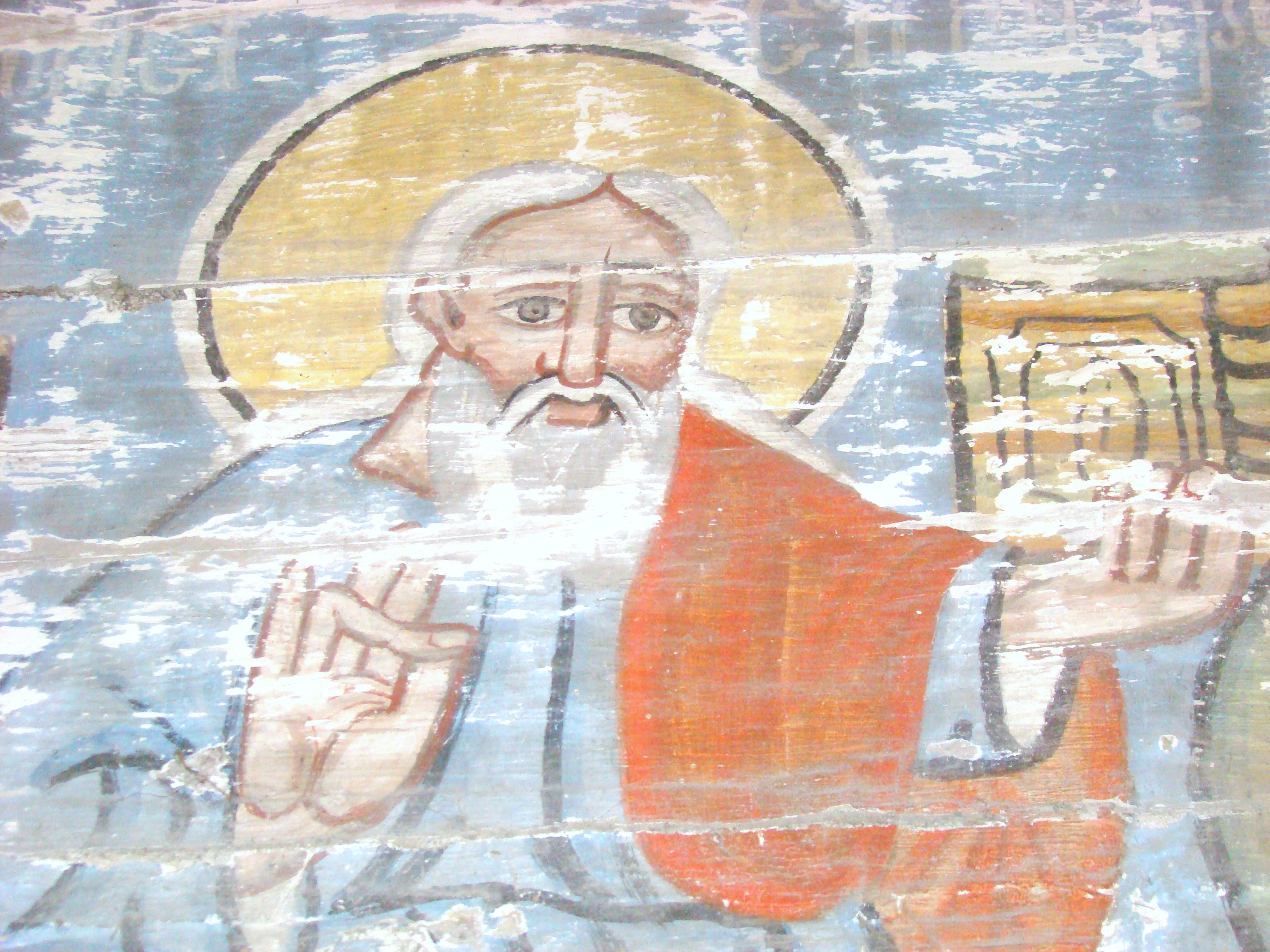
Apostol

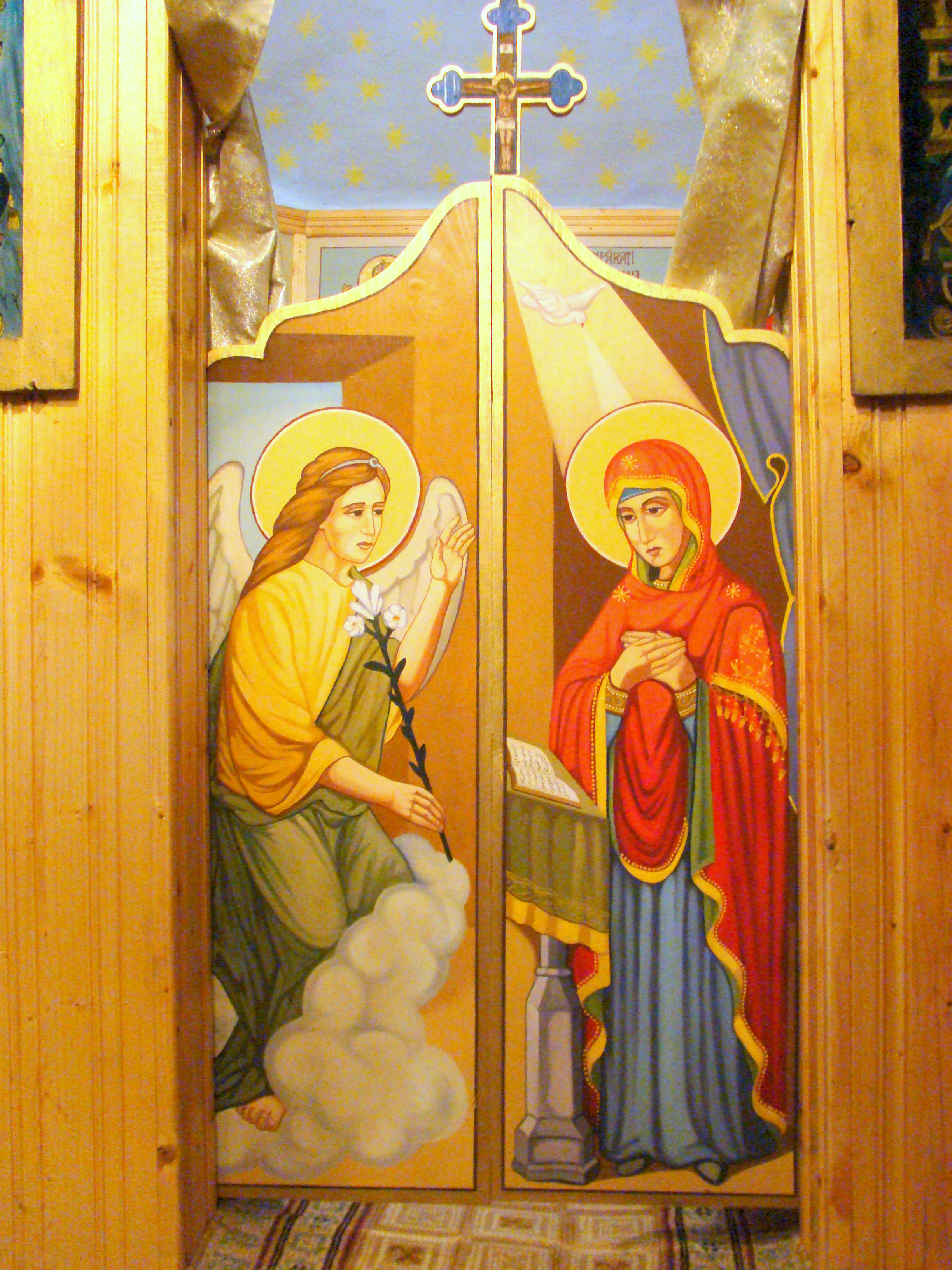
Ușile împărătești

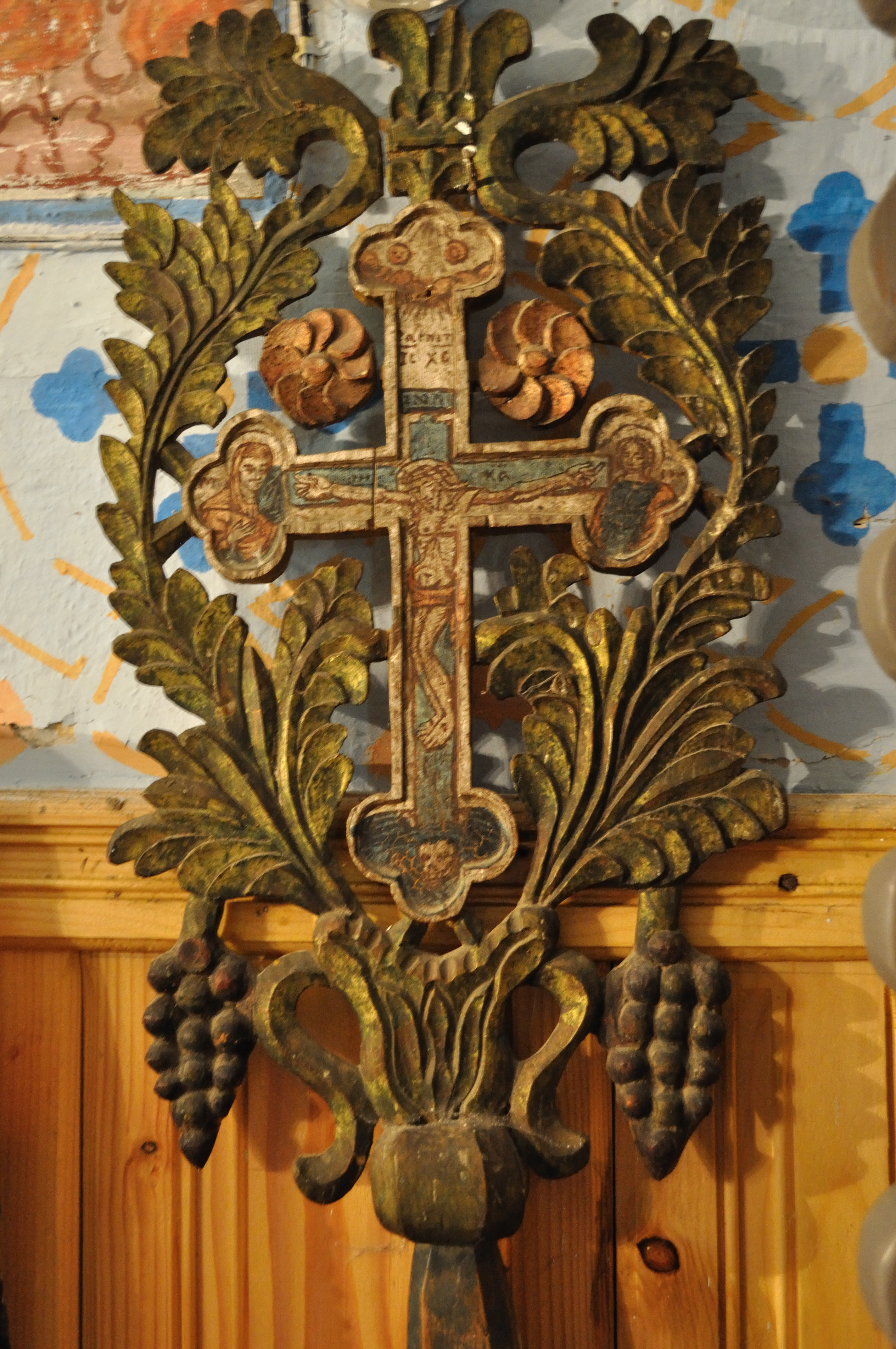
Cruce

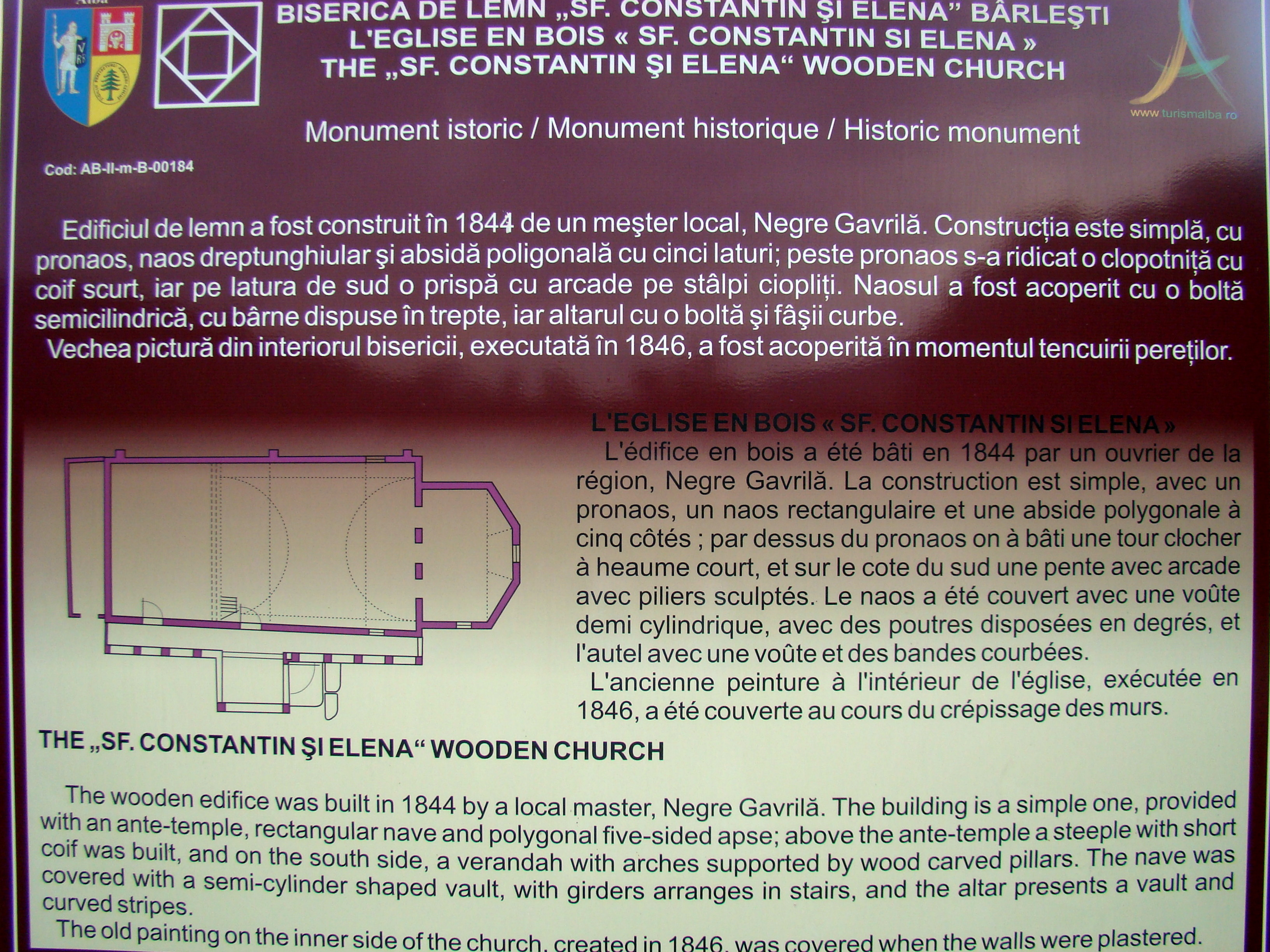
Panou informativ DMI Alba

Biserica de lemn din Bârlești, comuna Mogoș, județul Alba, datează din anul 1844. Are hramul „Sfinții Împărați Constantin și Elena”. Biserica se află pe noua listă a monumentelor istorice sub codul LMI: AB-II-m-B-00184.

## Istoric și trăsături
Ediificiul de lemn a fost construit în 1844 de un meșter local, Negre Gavrilă. Construcția este simplă cu pronaos, naos dreptunghiular și absidă poligonală cu cinci laturi. Peste pronaos s-a ridicat o clopotniță cu coif scurt, iar pe latura de sud o prispă cu arcade pe stâlpi ciopliți. Naosul a fost acoperit cu o boltă semicilindrică, cu bârne dispuse în trepte, iar altarul cu o boltă și fâșii curbe. Vechea pictură, executată în 1846, a fost acoperită în momentul tencuirii pereților. Se mai păstrează doar pe catapeteasmă. Din aceeași perioadă datează și frumoasele icoanele împărătești pictate pe lemn.

## Imagini din interior

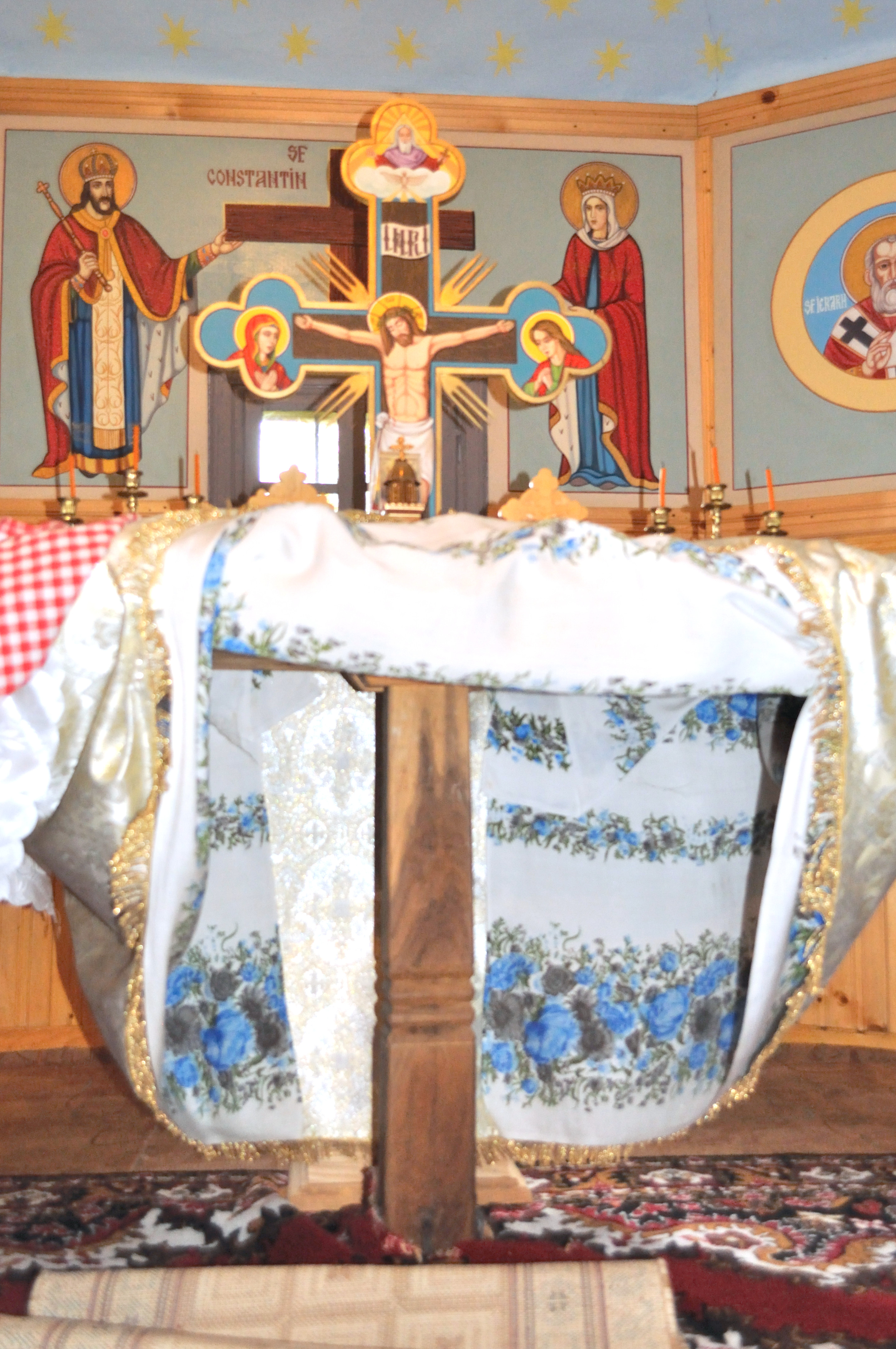
Masa altarului
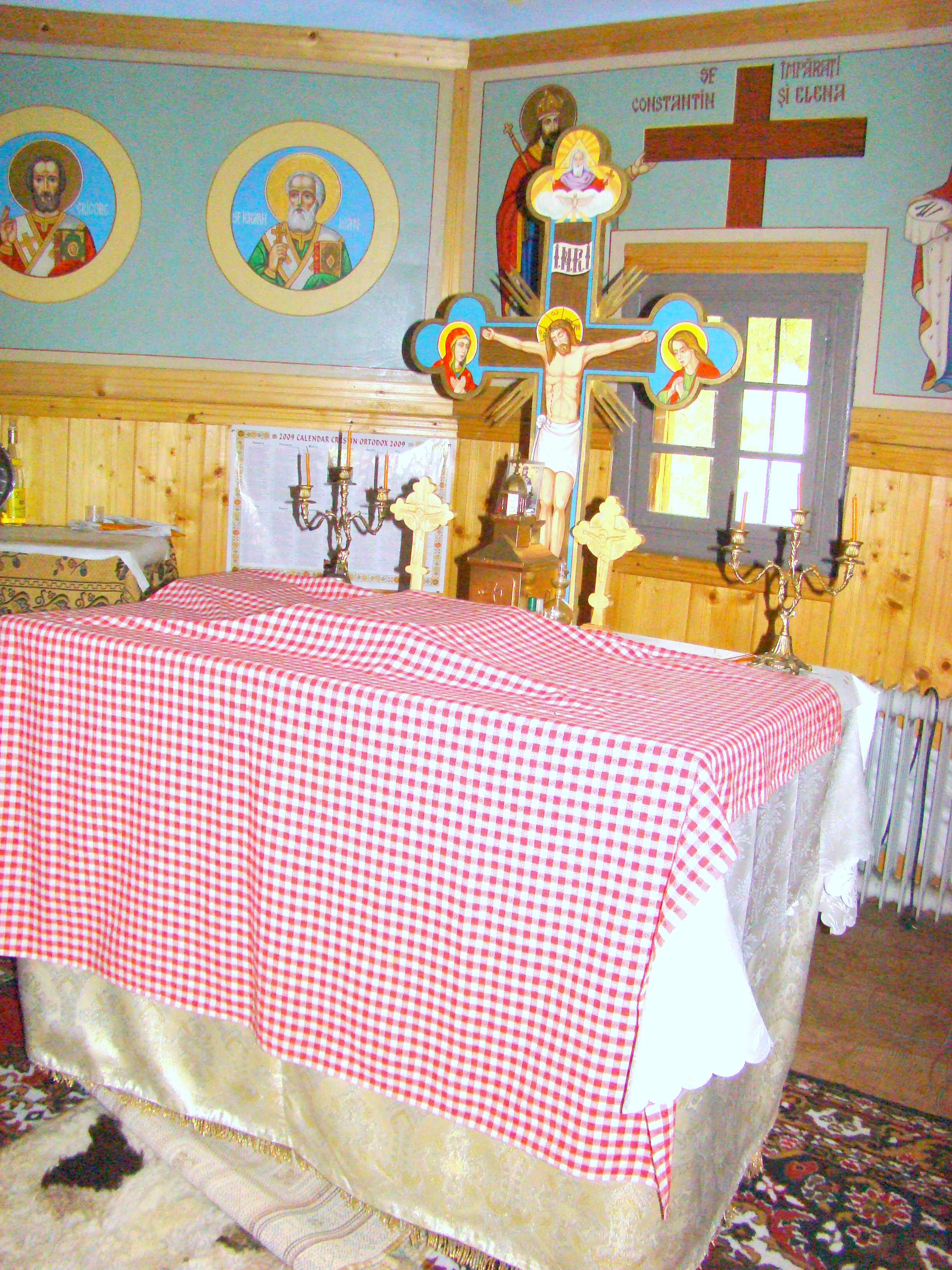
Masa altarului
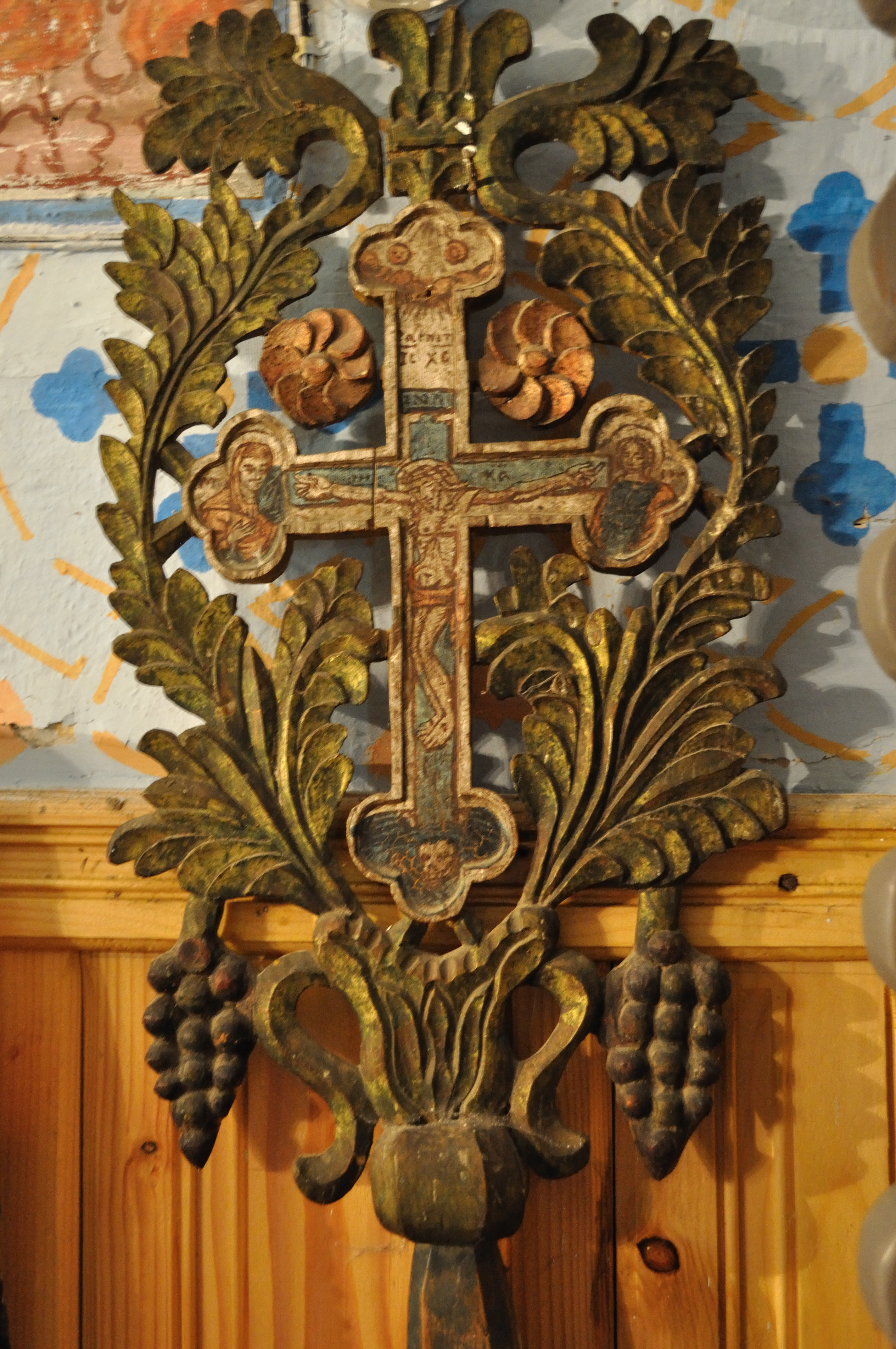
Cruce
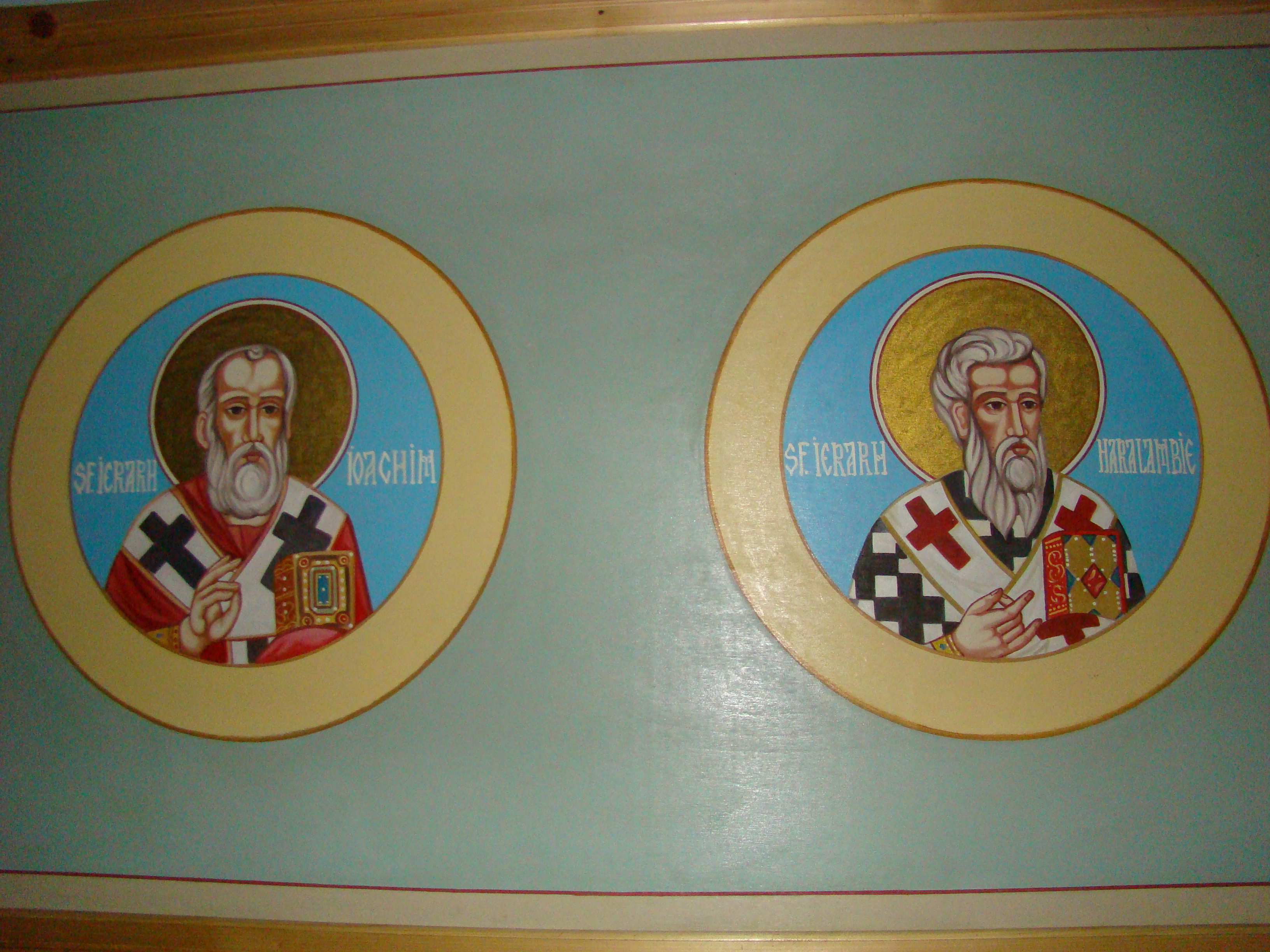
Pictura altarului
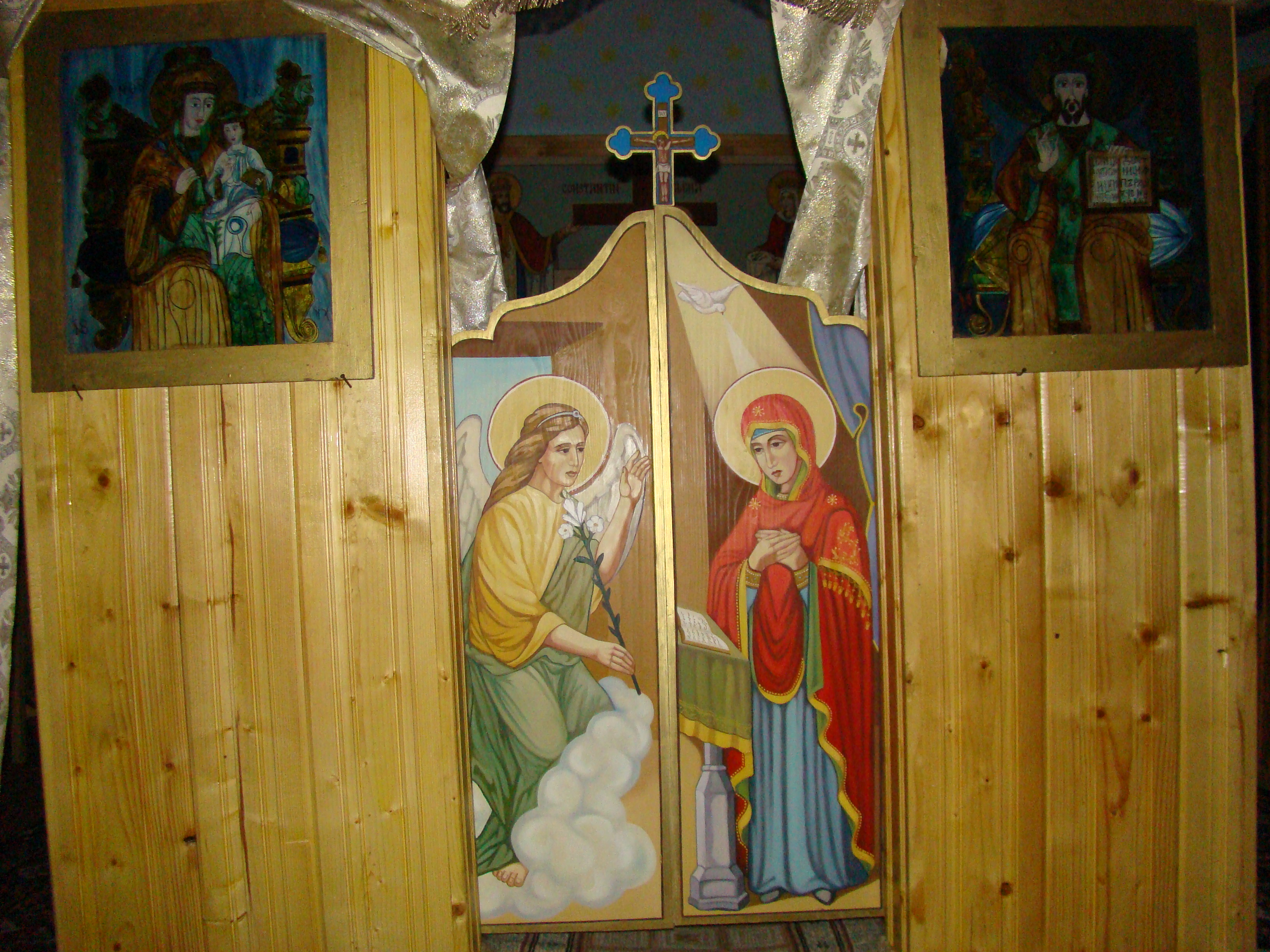
Uși și icoane împărătești
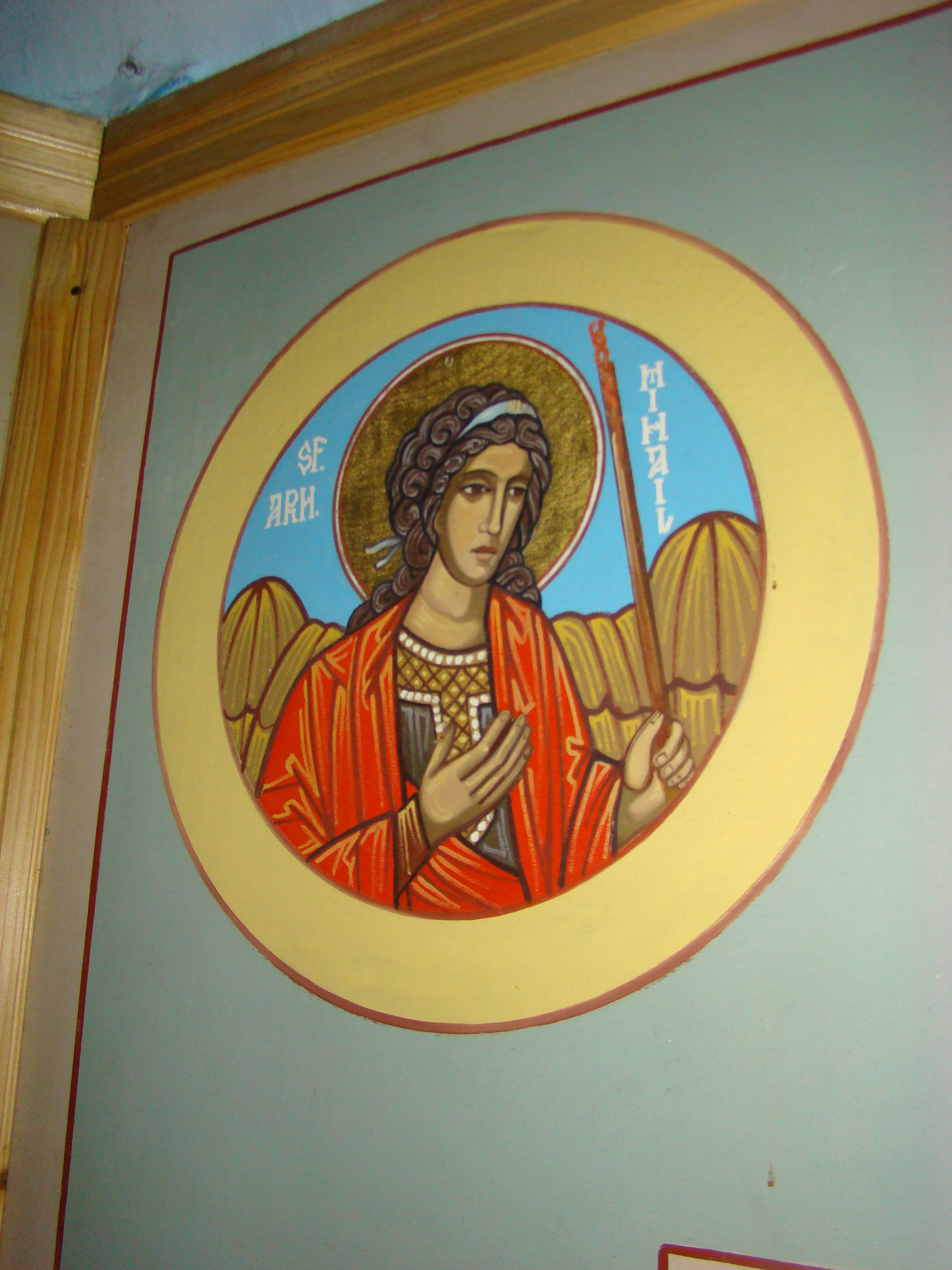
Pictura altarului
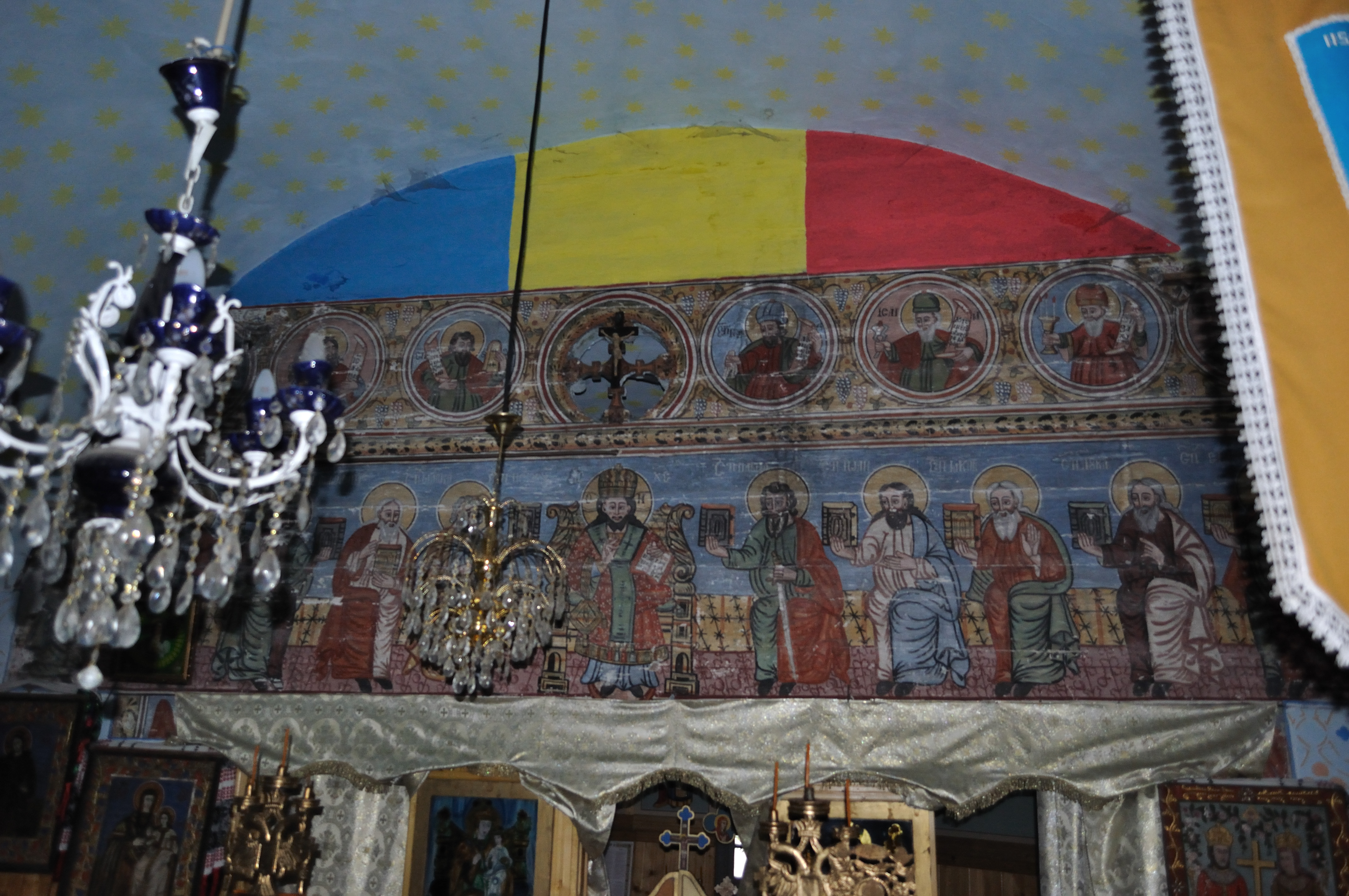
Partea superioară a iconstasului
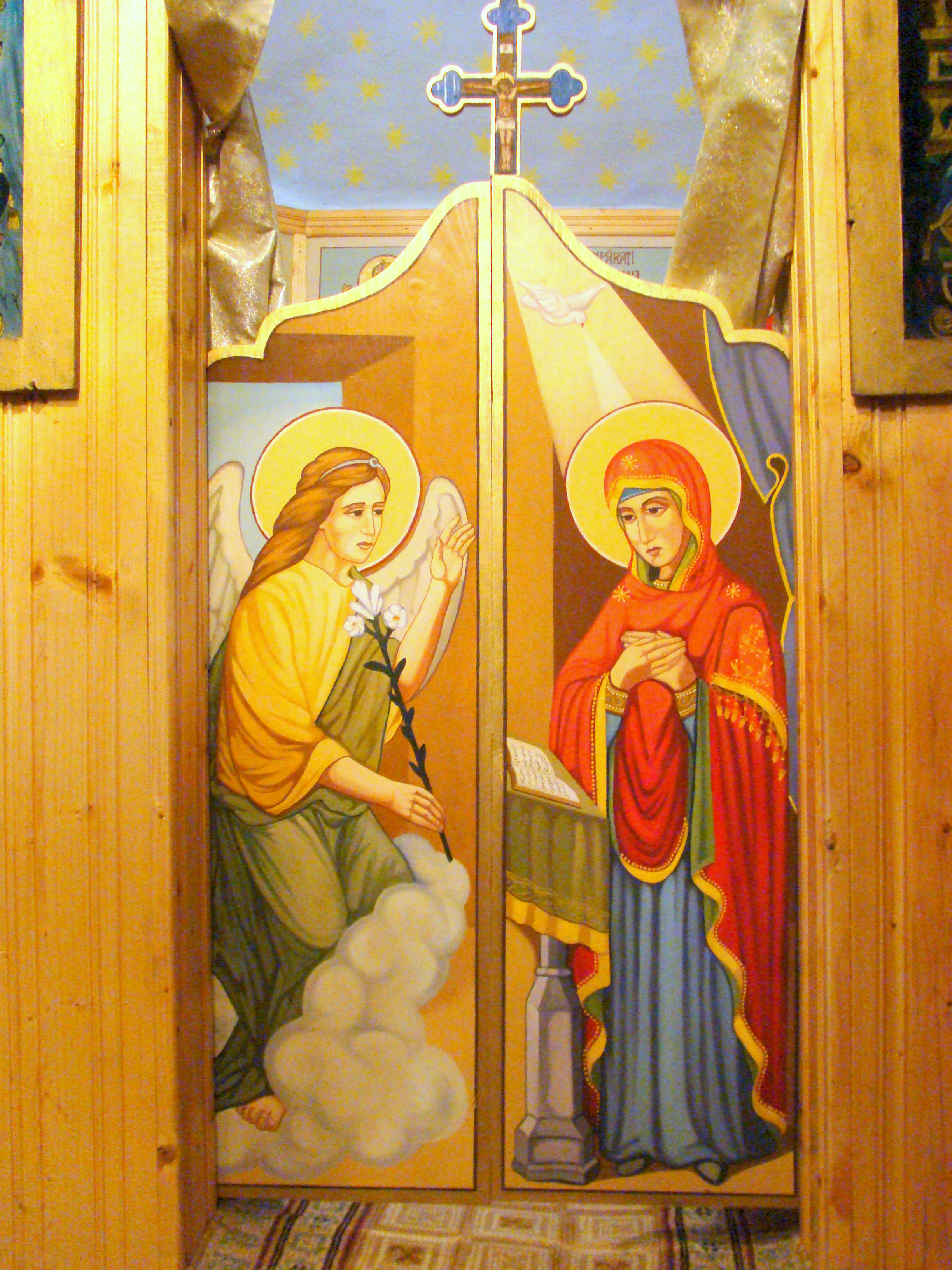
Ușile împărătești
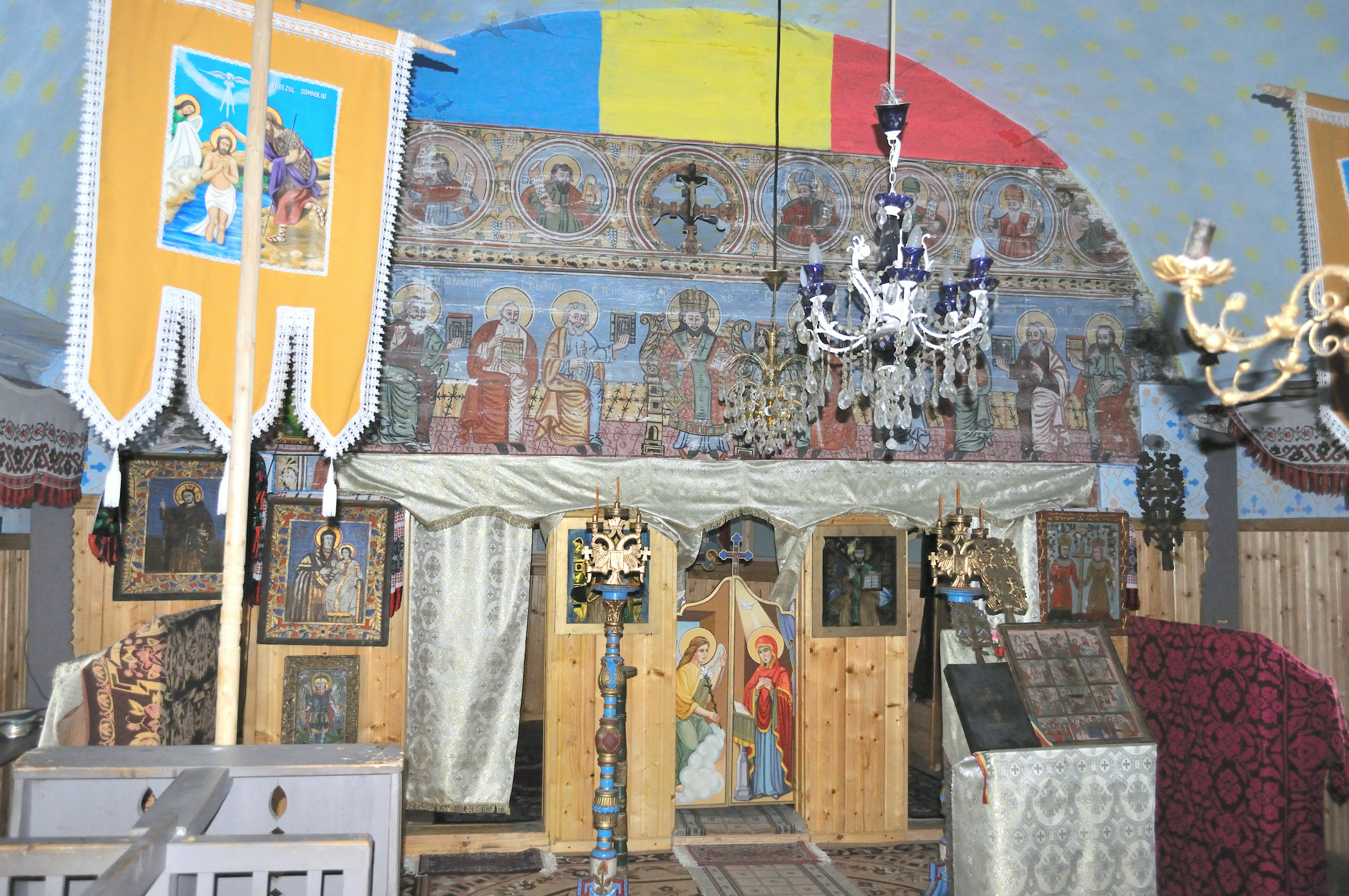
Iconostasul
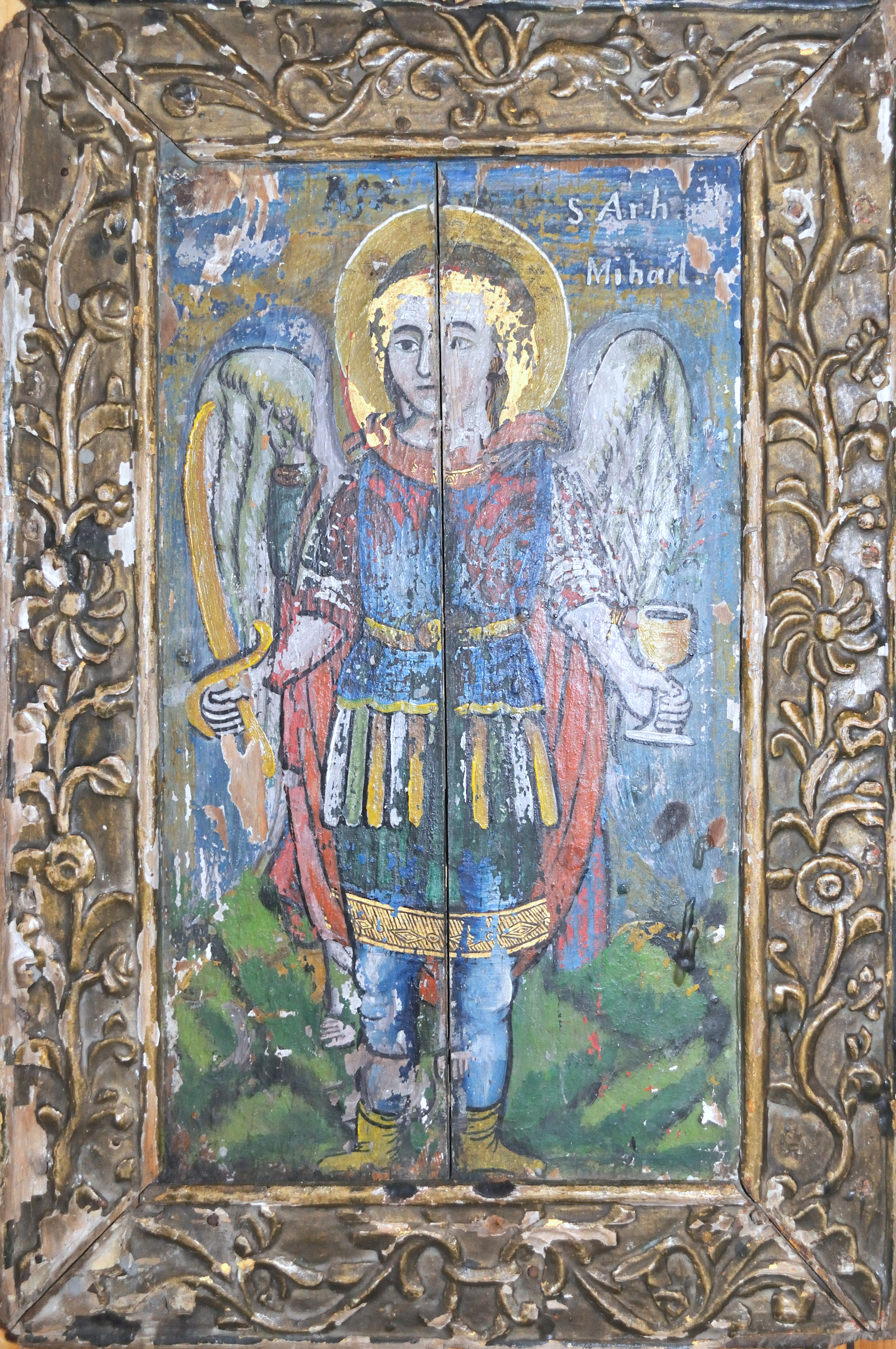
Arhanghelul Mihail
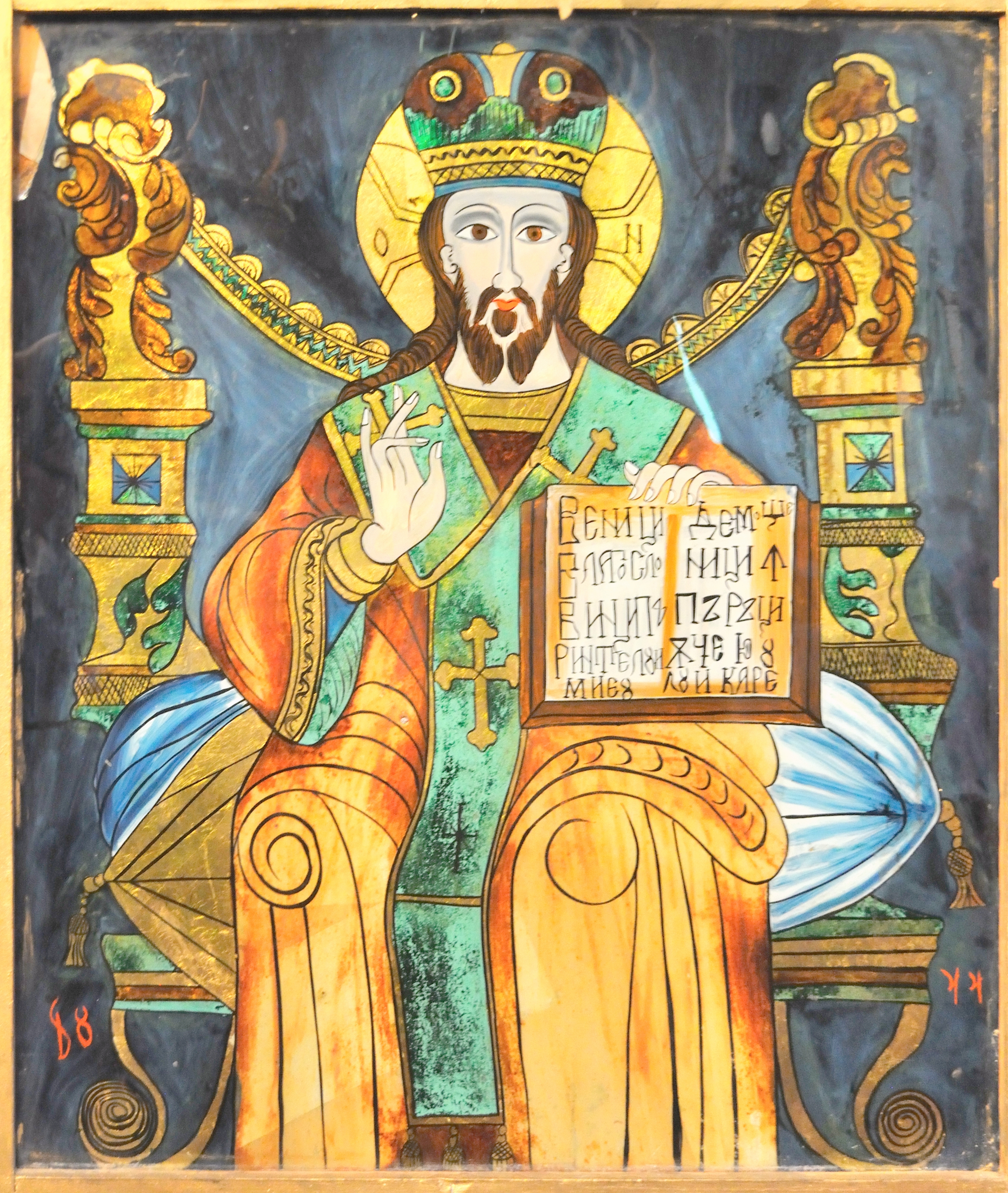
Icoana Mântuitorului
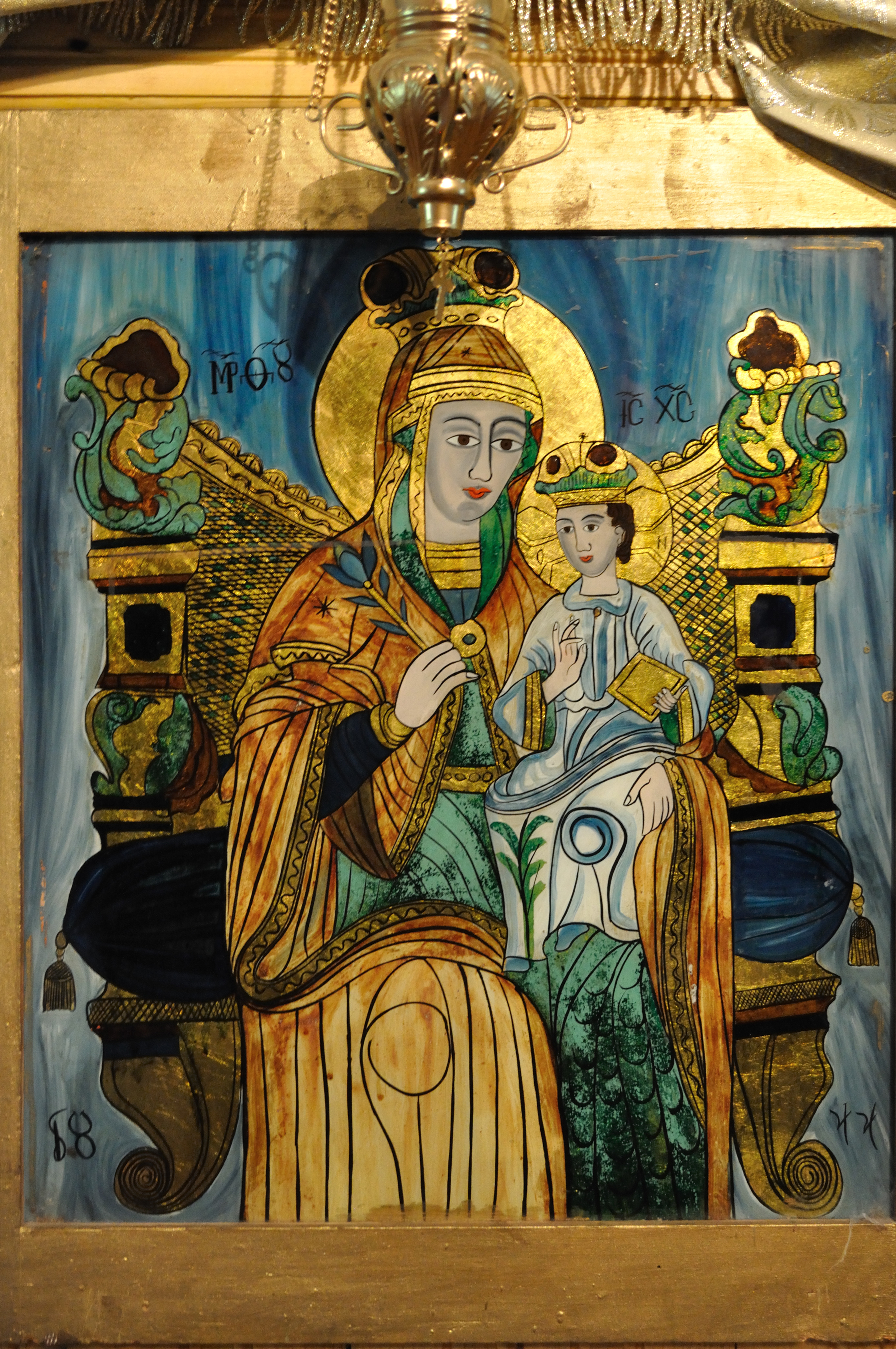
Maica Domnului cu pruncul
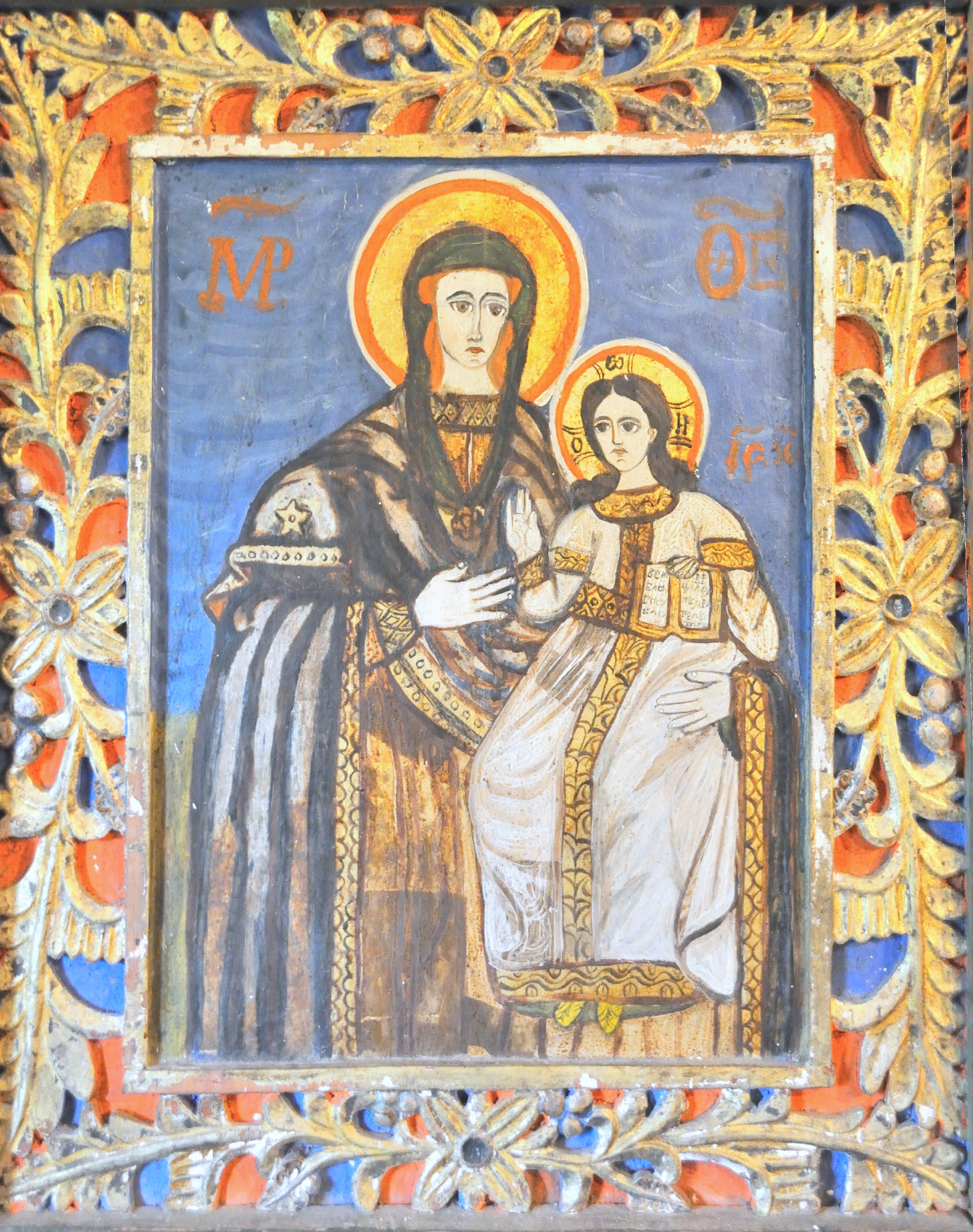
Maica Domnului cu pruncul
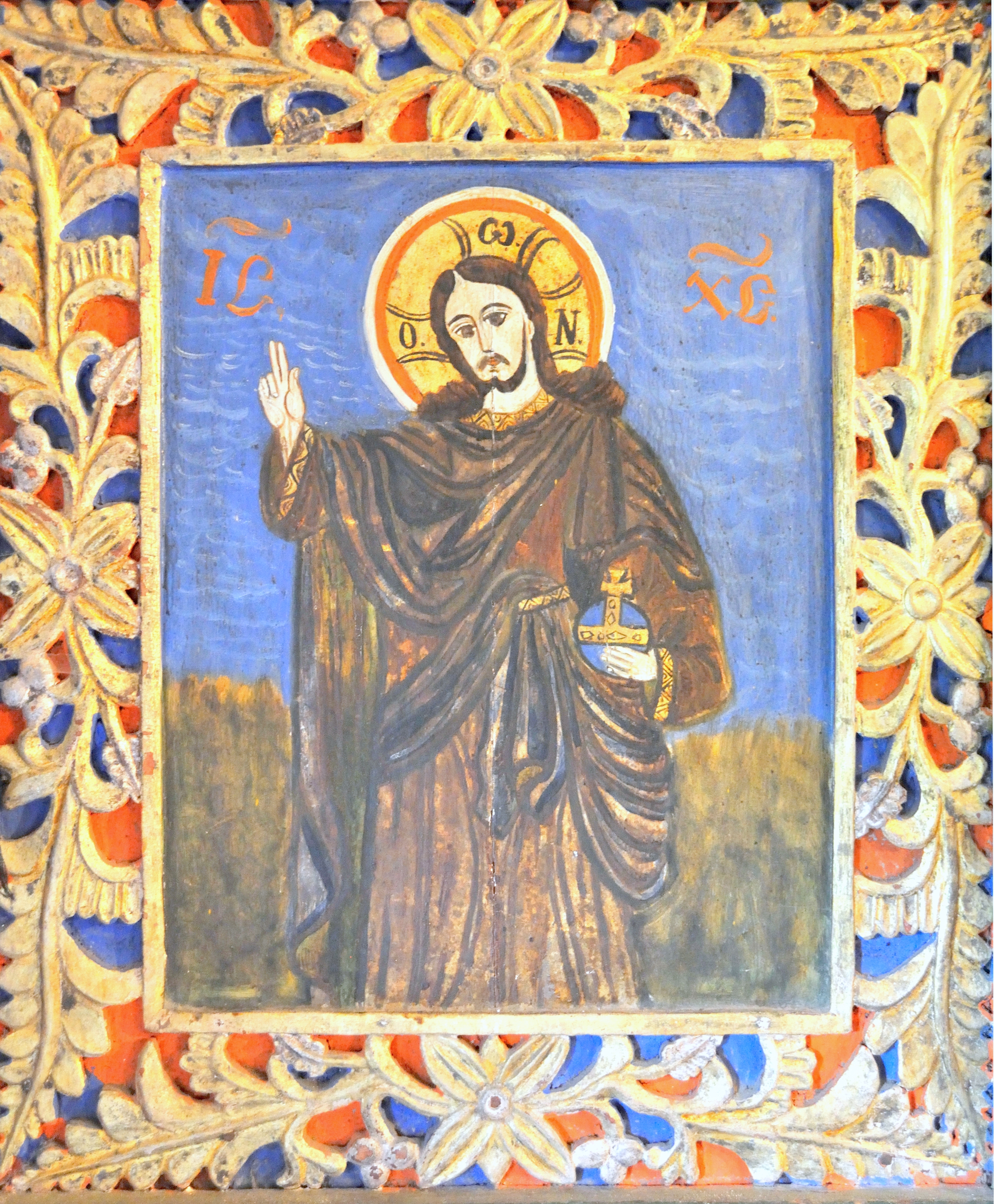
Iisus binecuvântând
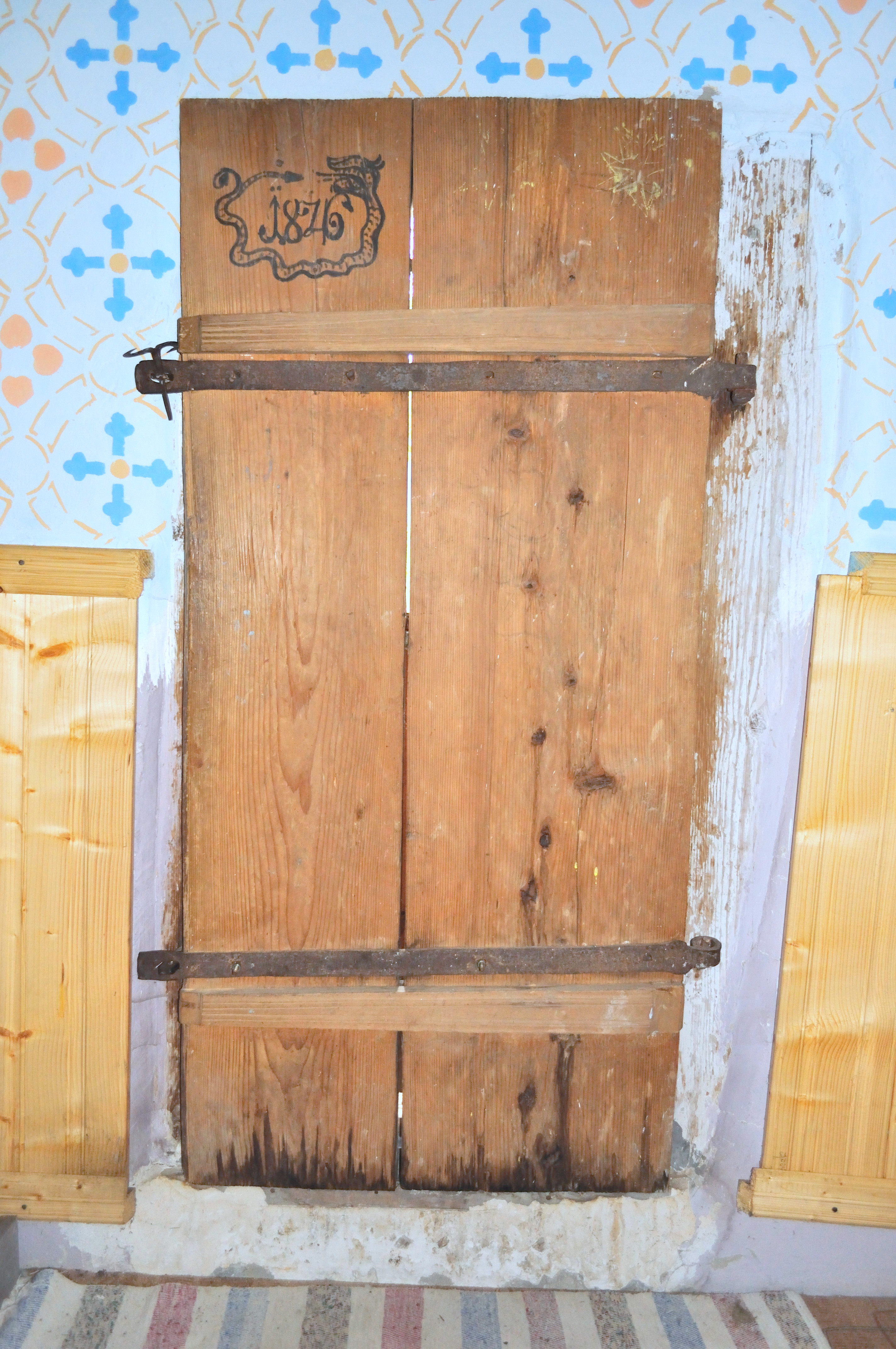
Ușa (cu datare)
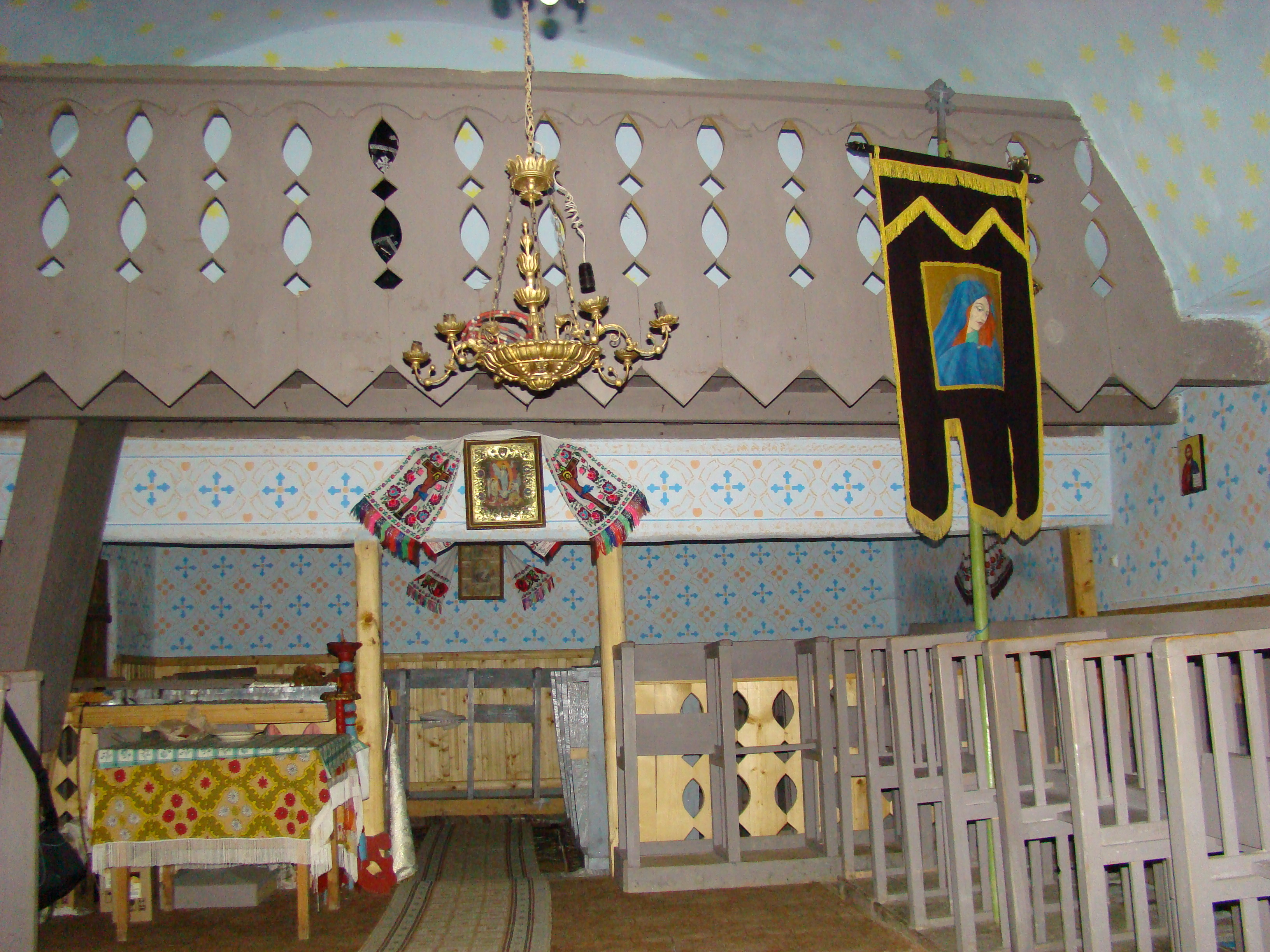
Vedere spre cor și pronaos
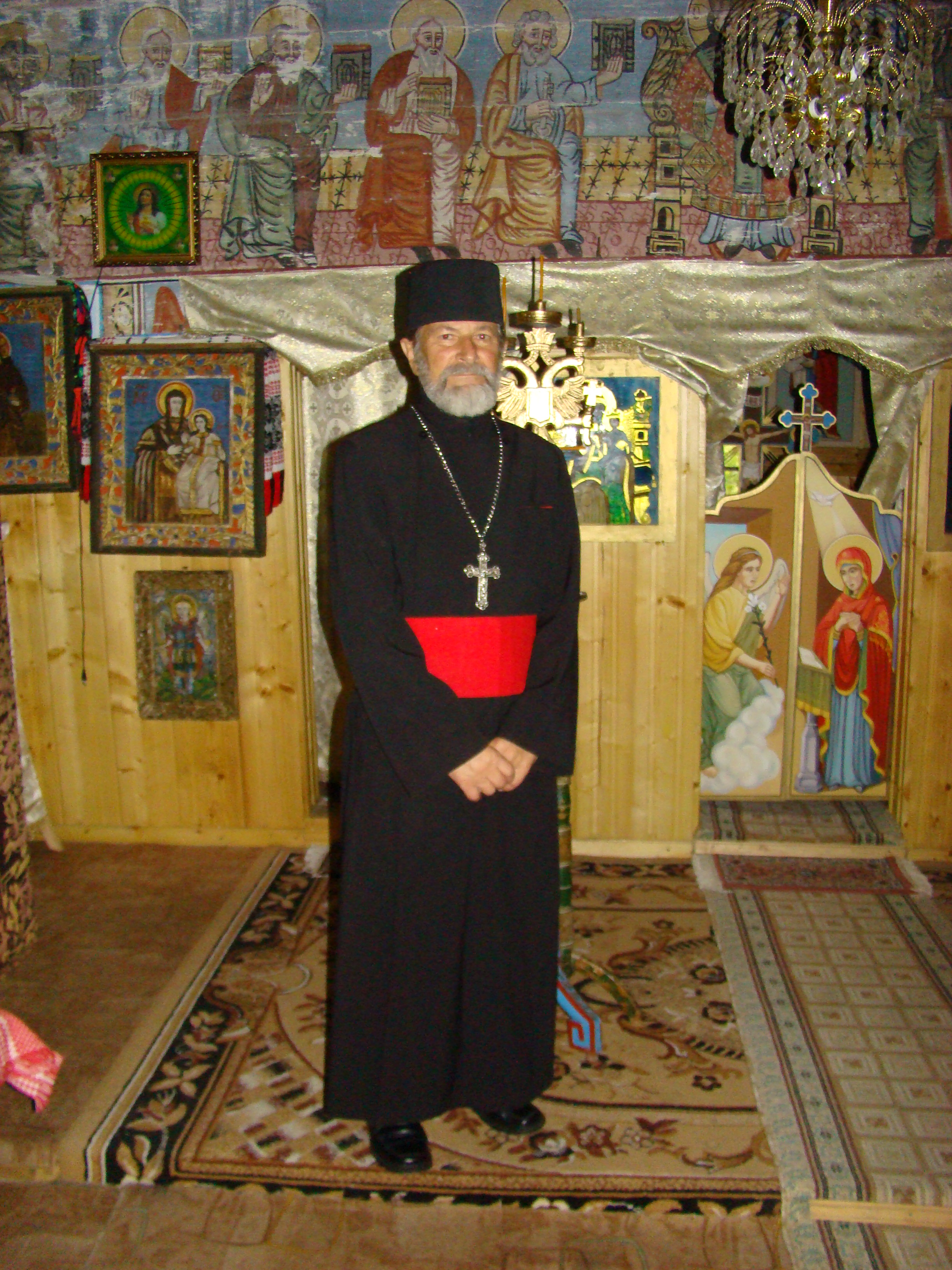
Iconom stavrofor Sava Lucian-Corneliu
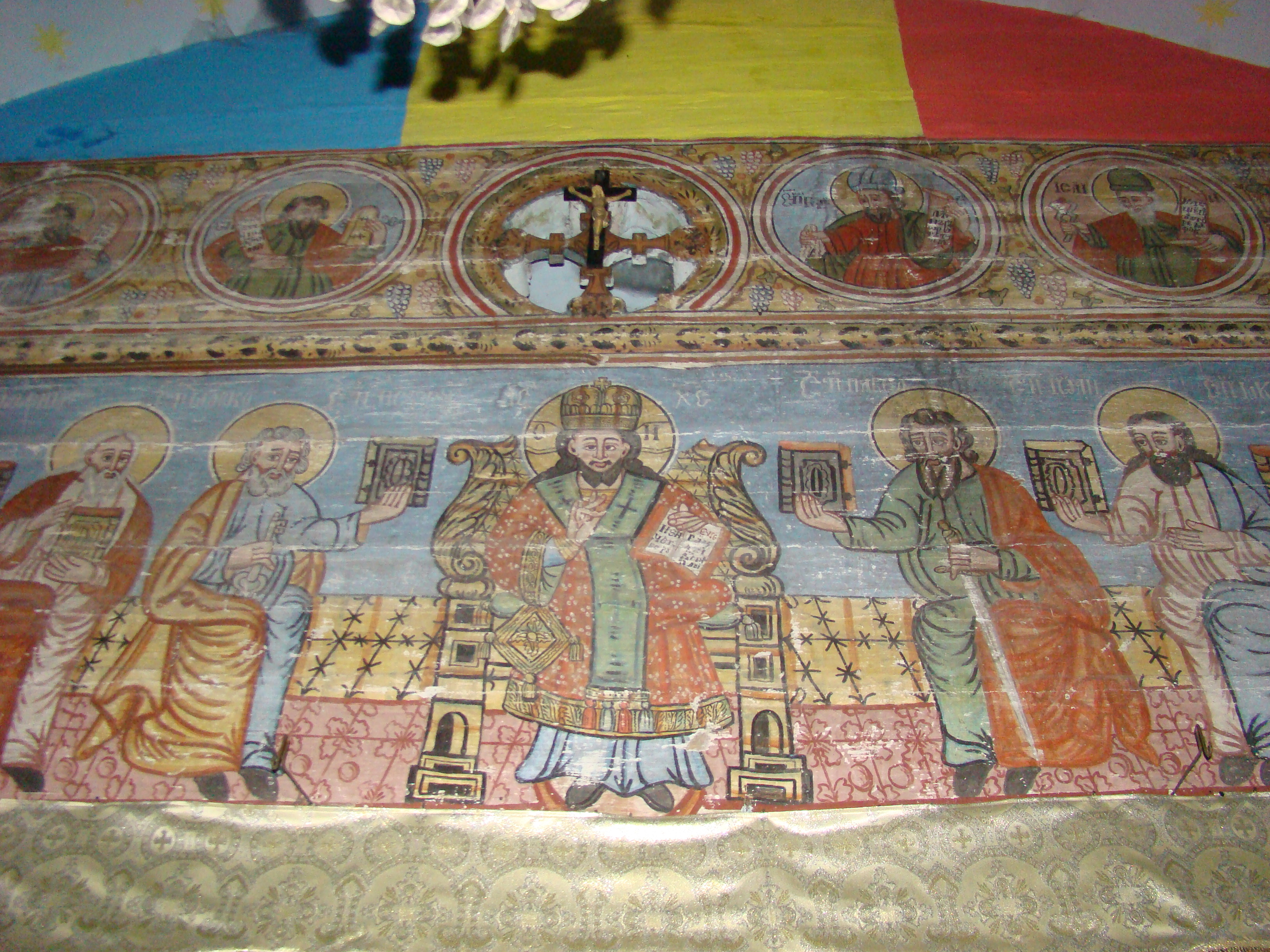
Catapeteasma (detaliu)
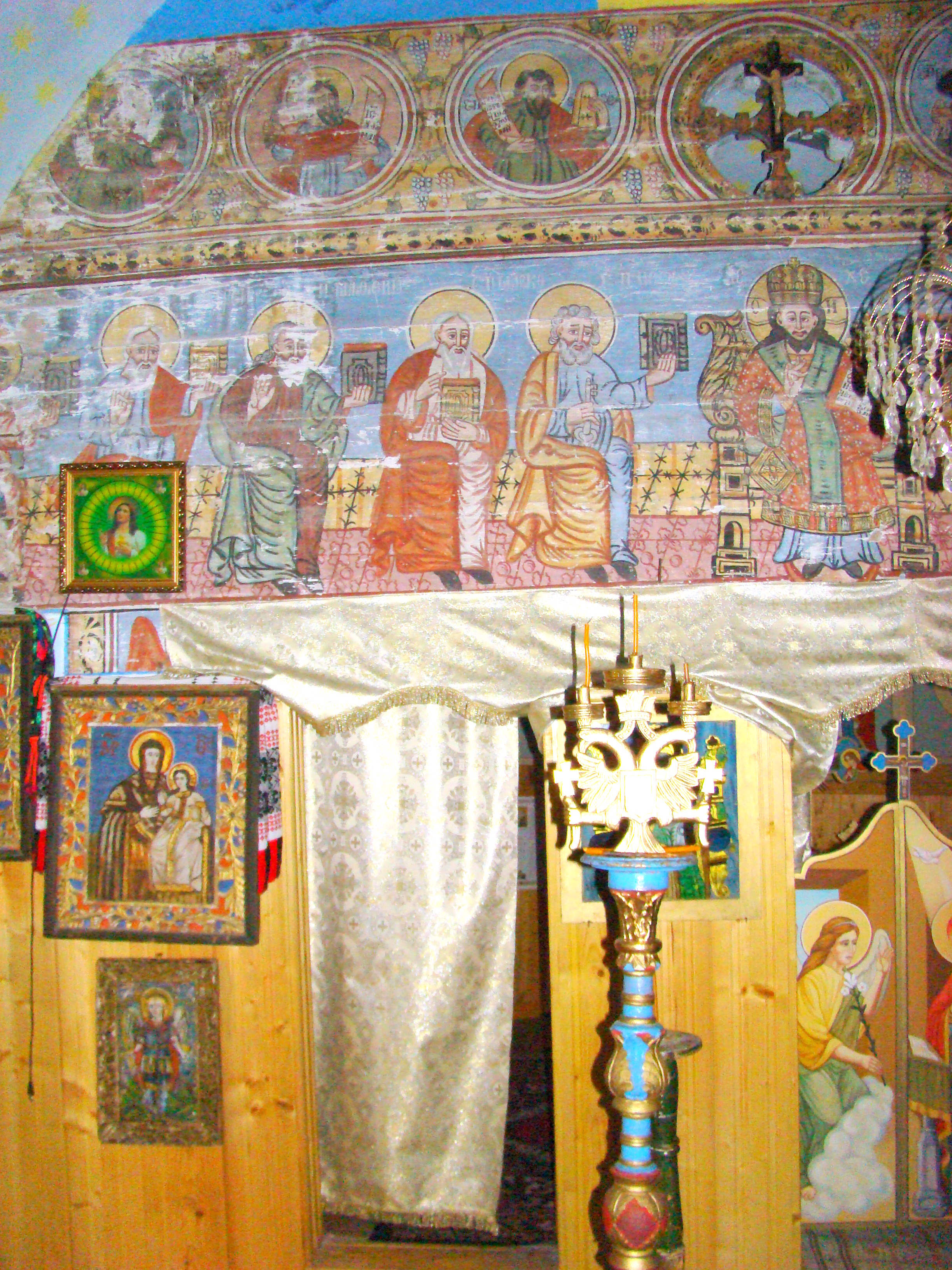
Catapeteasma (detaliu)
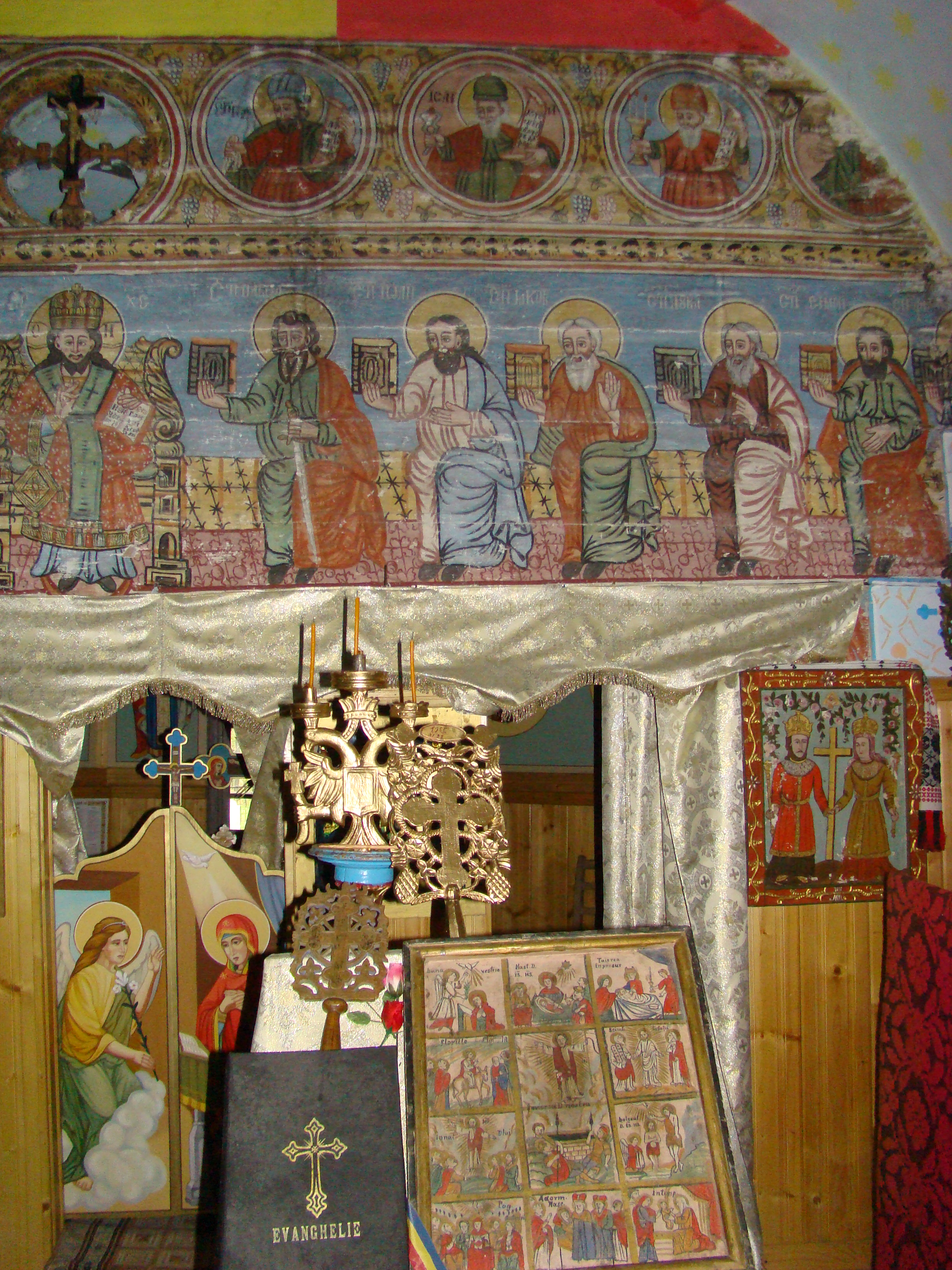
Catapeteasma (detaliu)
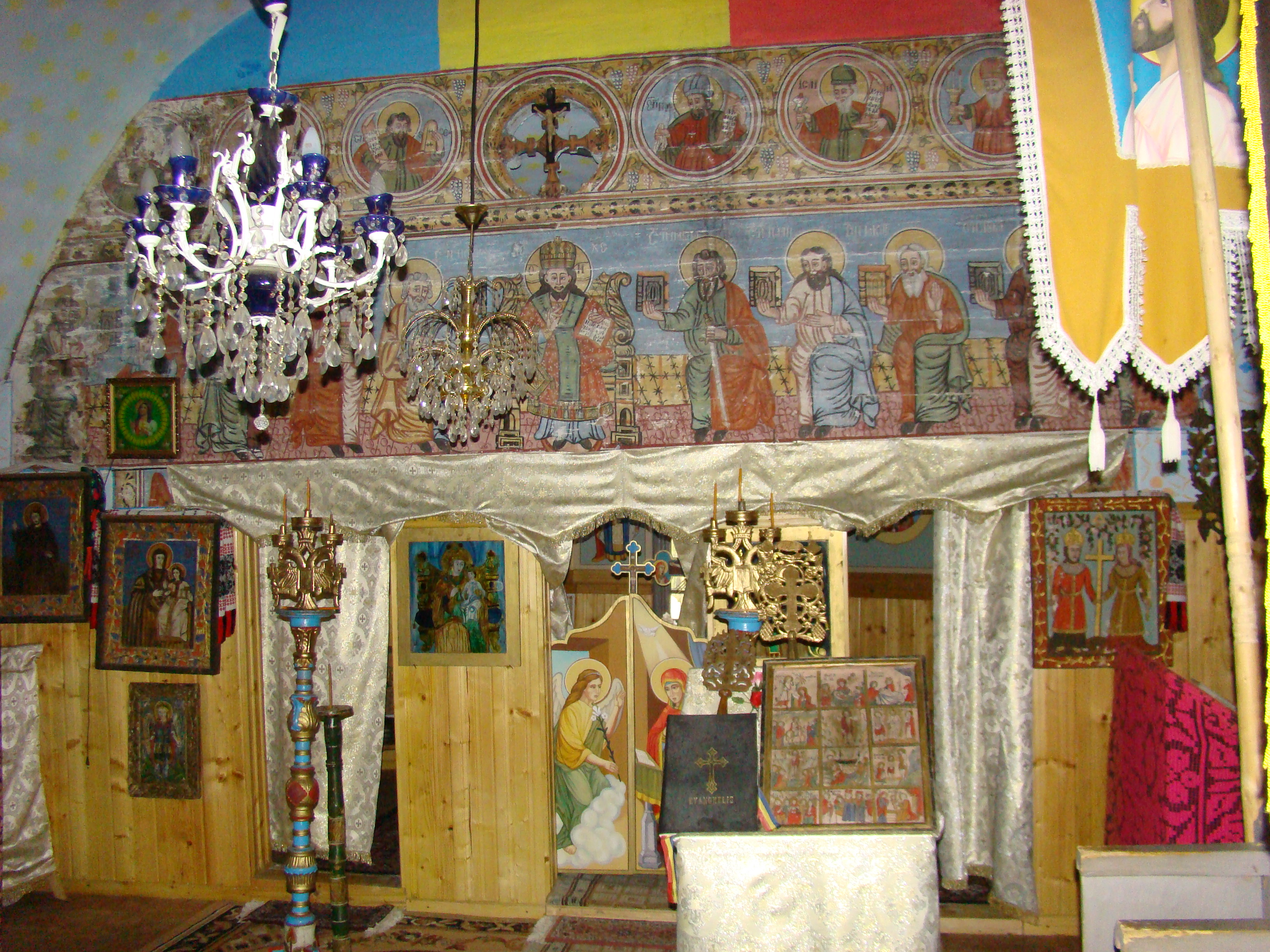
Catapeteasma
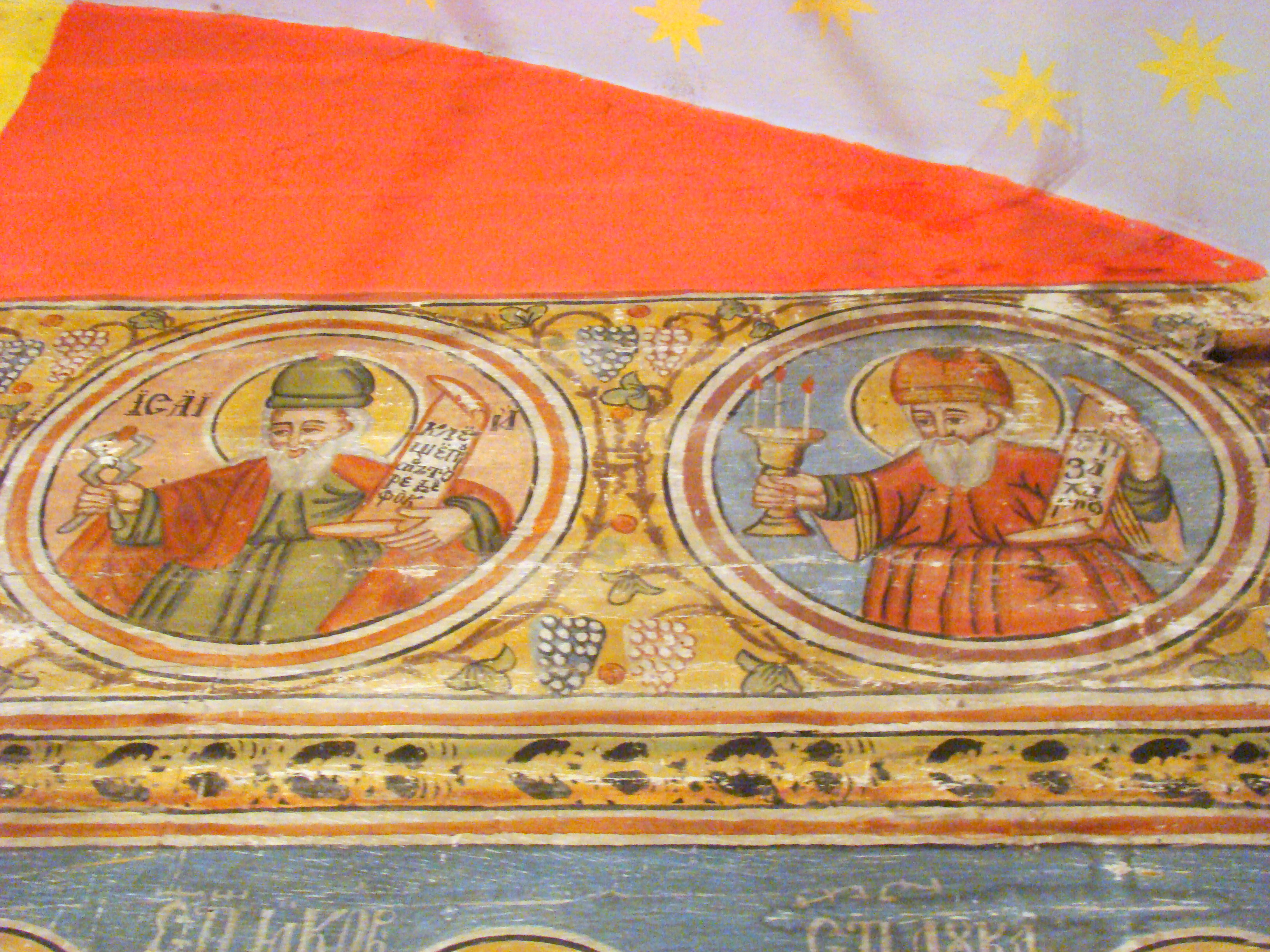
Catapeteasma (detaliu)
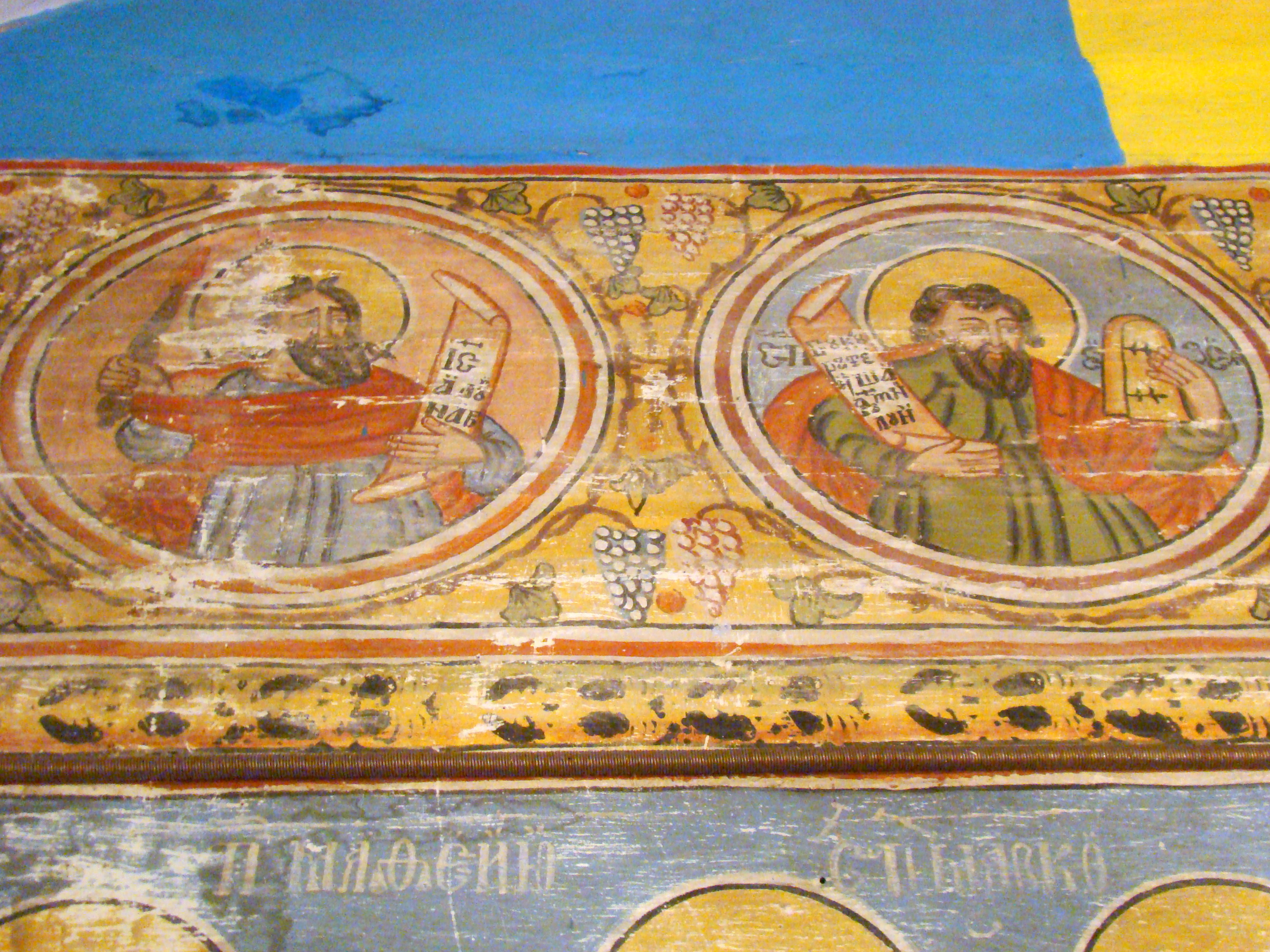
Catapeteasma (detaliu)
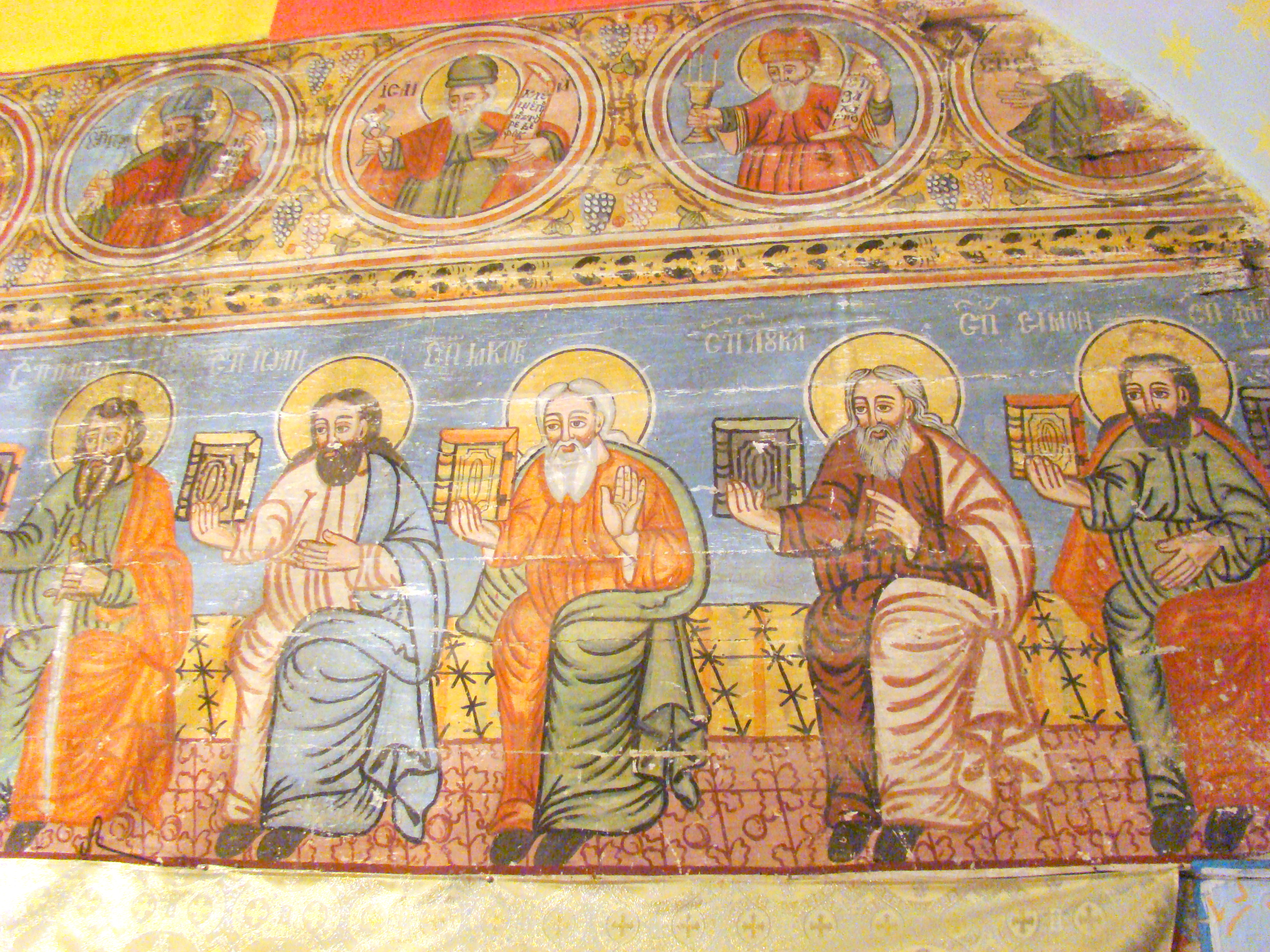
Catapeteasma (detaliu)
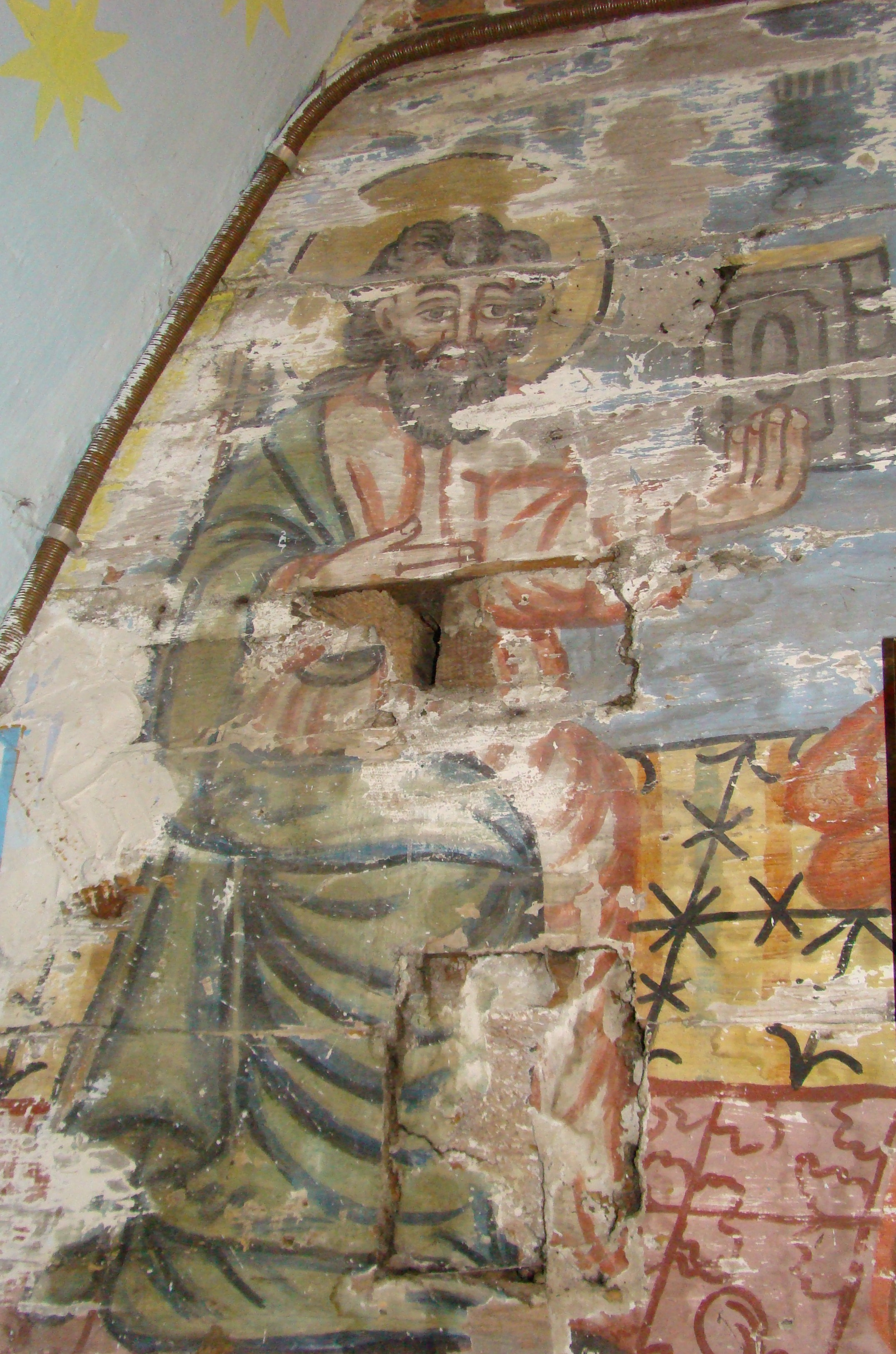
Catapeteasma (detaliu)
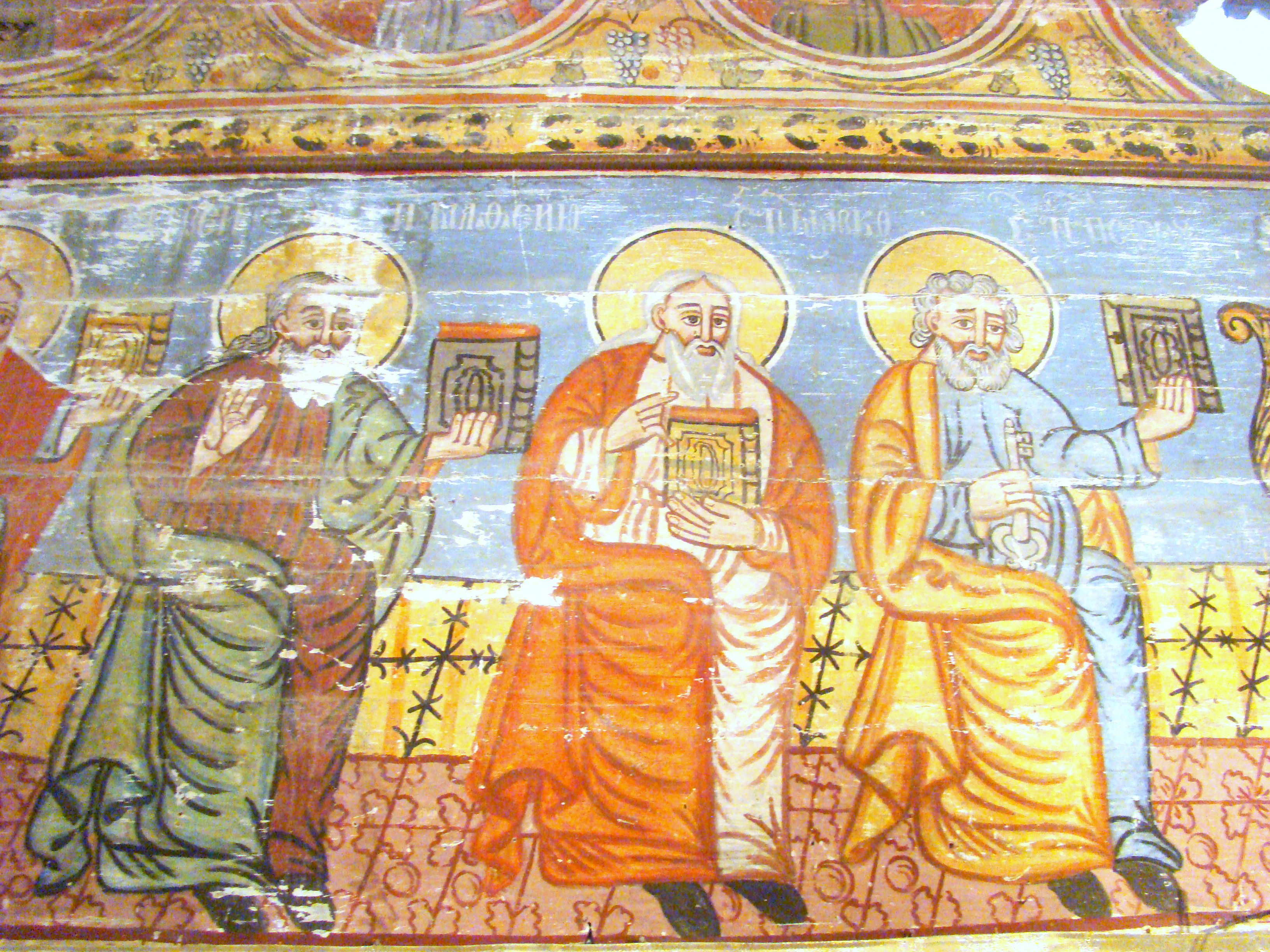
Catapeteasma (detaliu)
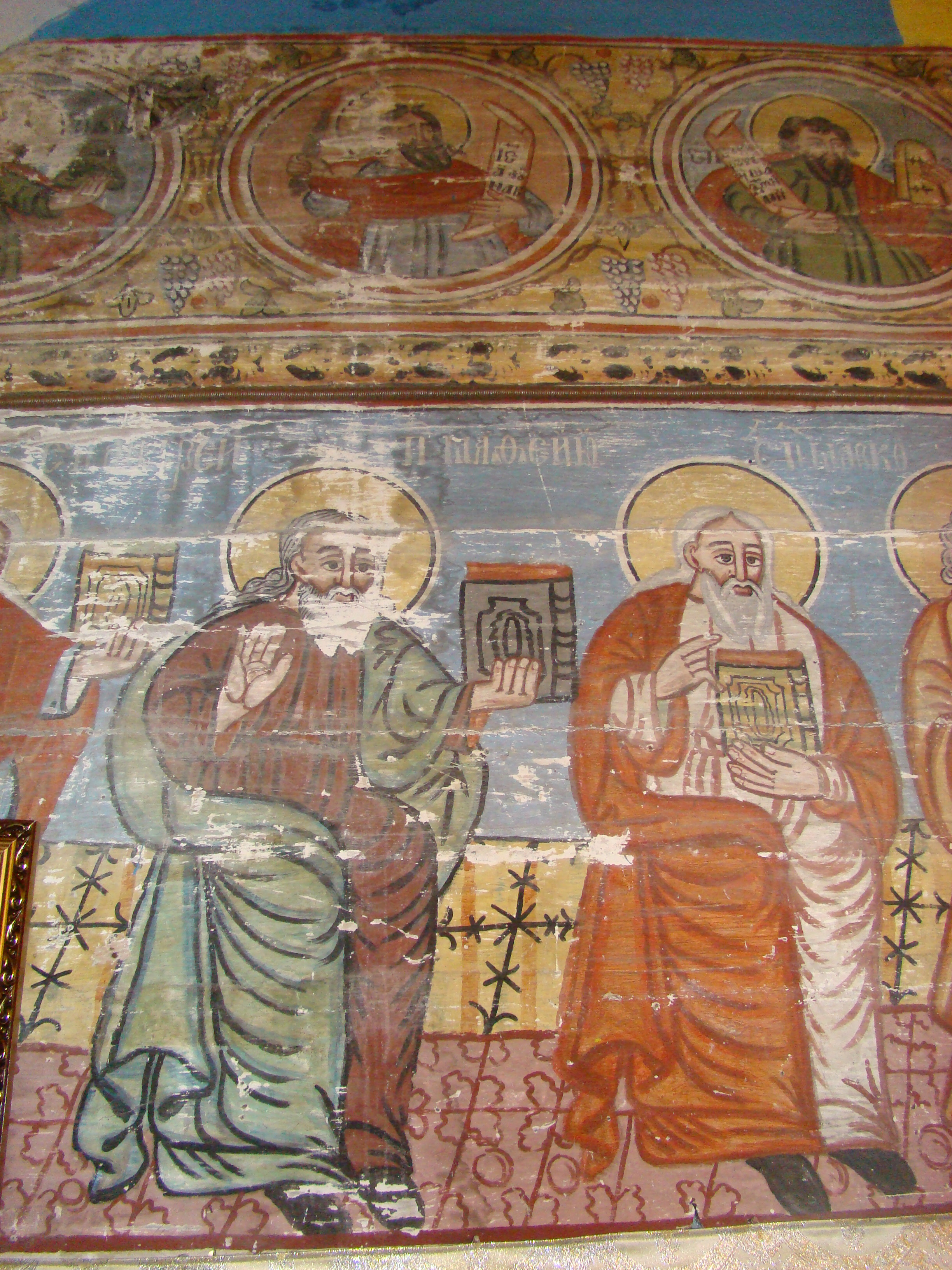
Catapeteasma (detaliu)
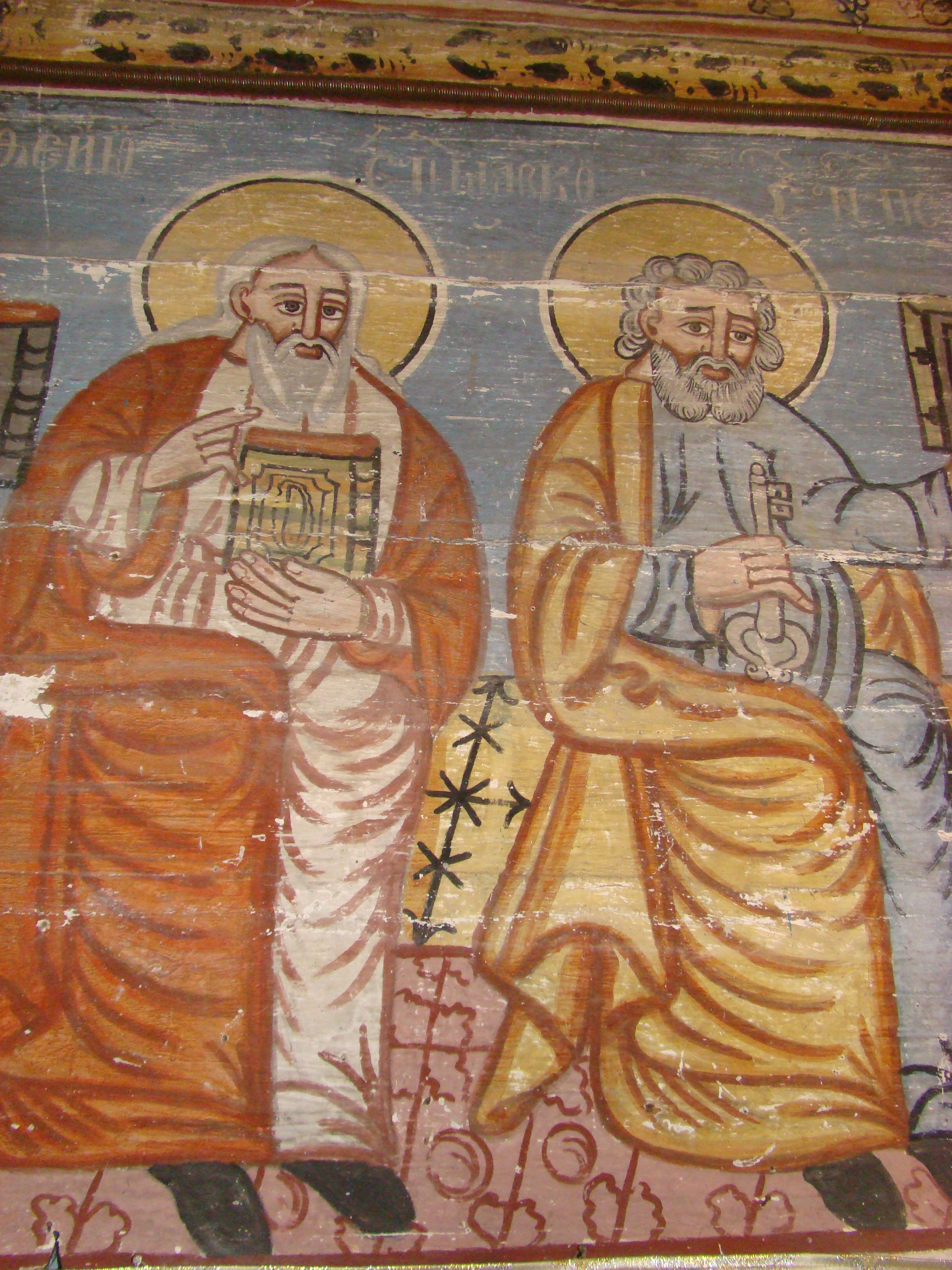
Catapeteasma (detaliu)
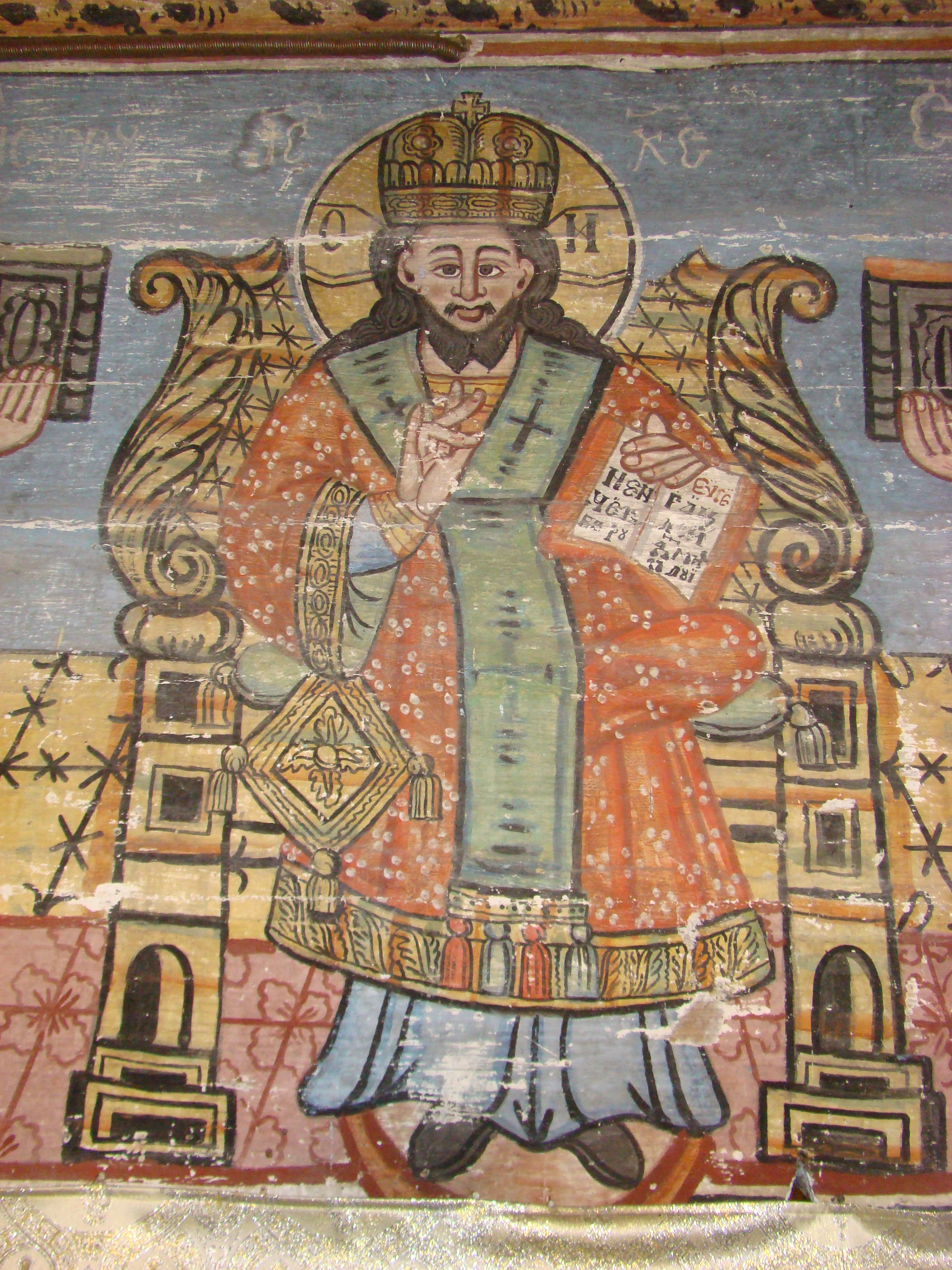
Catapeteasma (detaliu)
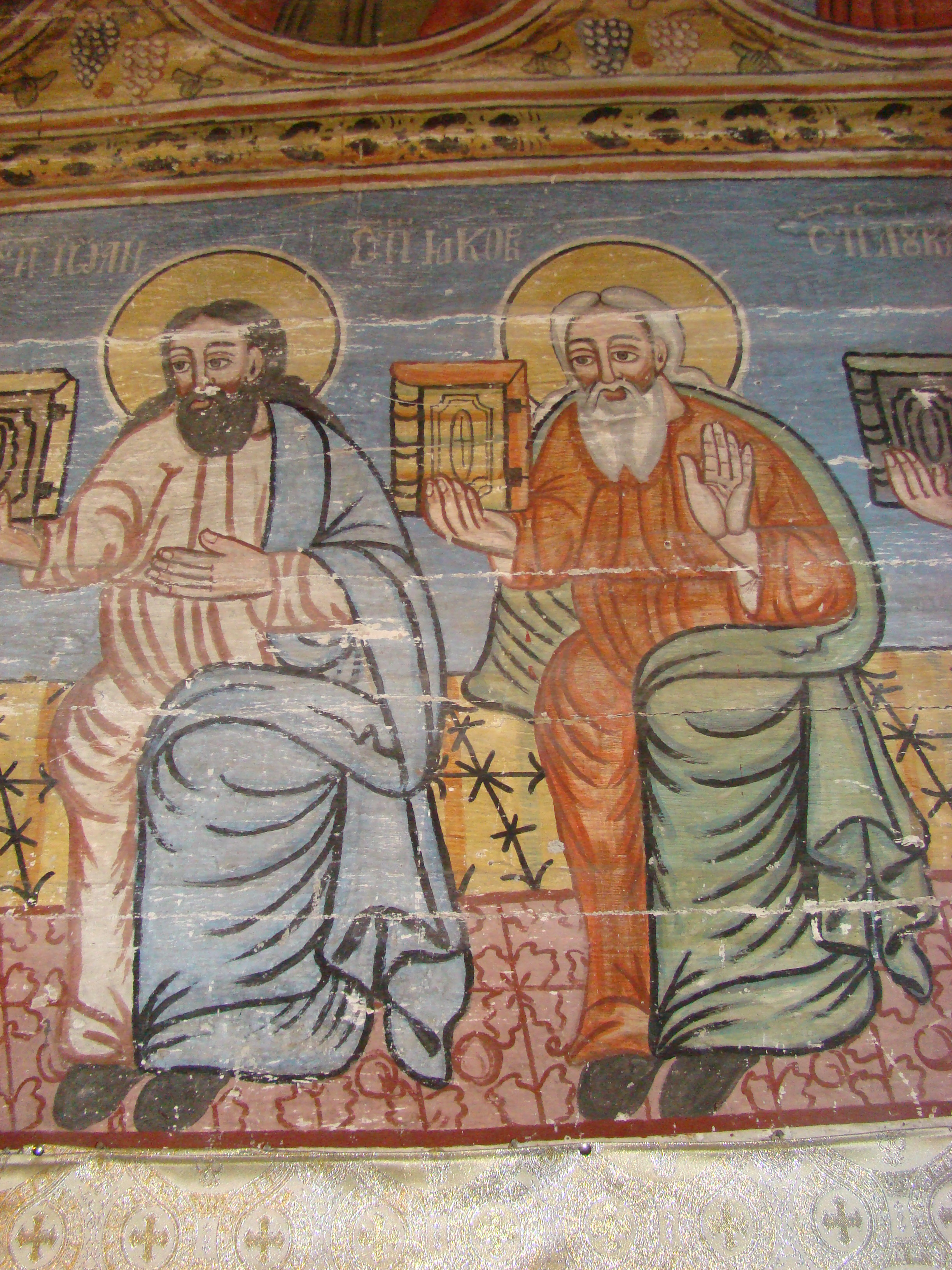
Catapeteasma (detaliu)
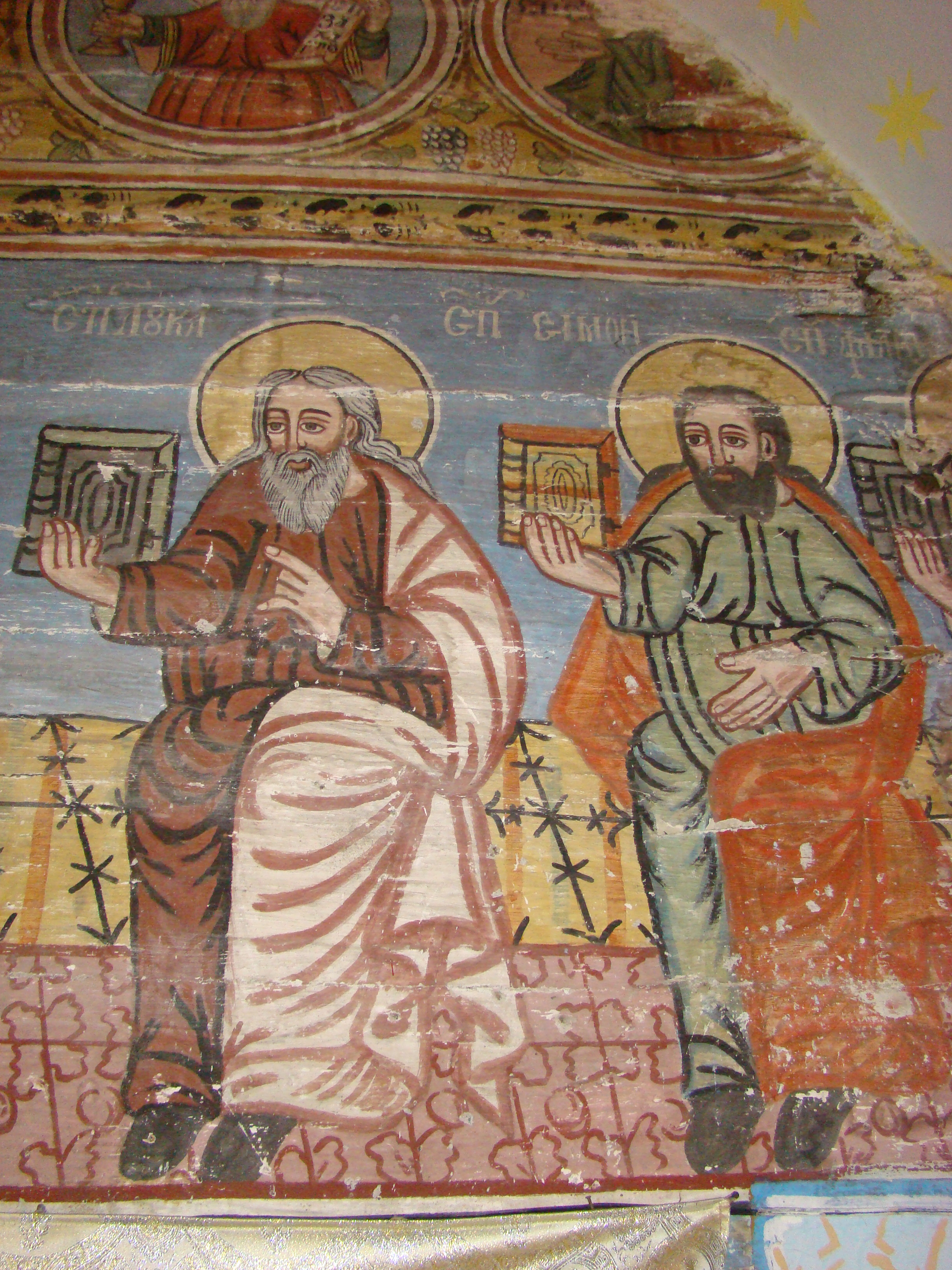
Catapeteasma (detaliu)
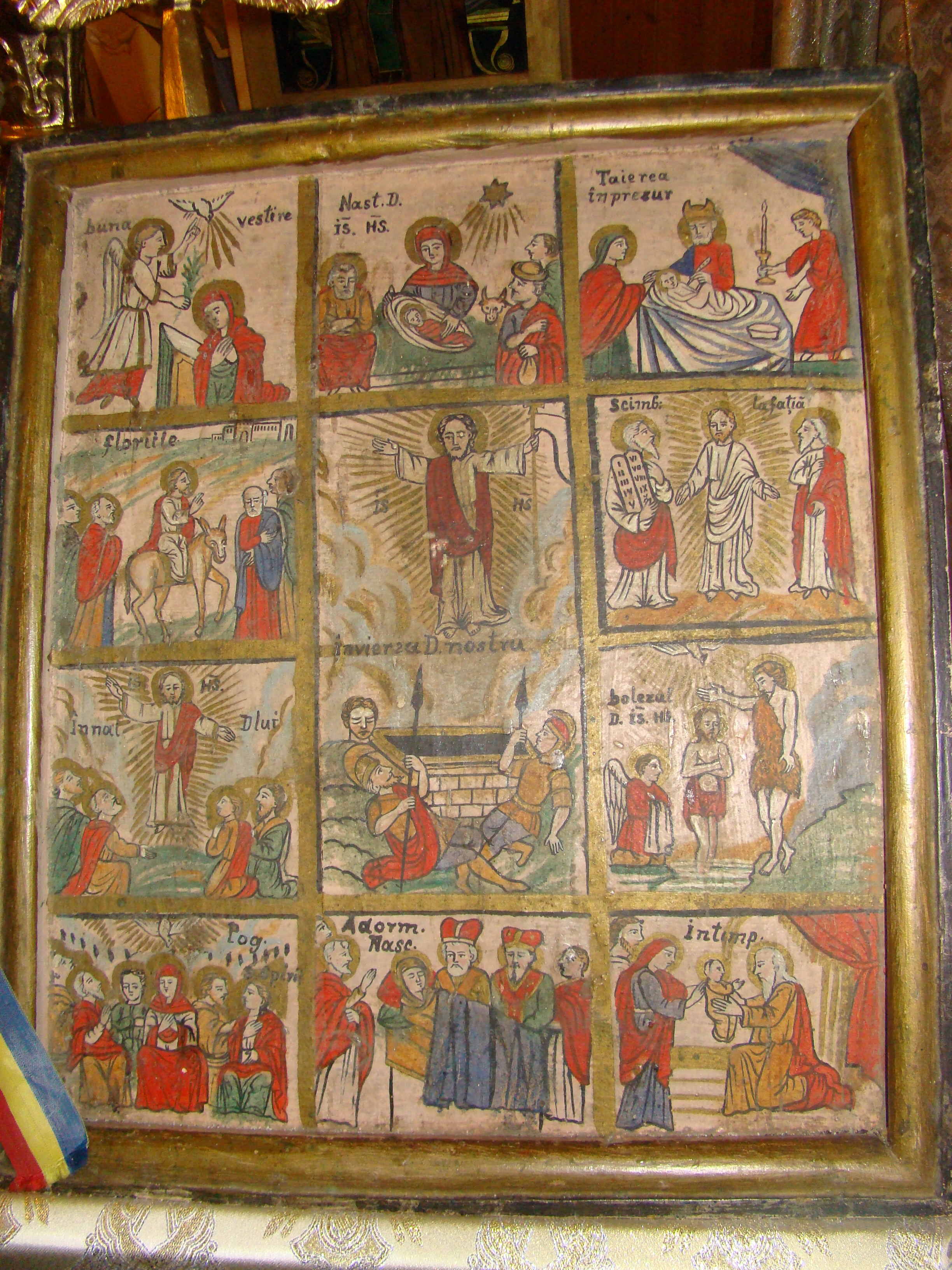
Icoana prăznicar
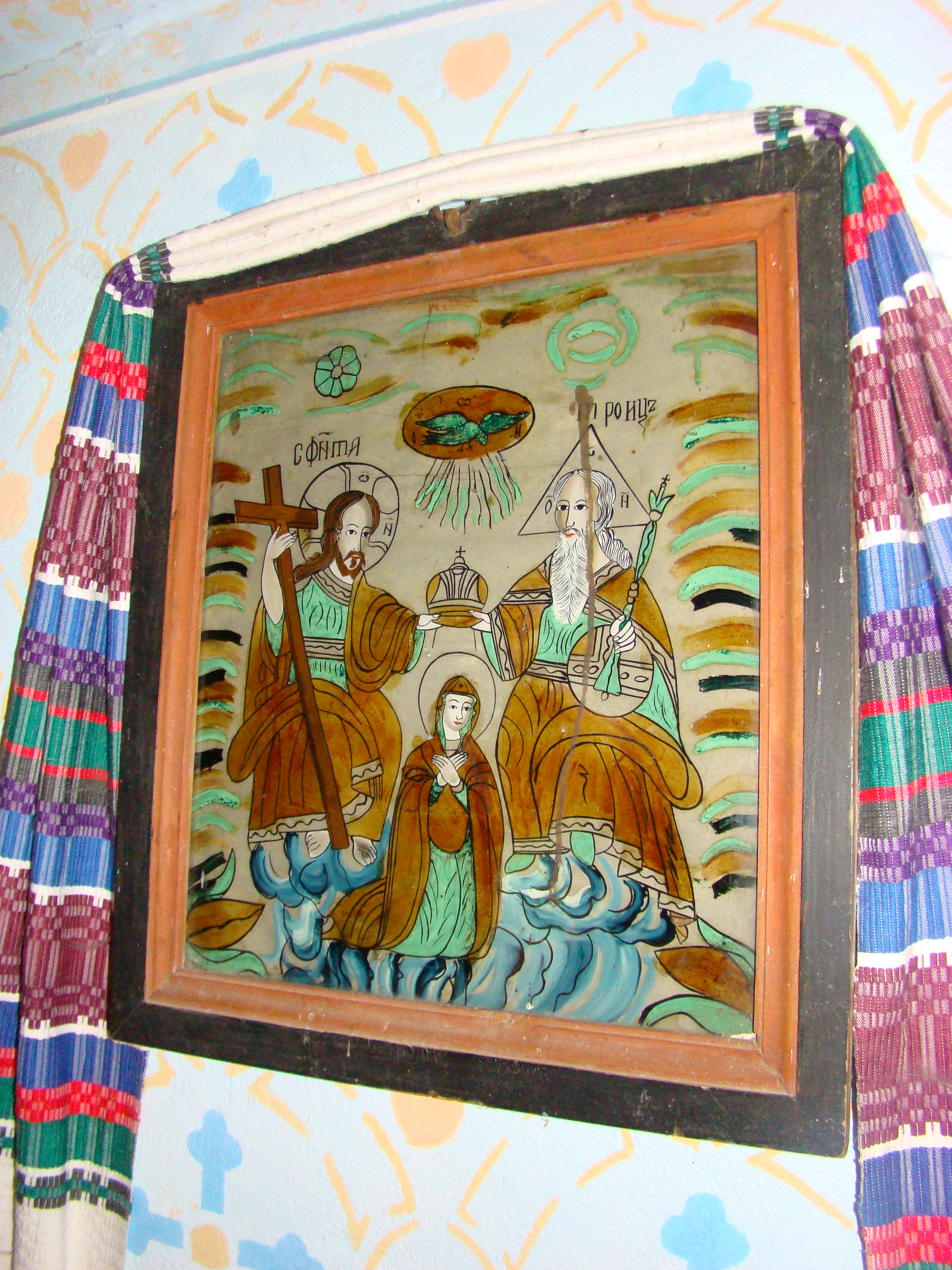
Sfânta Treime

## Imagini din exterior

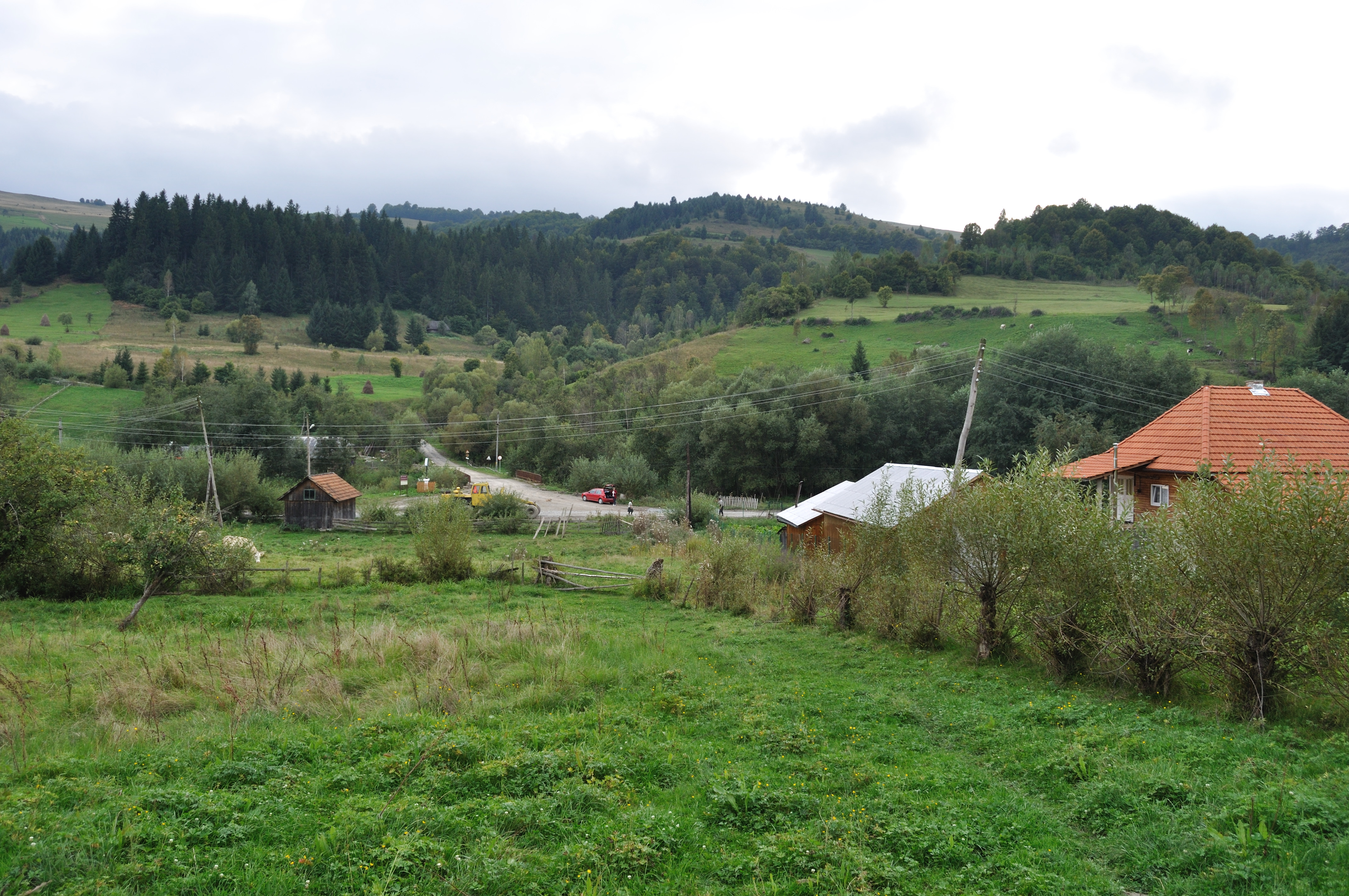
Drumul spre biserică
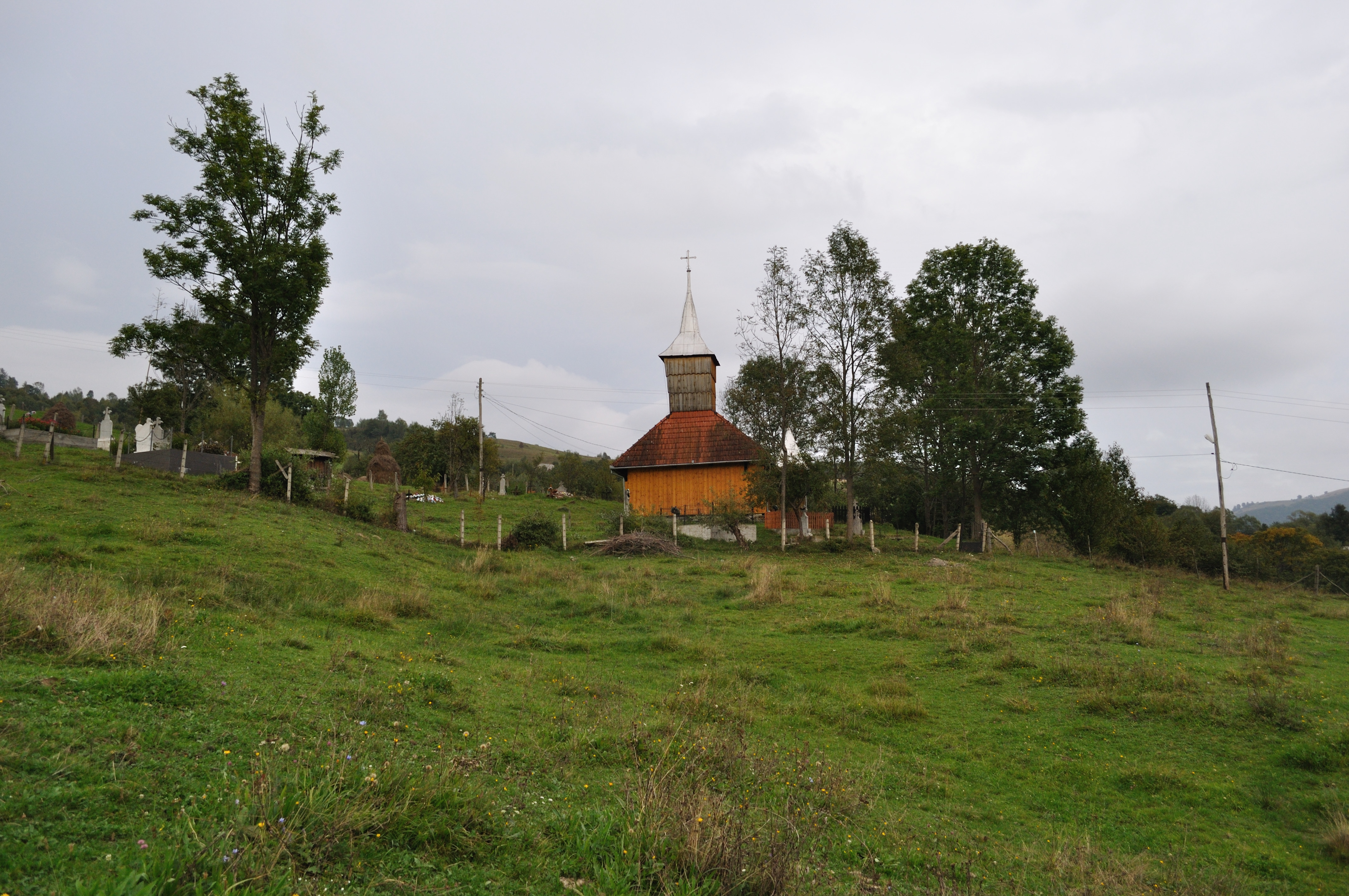
Biserica (vest)
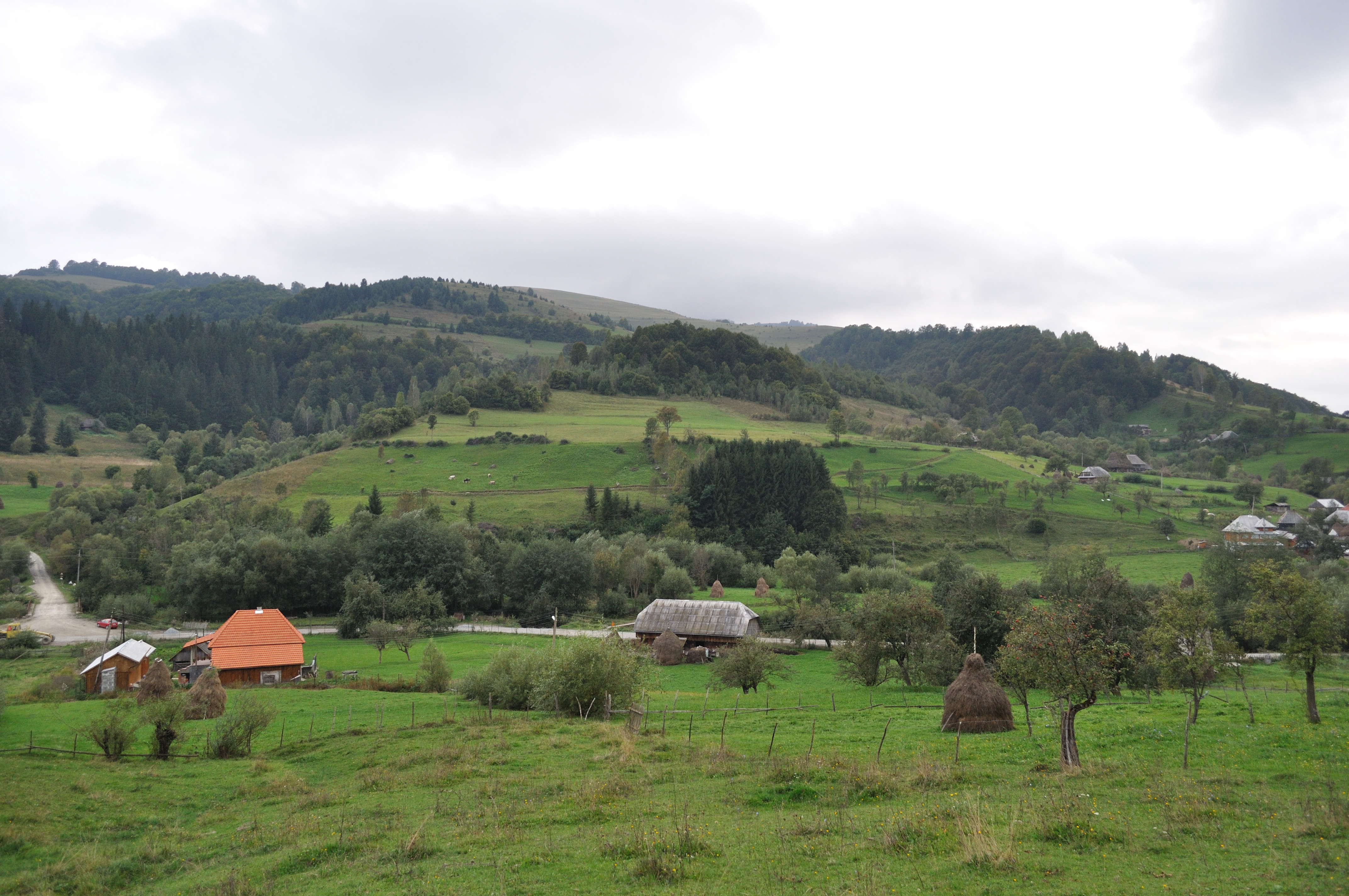
Împrejurimile bisericii
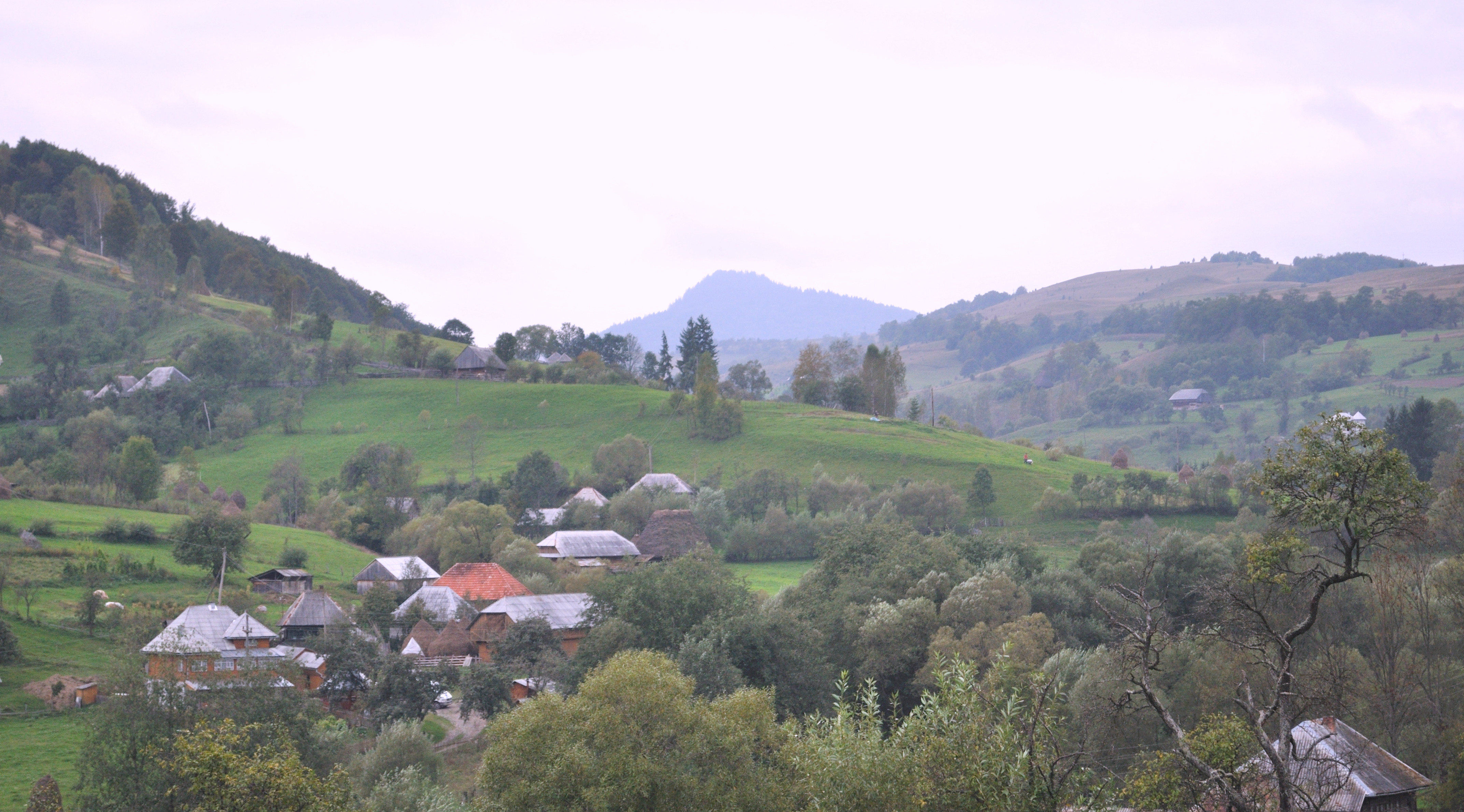
Împrejurimile bisericii
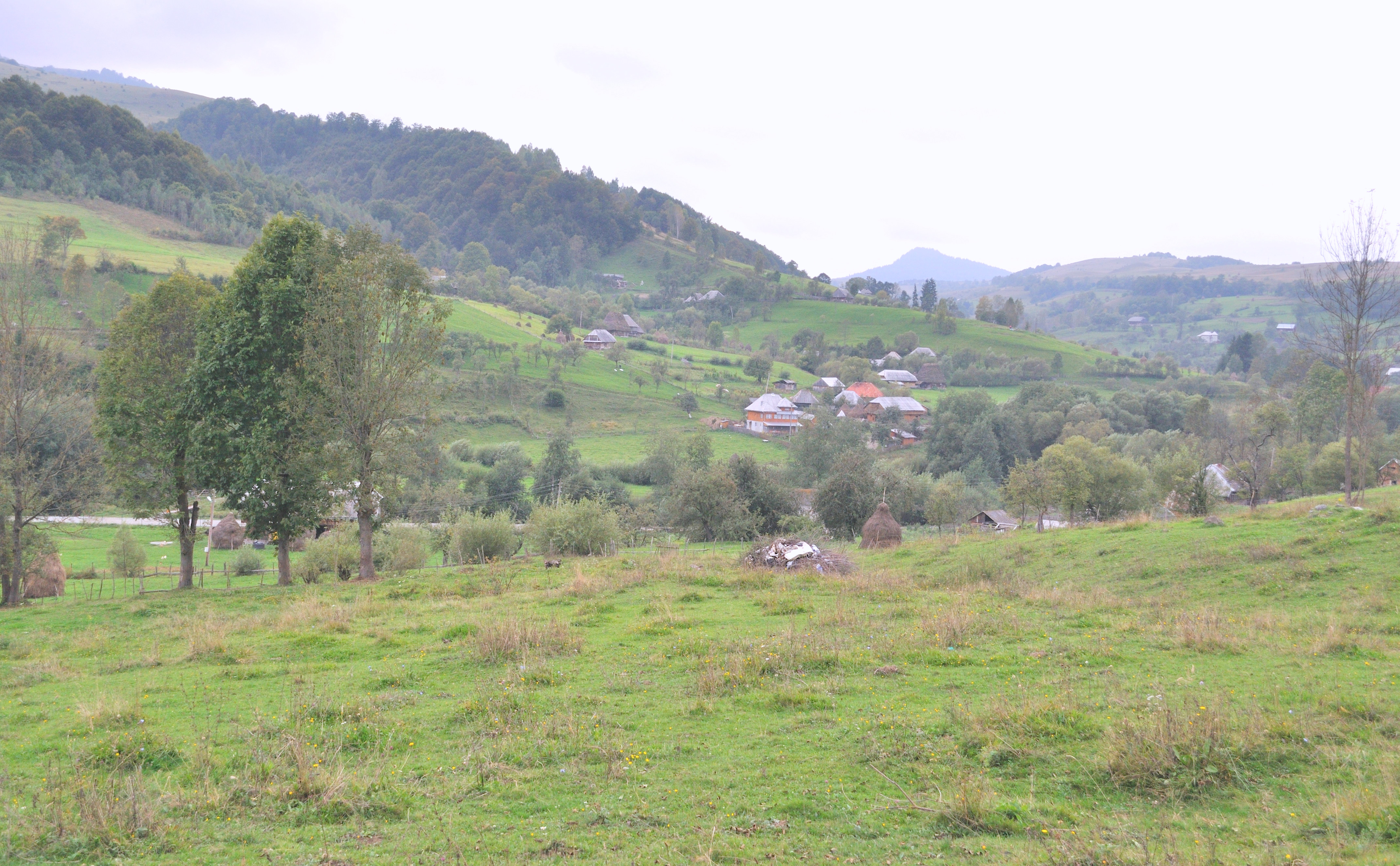
Împrejurimile bisericii
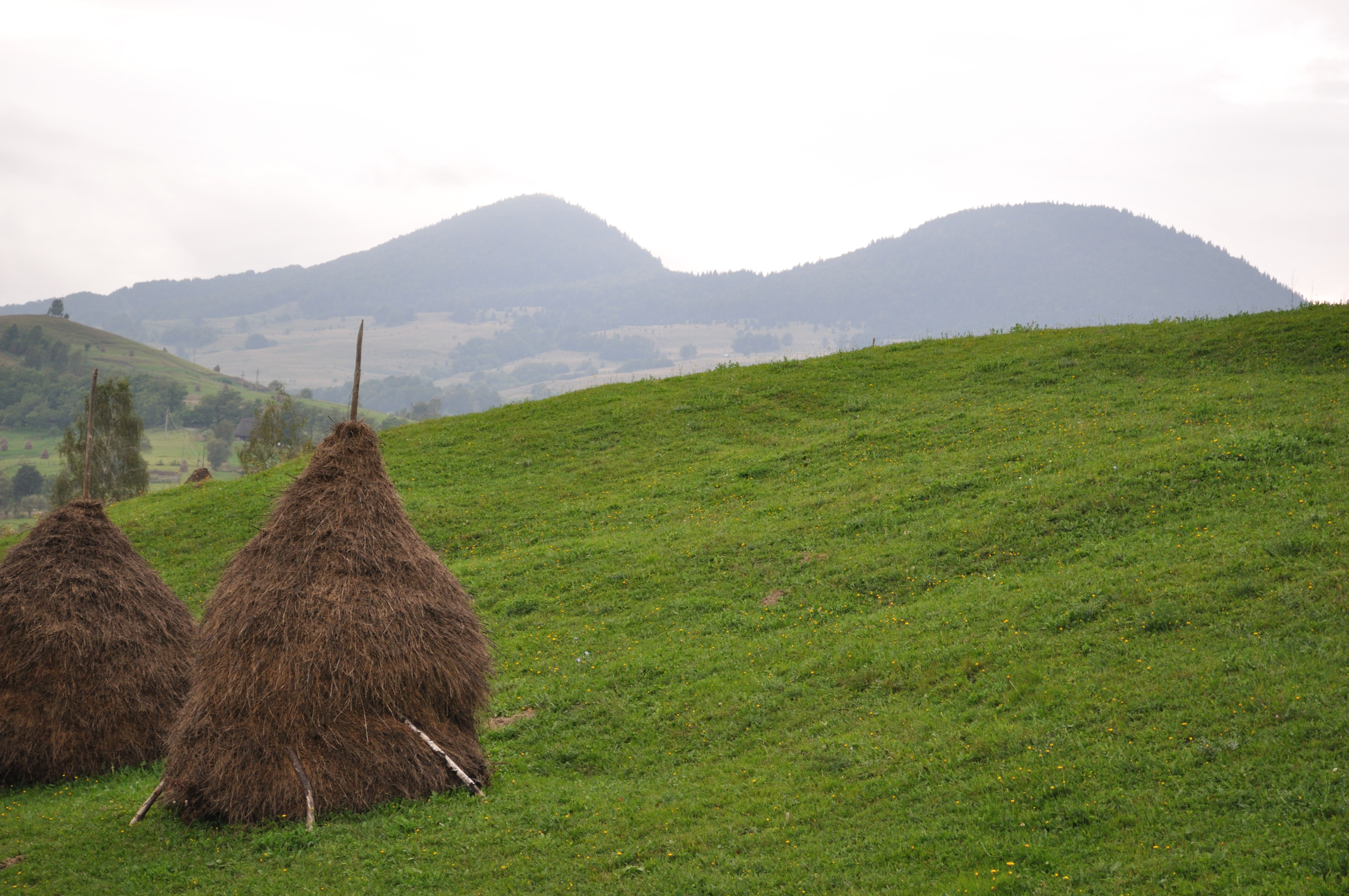
Împrejurimile bisericii
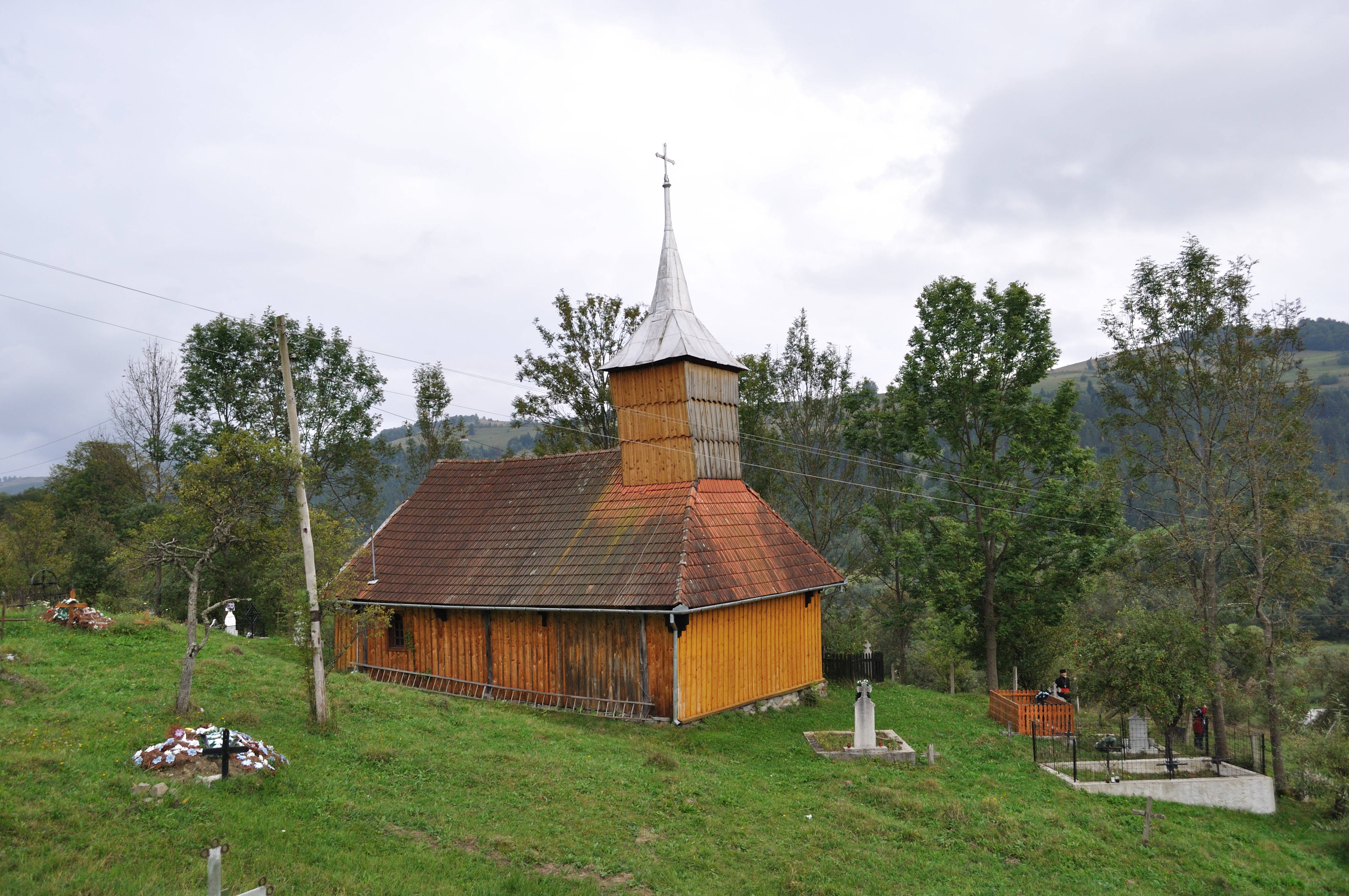
Biserica (nord-vest)
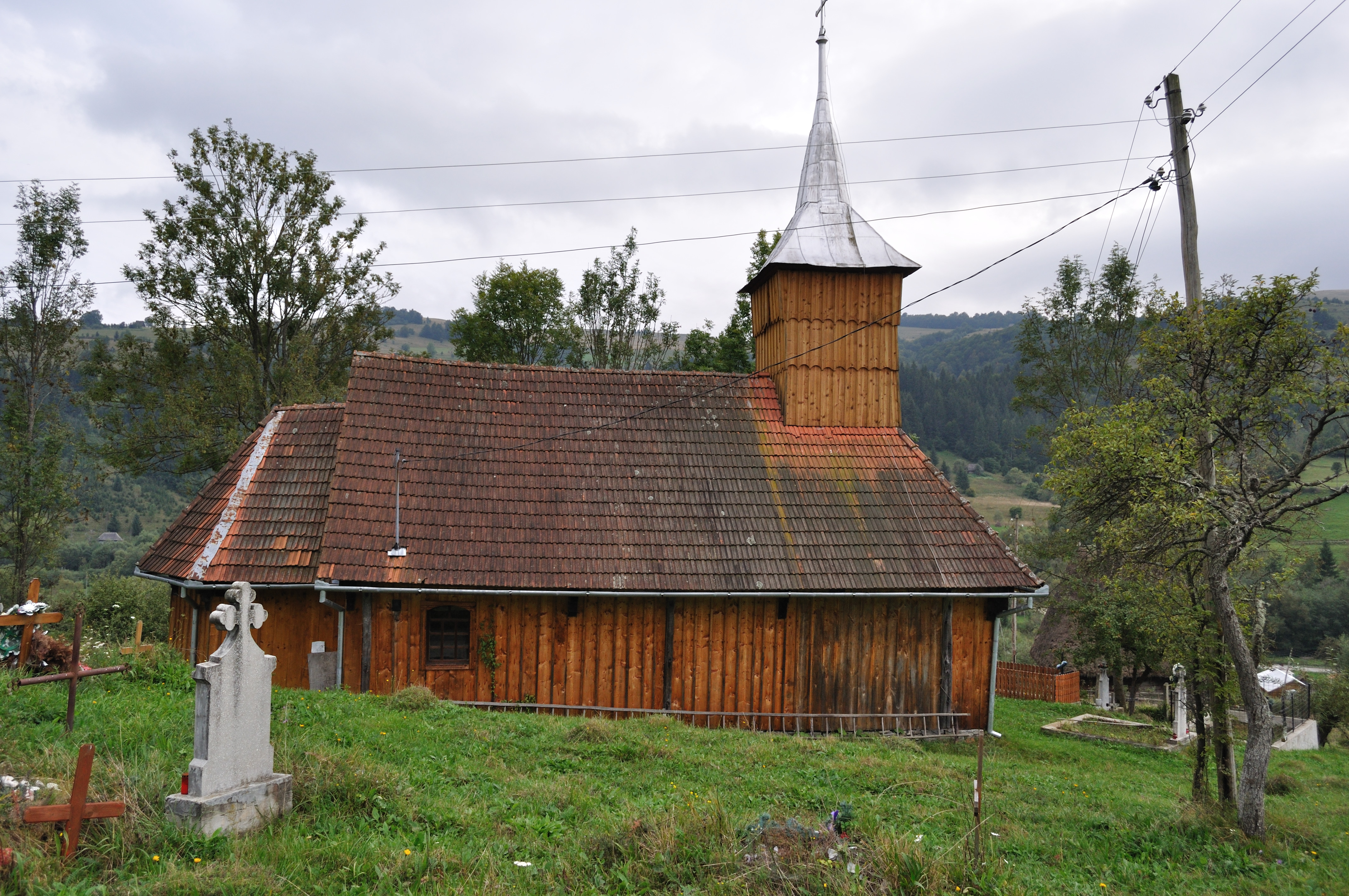
Biserica (nord)
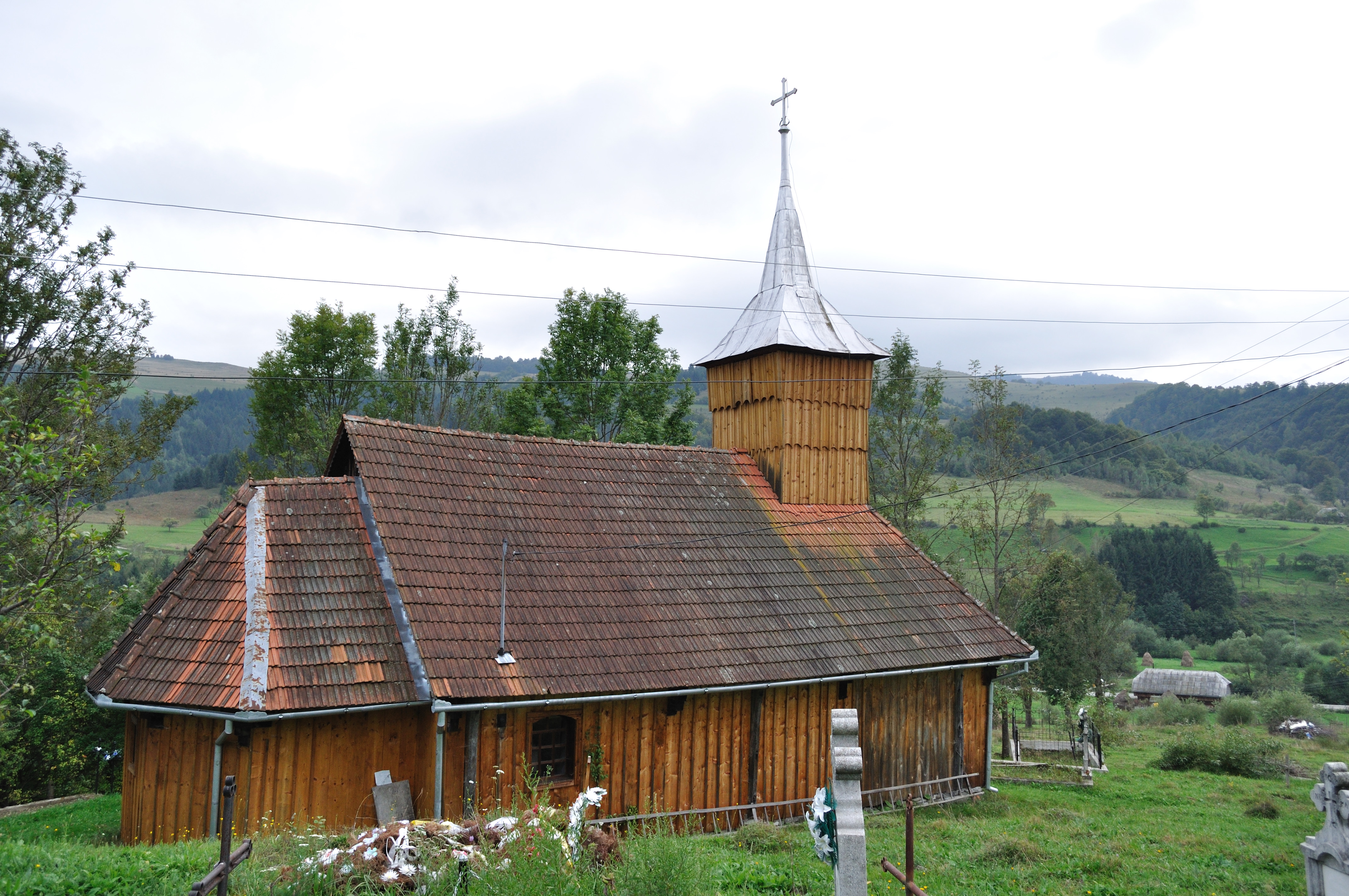
Biserica (nord-est)
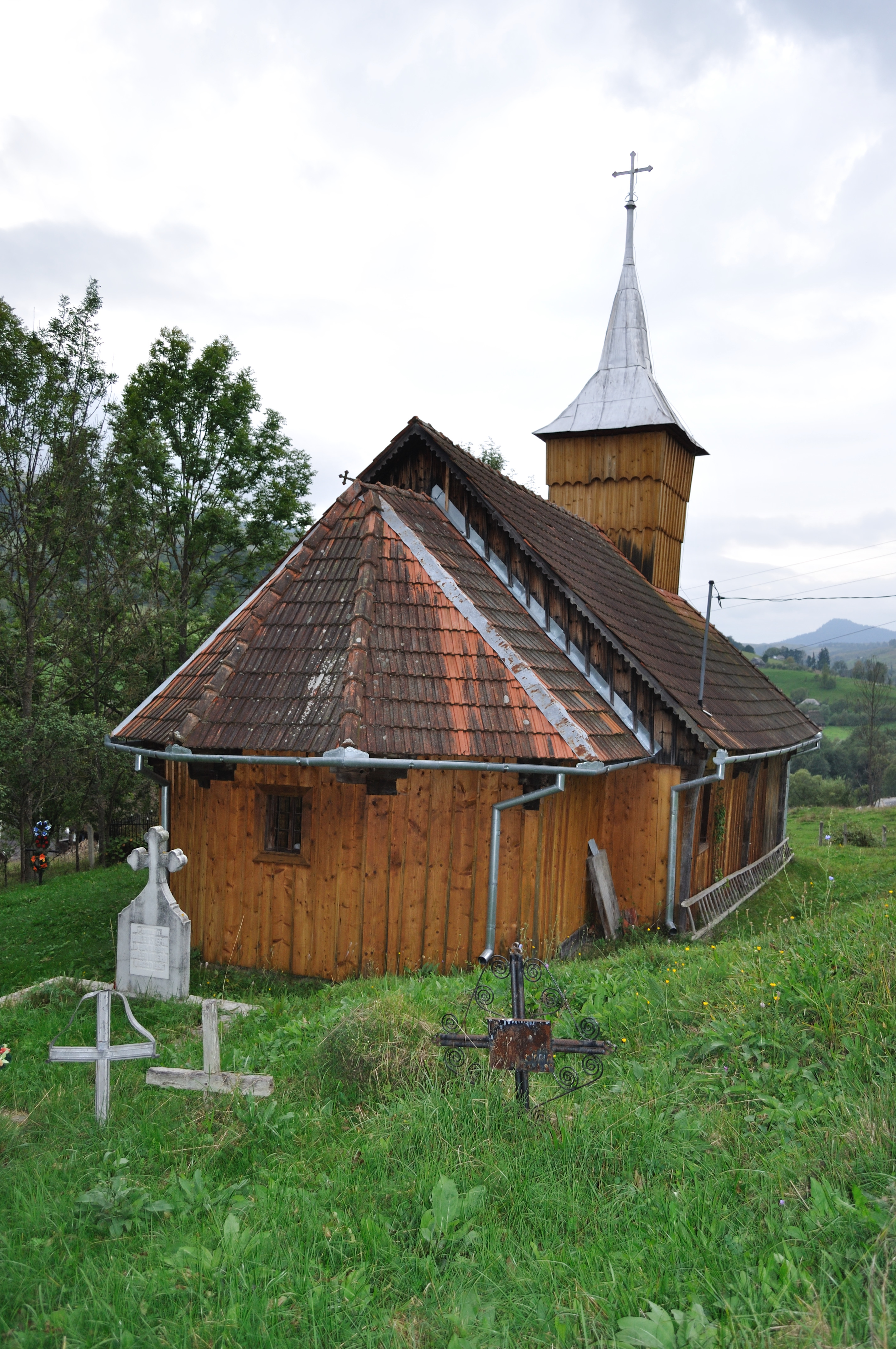
Biserica (est)
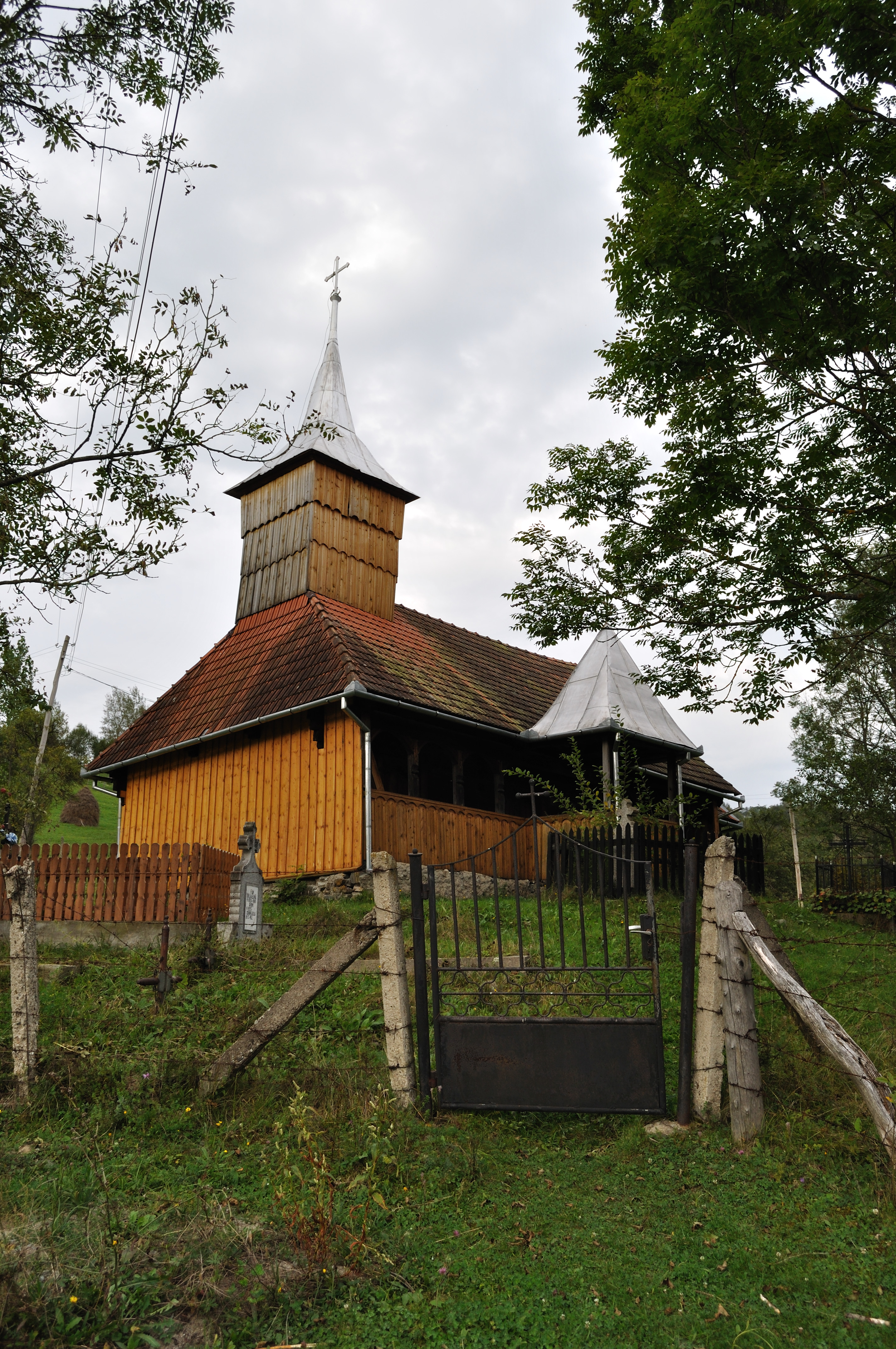
Biserica (sud-vest)
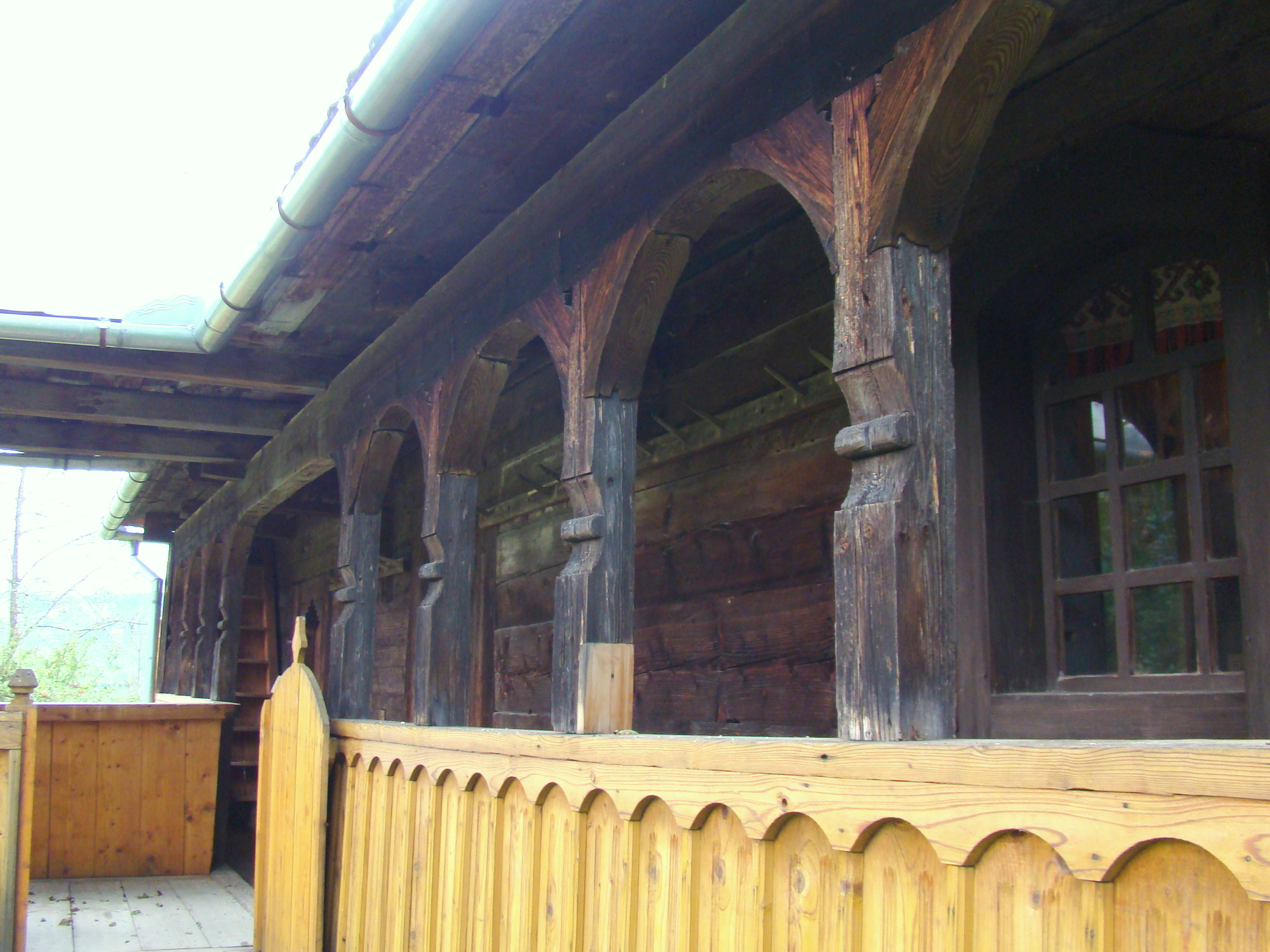
Prispa
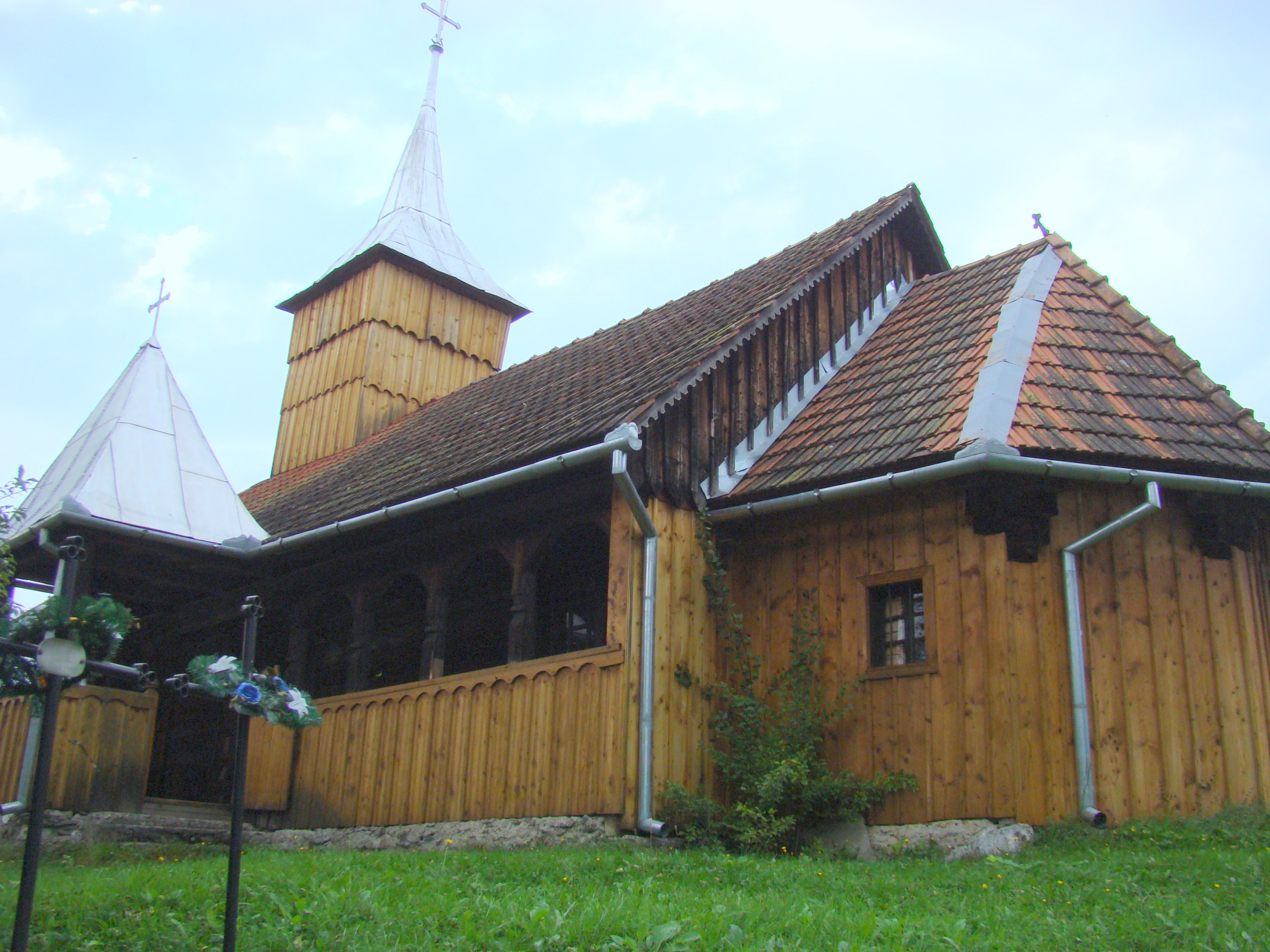
Biserica (sud-est)
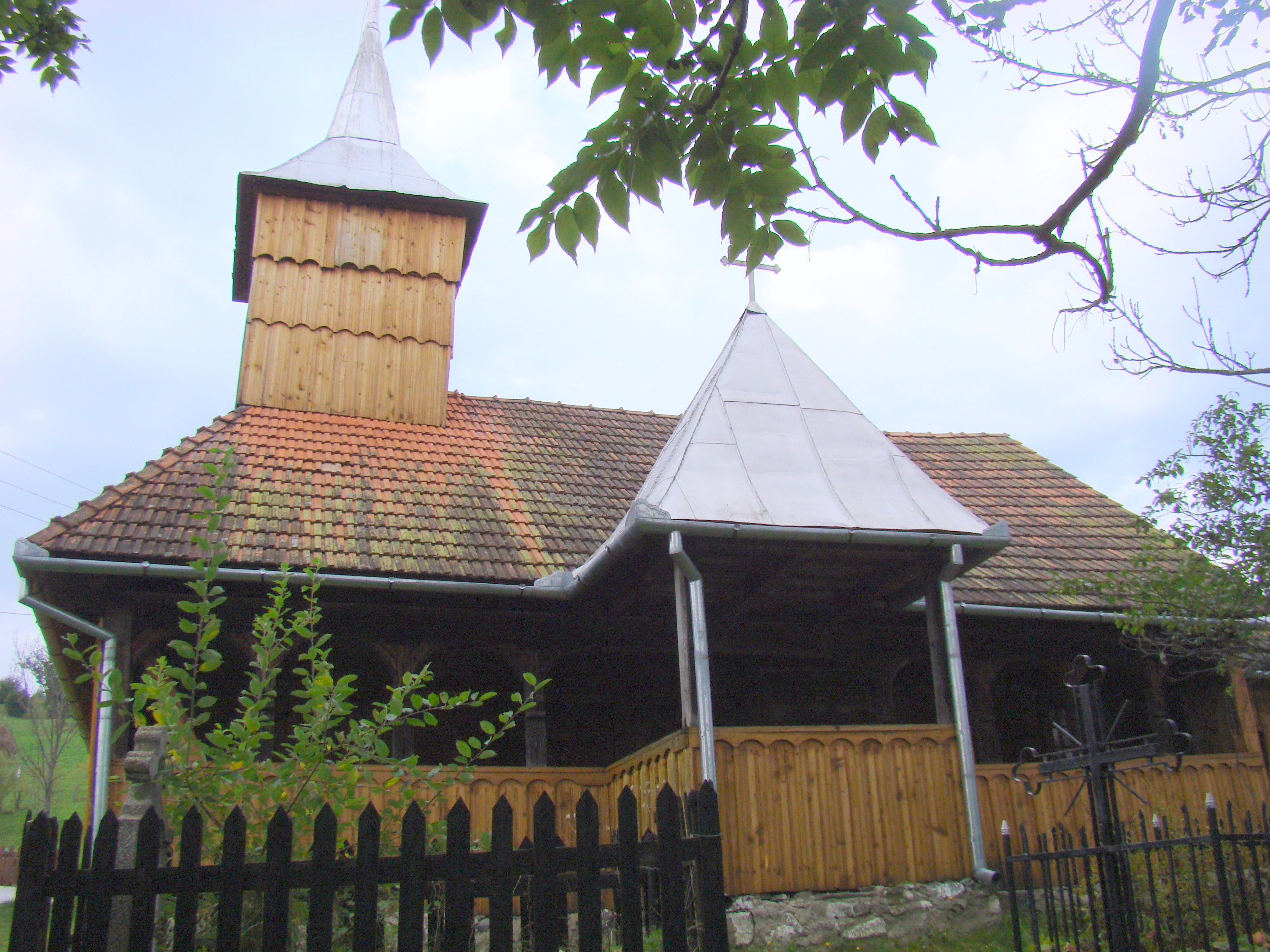
Biserica (sud)
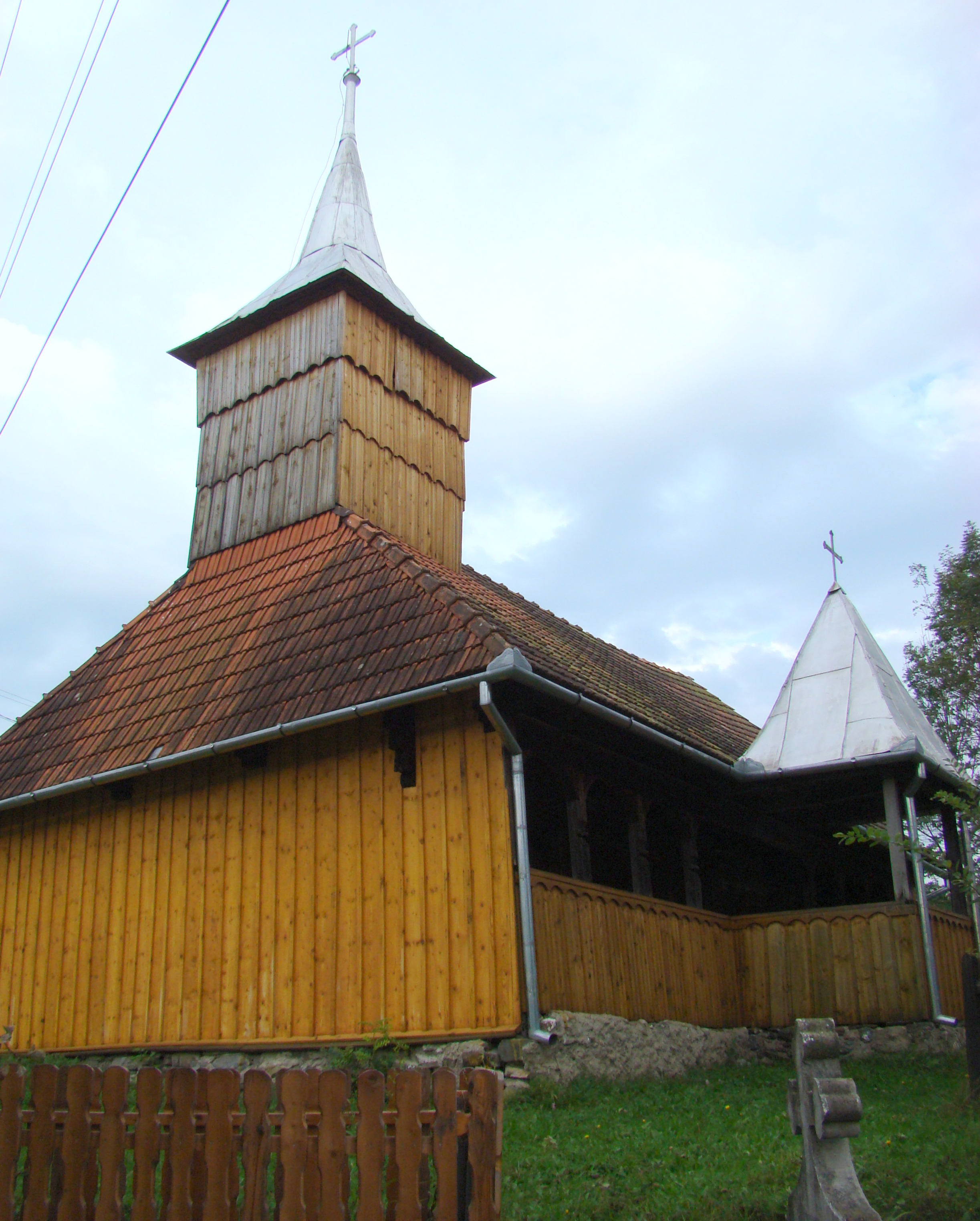
Biserica (sud-vest)
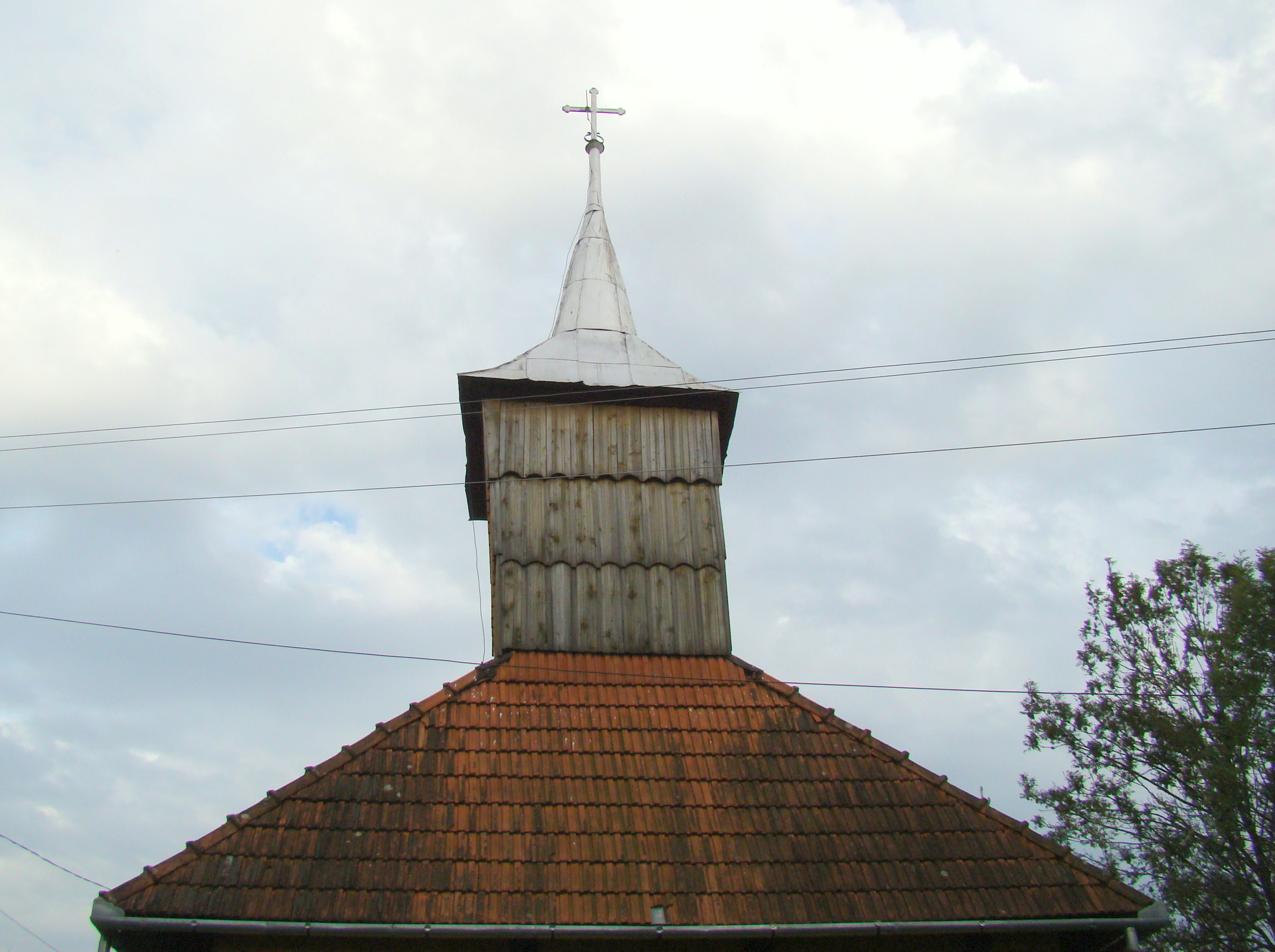
Turnul
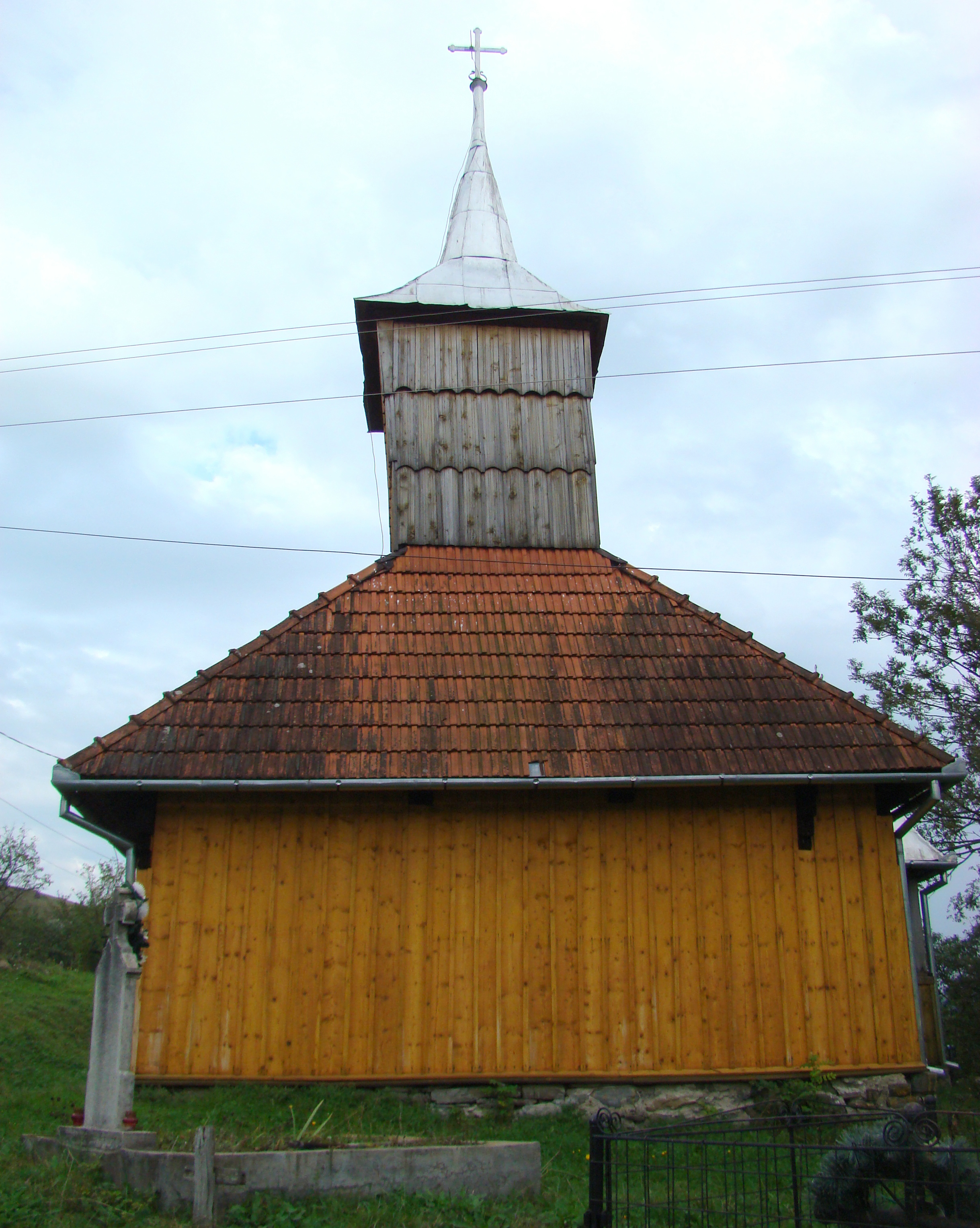
Biserica (vest)
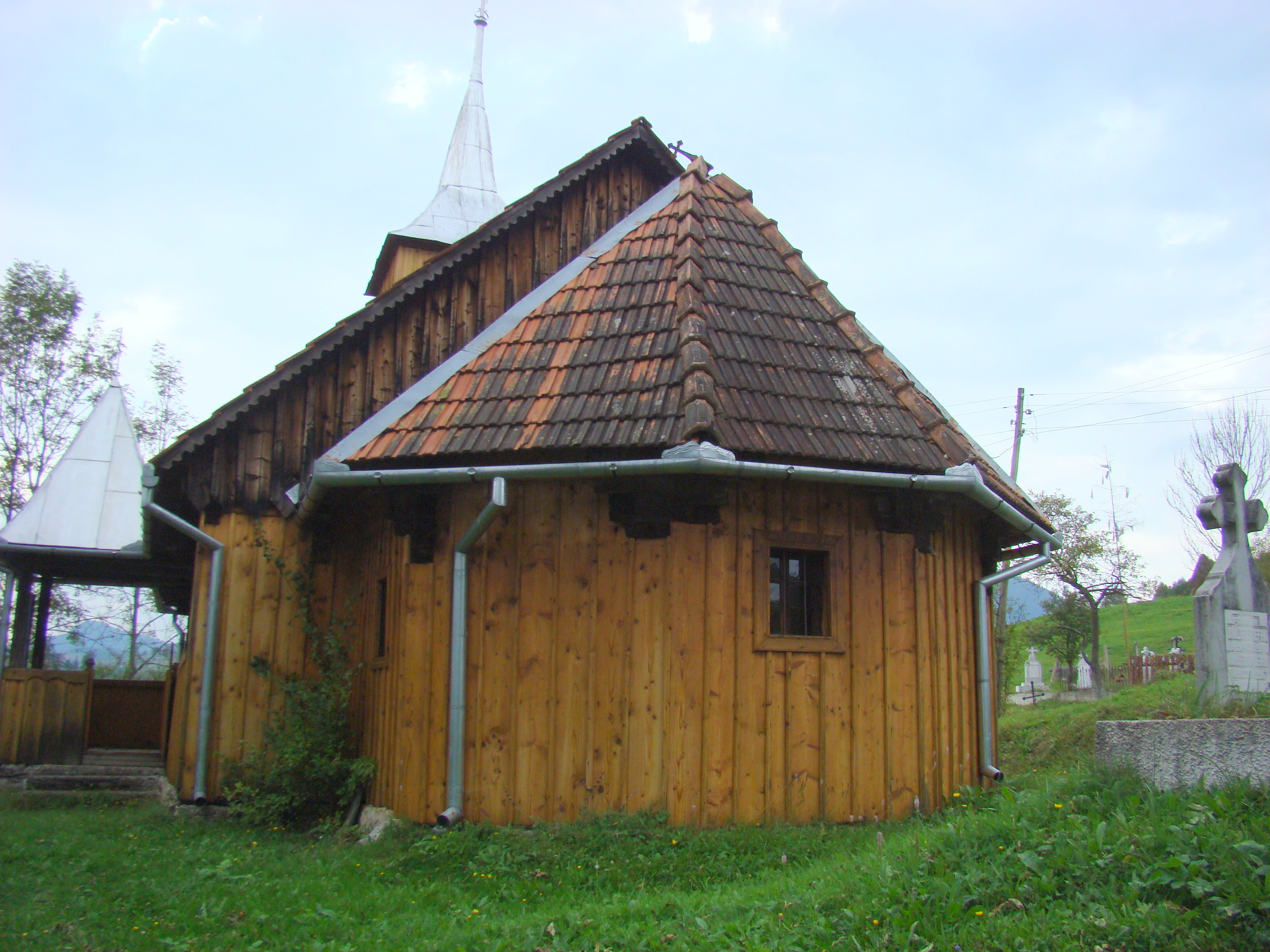
Absida altarului
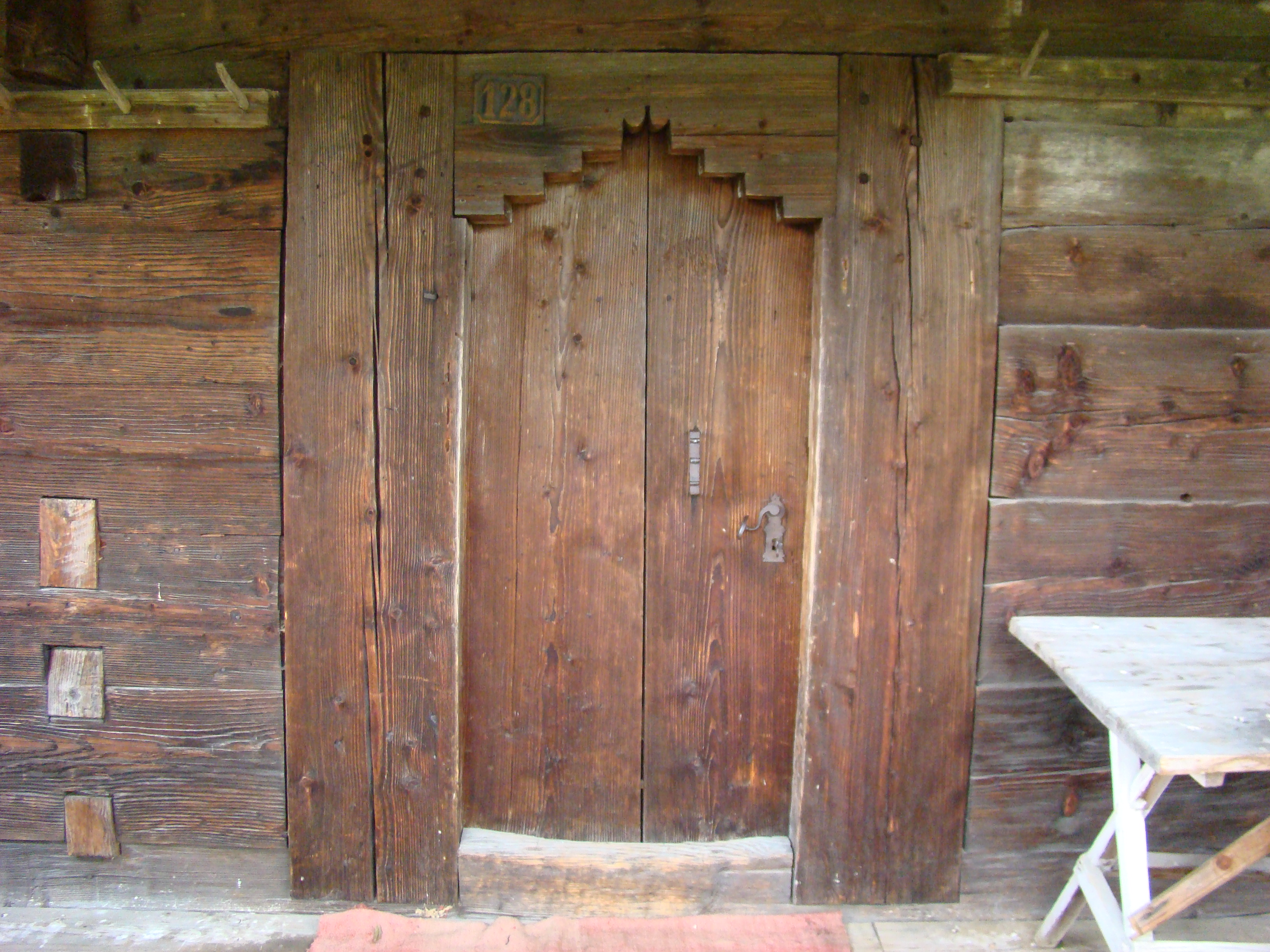
Portalul de la intrare
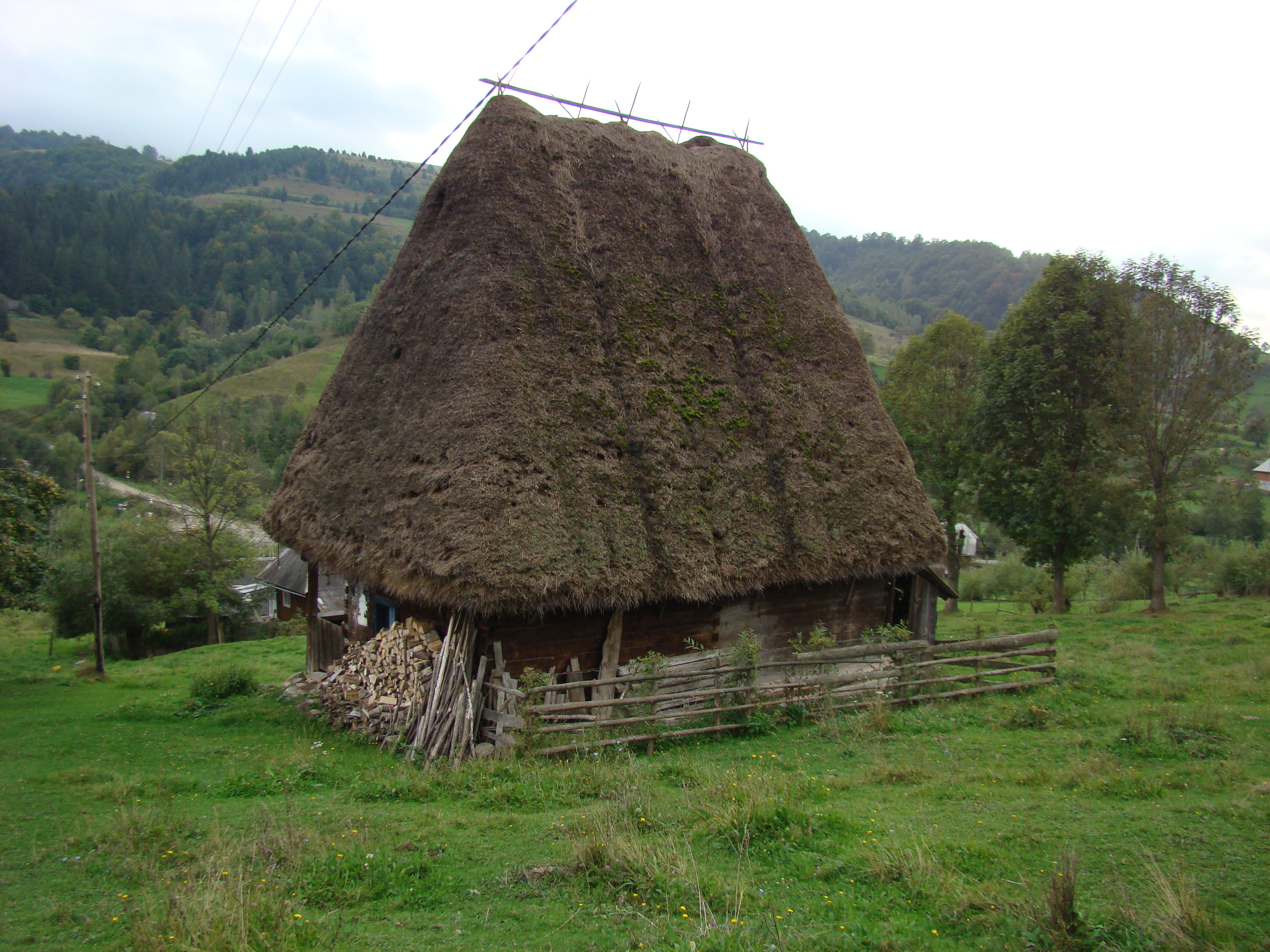
Împrejurimile bisericii